# Auguste Rodin
« Rodin » redirige ici. Pour l’article homophone, voir Rodhain.
Pour les articles homonymes, voir Rodin (homonymie).
Auguste Rodin (René François Auguste Rodin), né à Paris le 12 novembre 1840 et mort à Meudon le 17 novembre 1917, est l'un des plus importants sculpteurs français de la seconde moitié du XIXe siècle, considéré comme un des pères de la sculpture moderne.
Héritier des siècles de l'humanisme, l'art réaliste de Rodin est un aboutissement, croisement de romantisme et d'impressionnisme dont la sculpture est modelée par la lutte entre la forme et la lumière.
La virilité de l'artiste, surnommé en son temps le « Bouc sacré », provoqua des drames semi-publics ou privés et est au centre d'une expression plastique de la sensualité, de l'érotisme, mais aussi de la douleur. Il fut le compagnon, une partie de sa vie, de la sculptrice Camille Claudel.
Par sa capacité de travail et d'organisation, Rodin laisse une œuvre hors norme, dont seul le musée Rodin de Paris détient le droit moral et inaliénable du sculpteur,.

## Biographie
Auguste Rodin naît dans une famille sans problèmes financiers sans être bourgeoise, le 12 novembre 1840 au no 3, rue de l'Arbalète, dans le 5e arrondissement de Paris,. Son père, Jean-Baptiste, né à Yvetot en 1803, s'est installé à Paris en 1830 comme garçon de bureau à la préfecture de police. Sa mère, Marie Cheffer (1807-1871) est la fille d'un tisserand lorrain en activité à Landroff, qui s'installe en 1832 à Paris, où Marie épouse Jean-Baptiste en 1836. Auguste a une sœur aînée, Maria Louise (1837-1862) et une sœur benjamine, Anna Olympe (1844-1848). Du premier mariage de son père en 1829 avec Gabrielle Cateneau (1809-1836), il a une demi-sœur, Clothilde (née en 1832), dont on ne sait rien après le second mariage de Jean-Baptiste en 1836,.
Ses parents forment un ménage uni où apparaissent les solides vertus d'une éducation provinciale et religieuse qu'ils transmettent à leurs enfants, surtout de la part de la mère, femme au foyer. Après l'école primaire des frères de la doctrine chrétienne entre 1848 et 1849, il est envoyé à Beauvais de 1851 à 1853 dans la pension que tient son oncle Jean-Hyppolite Rodin (1802-1855) où il s'ennuie, mais où il découvre la cathédrale et l'art gothique.

Auguste Rodin
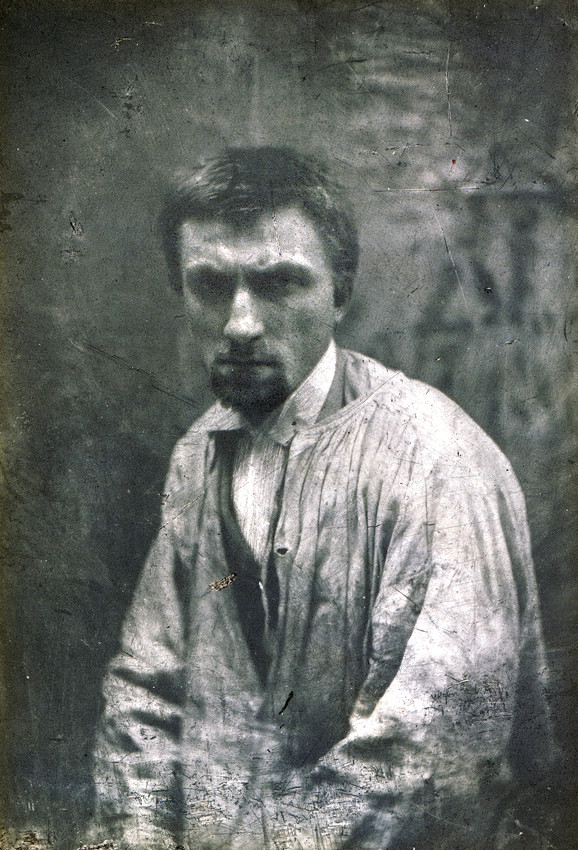
Auguste Rodin vers 1862, photographie de Charles Aubry.
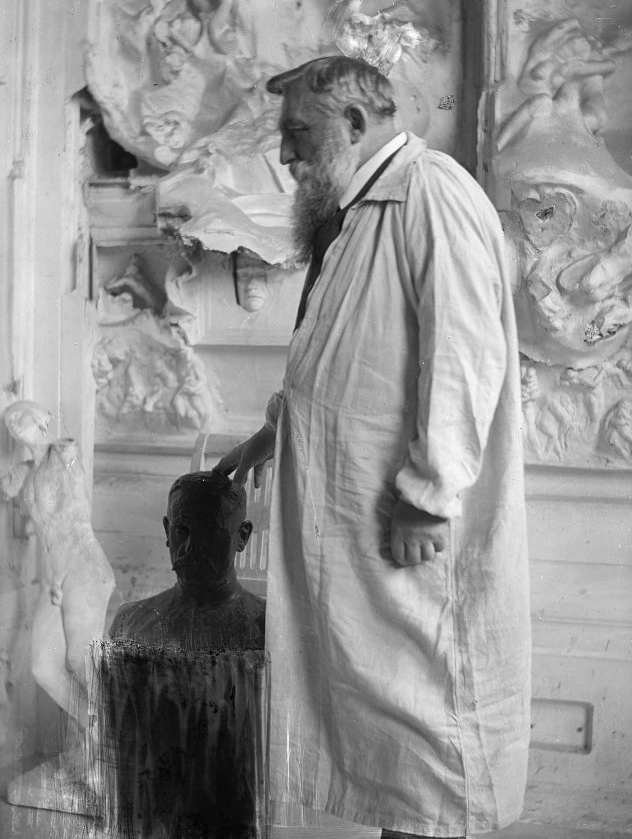
Rodin en 1905, par Gertrude Käsebier.
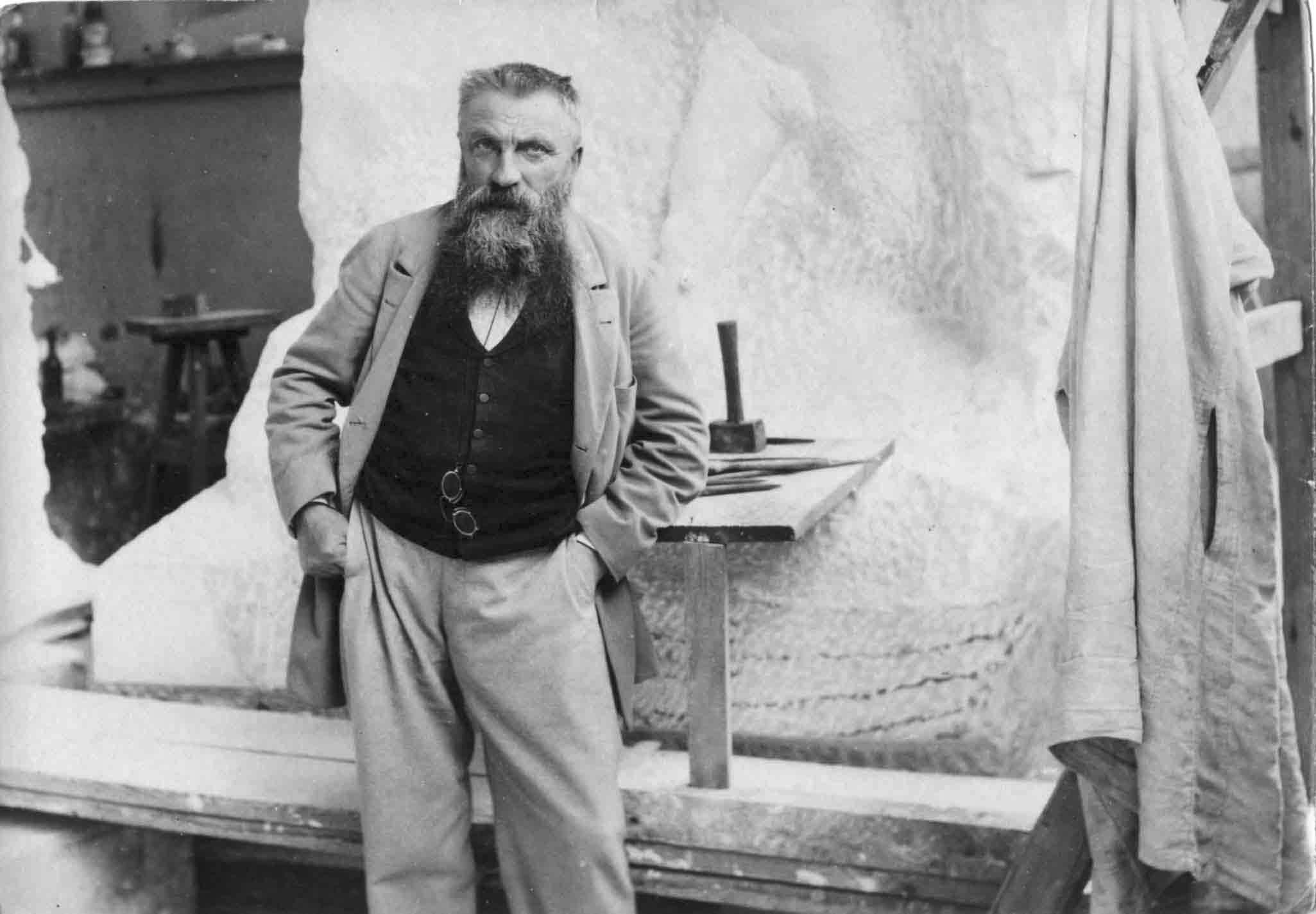
Rodin photographié par Dornac en 1898.

### Formation

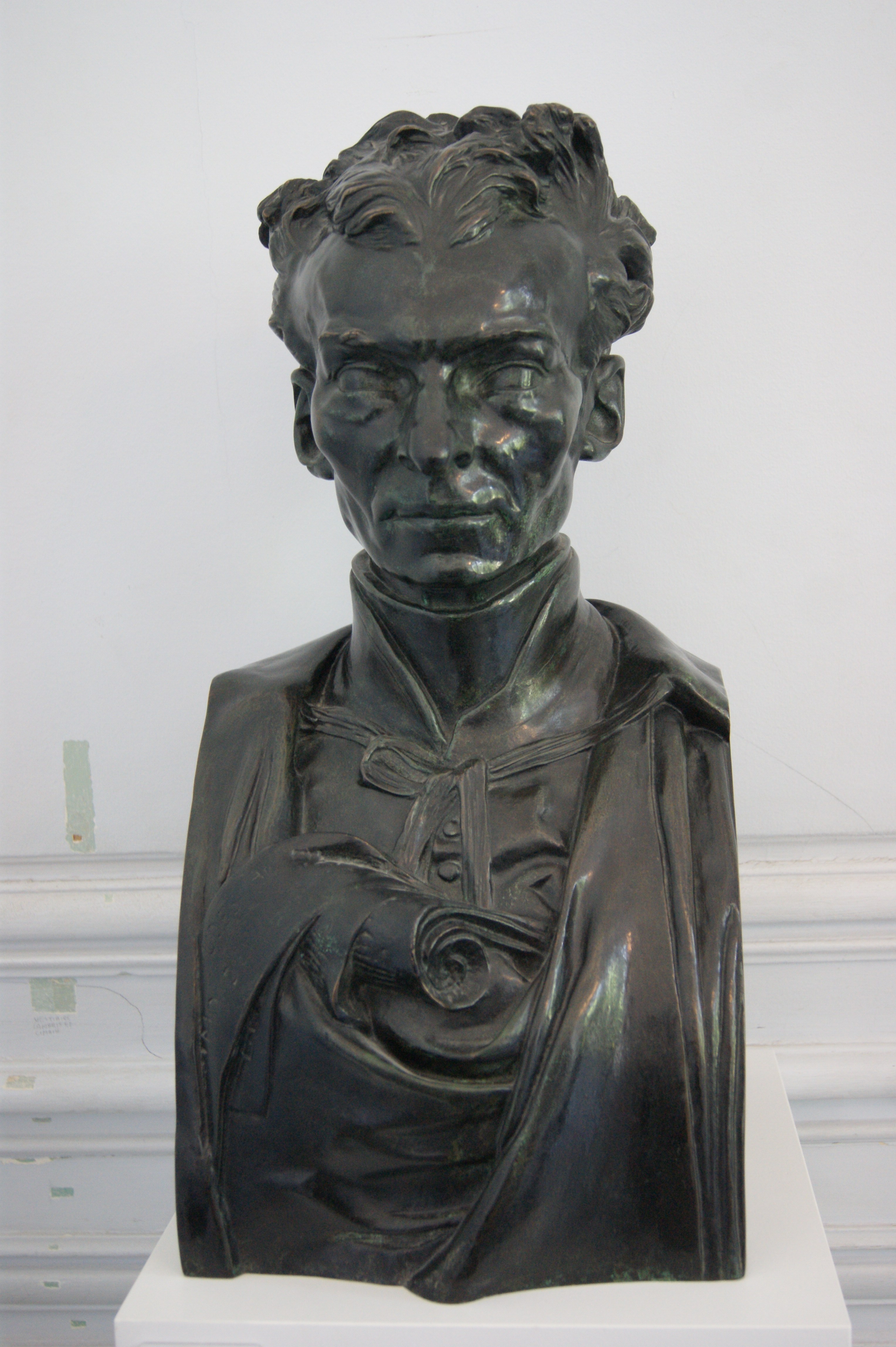
Le Père Eymard (1863), buste en bronze en hermès, Paris, musée Rodin. L'ecclésiastique porte un rouleau avec l'inscription Audes ac grati […] imo devinissimo […] sac, interrompue par l'enroulement.

En partie à cause de sa forte myopie non détectée, il mène des études médiocres, et il gardera assez longtemps le handicap d'une faible maîtrise du français. Étant donné qu'il préfère griffonner des dessins sur ses cahiers, ses parents l'inscrivent gratuitement en 1854, à 14 ans, à l'École spéciale de dessin et de mathématiques à Paris, dite la Petite École (devenue École nationale supérieure des arts décoratifs), où il suit les cours du talentueux Horace Lecoq de Boisbaudran, dont la méthode consiste à préserver la sensibilité de chaque élève en lui enseignant à utiliser sa vue et sa mémoire visuelle, et du peintre Belloc. C'est là qu'il fait la connaissance d'Alphonse Legros.
Sa vocation se révèle lorsqu'il pousse la porte d'une salle de cours où les élèves sont en train de pétrir la glaise. En 1855, il découvre la sculpture avec Antoine-Louis Barye, puis Albert-Ernest Carrier-Belleuse. Il se rend alors régulièrement au musée du Louvre pour dessiner d'après l'antique, au cabinet des estampes de la Bibliothèque impériale, et au cours de dessin de la Manufacture des Gobelins, où il travaille le nu. En 1857, il quitte la Petite École et, fort d'un talent reconnu par ses professeurs, suivant l'avis du sculpteur Hippolyte Maindron, il tente le concours d'entrée à l'École des beaux-arts, dont il réussira l'épreuve de dessin, mais il échouera trois fois de suite à celle de la sculpture, son manque de culture humaniste lui faisant préjudice et son style n'étant pas conforme aux traditions néo-classiques qui y régnaient. Il est alors contraint de travailler pour se nourrir et s'engage comme artisan-praticien dans des ateliers de divers sculpteurs, staffeurs ornemanistes et décorateurs, tels que Garnier, Blanche ou Michel-Victor Cruchet. C'est chez l'un d'eux que débute son amitié avec Jules Dalou.
L'activité de cette époque est particulièrement stimulée par les travaux d'urbanisme du préfet de Paris, le baron Haussmann, comme par le développement du goût de l'époque pour l'ornementation. Le 8 décembre 1862, fortement touché par le décès de sa sœur Maria, Rodin traverse une crise mystique et entre au noviciat de la Congrégation du Très-Saint Sacrement. Se rendant compte que le frère Augustin est peu doué pour la vie monastique, le Père Eymard — dont il a eu le temps de faire le buste — le convainc de poursuivre dans la voie artistique. Rodin quitte ainsi la congrégation en mai 1863.

### Collaboration avec Carrier-Belleuse et Van Rasbourgh

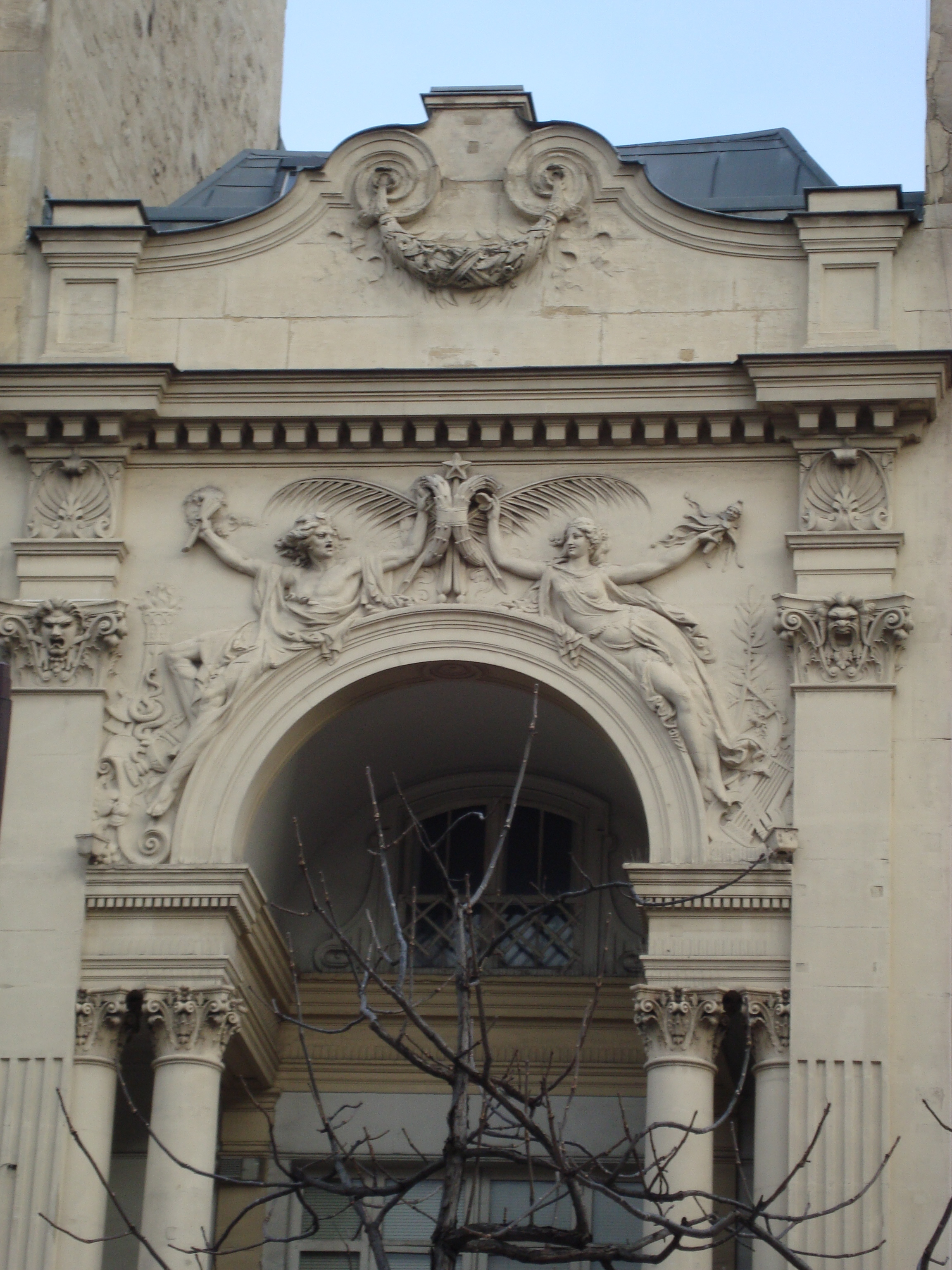
Bas-reliefs (1869), façade du théâtre des Gobelins à Paris.
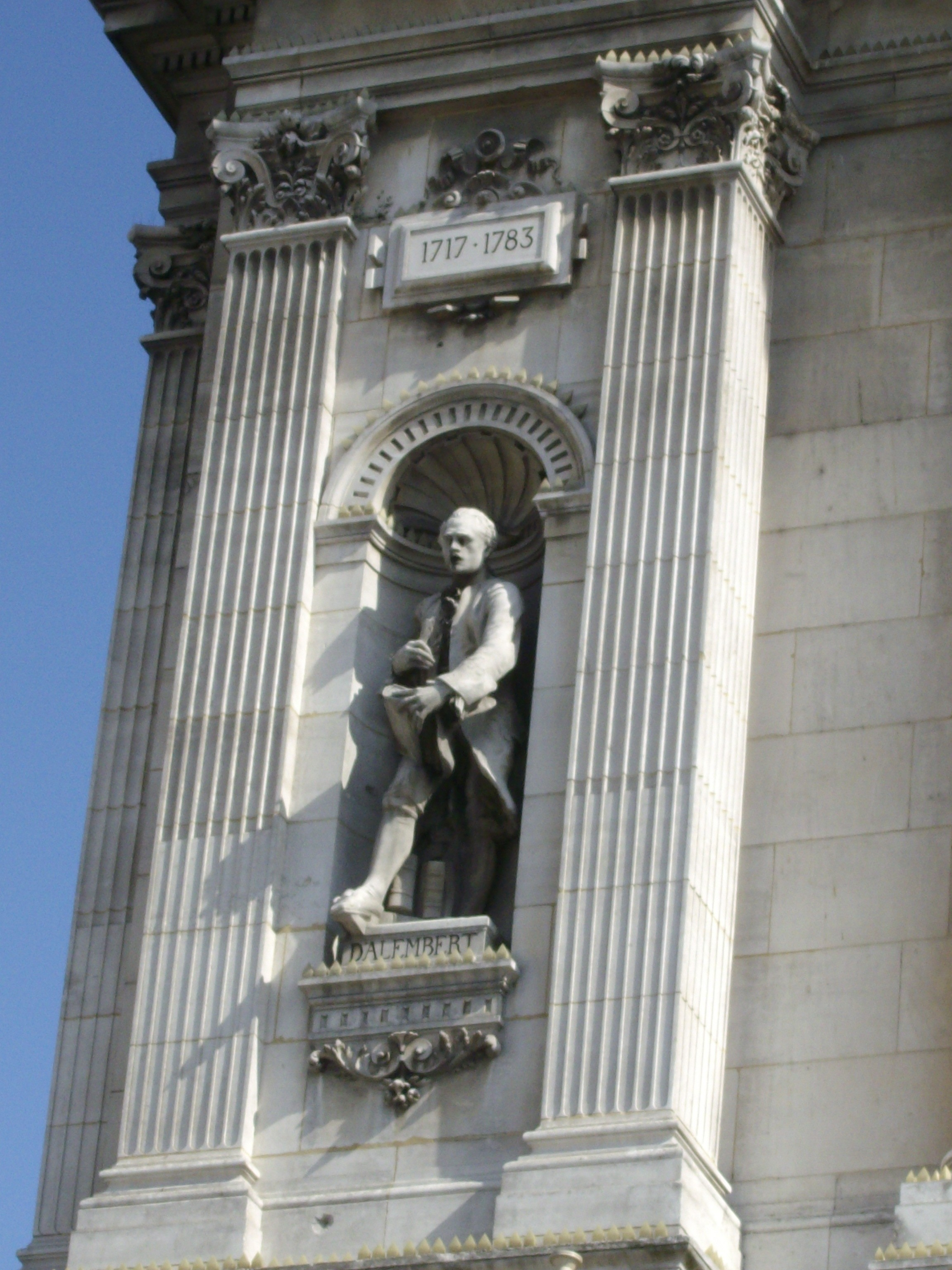
D’Alembert (1880), hôtel de ville de Paris, façade principale, premier étage du pavillon gauche.
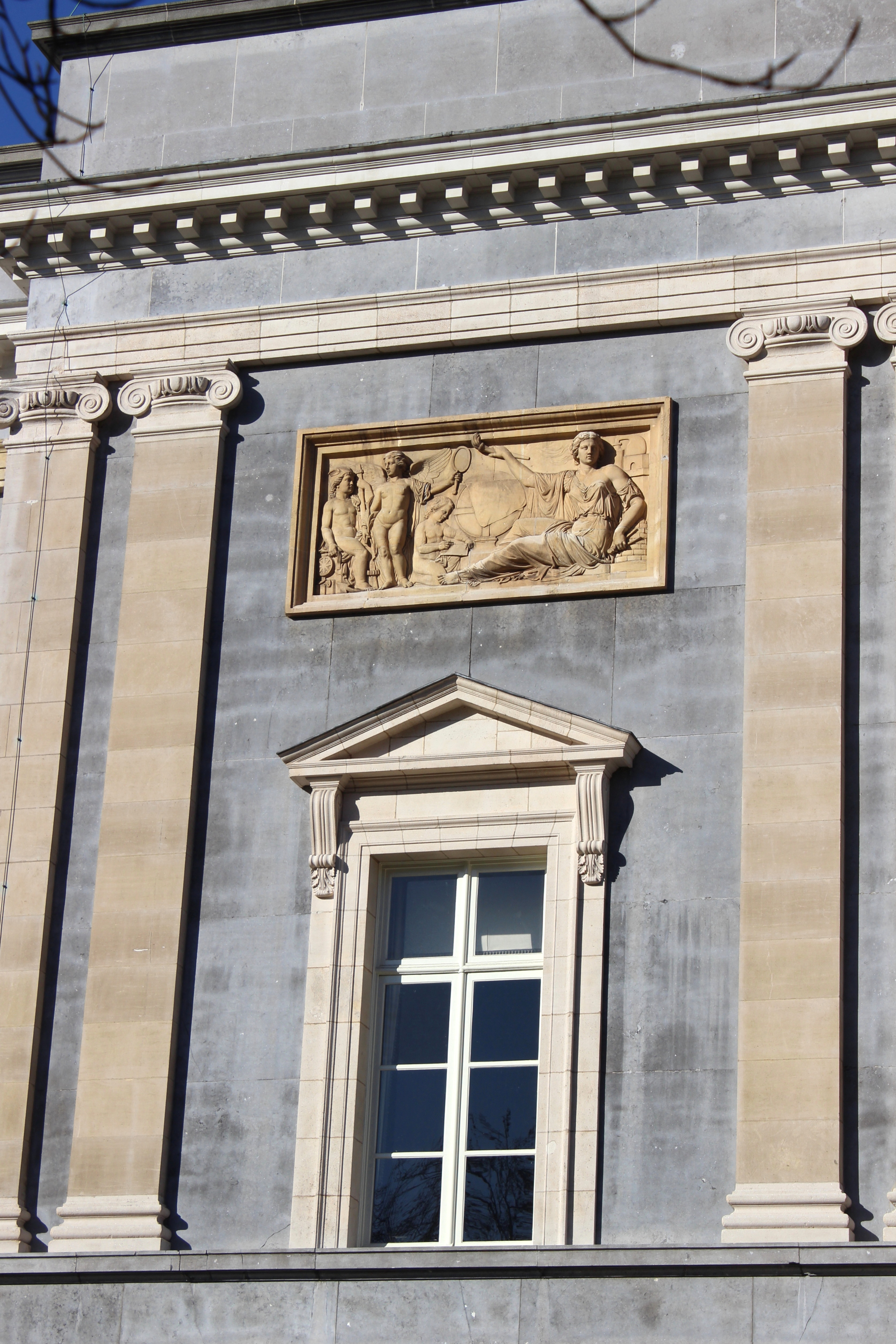
Les Sciences, bas-relief, Bruxelles, palais des Académies.

#### Rose Beuret: la compagne d'une vie

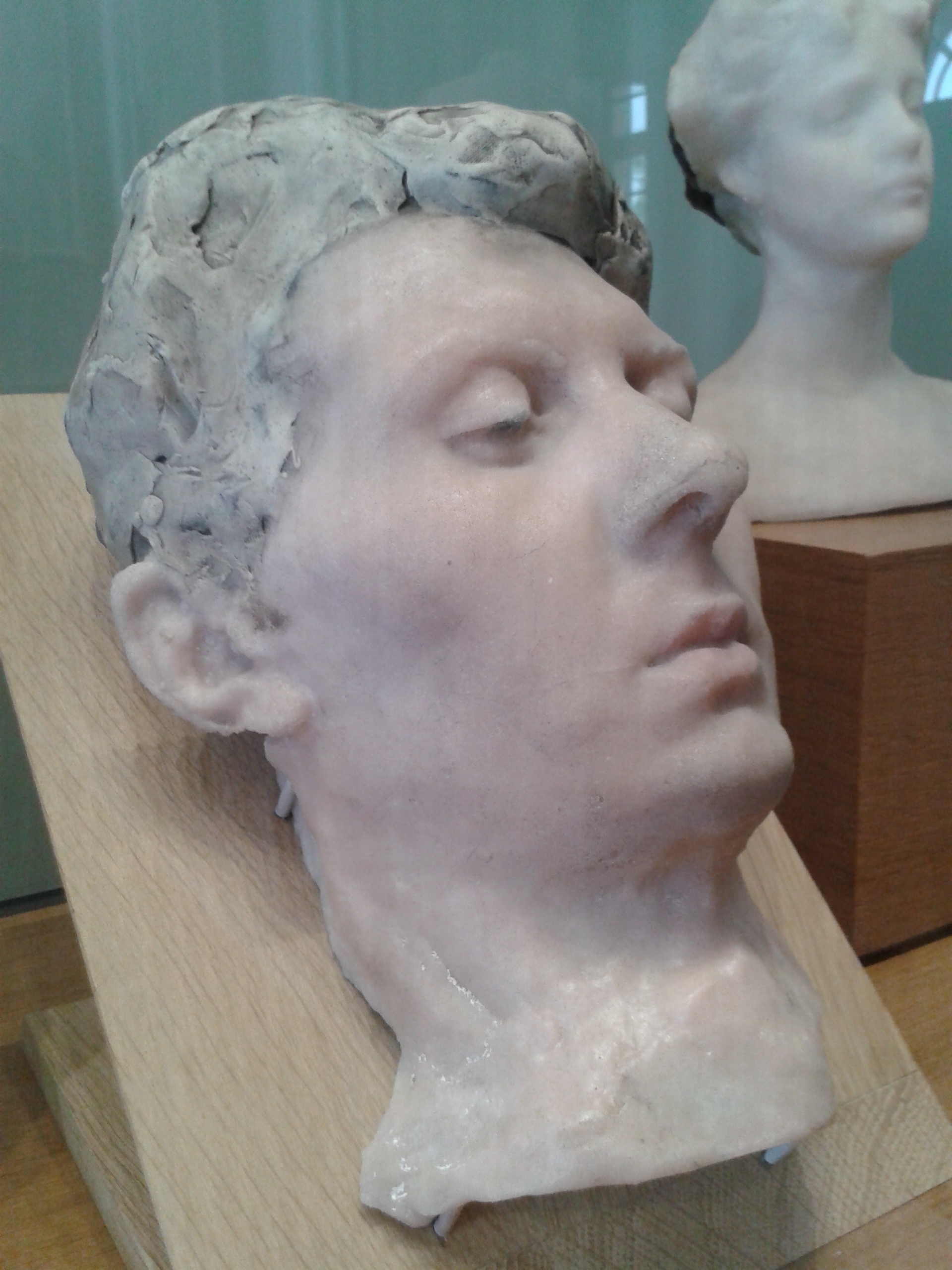
Rose Beuret (1911), pâte à modeler et pâte de verre, en collaboration avec Jean Cros. Paris, musée Rodin.

En 1864, il rencontre Rose Beuret, fille d'un cultivateur de Haute-Marne. Cette ouvrière couturière, illettrée, âgée de 20 ans, lui servira de modèle et deviendra sa compagne. Il l'épouse le 29 janvier 1917, à la fin de leur vie, alors qu'il eut de nombreuses liaisons (Camille Claudel, Gwen John, la duchesse de Choiseul Claire Coudert (1864-1919), de 1907 à 1912,). En 1866, il aura d'elle un fils, Auguste Eugène Beuret (1866-1934), qu'il ne reconnaîtra jamais. Rose fut plusieurs fois le modèle de Rodin, témoignant de son évolution stylistique, de Jeune fille au chapeau fleuri en 1865, encore influencé par Carrier-Belleuse, en passant par Mignon en 1869, puis Bellone, exécutée en 1878 après son retour de Belgique.

#### L'Homme au nez cassé
Son Homme au nez cassé est refusé au Salon de Paris de 1865, mais le marbre (dont la pratique est de Léon Fourquet) sera finalement exposé en 1875. C'est dans la période de 1865-1870 qu'il entame sa collaboration avec Albert-Ernest Carrier-Belleuse, sculpteur renommé du Second Empire, formé lui aussi à la Petite École. Carrier-Belleuse porte la sculpture vers la production en série, stimulé par la forte demande de la haute bourgeoisie de l'époque. Rodin travailla dans l'atelier de Carrier-Belleuse, qui produisit de nombreuses ornementations de qualité pour les décors architecturaux de grands chantiers à Paris, tels que l'Opéra Garnier, l'hôtel de la Païva sur les Champs-Élysées, ou le théâtre des Gobelins.

### En Belgique
En 1870, Rodin accompagne le sculpteur belge Antoine-Joseph Van Rasbourgh (nl) à Bruxelles, où il participe aux travaux de décoration de la Bourse du Commerce. Il est mobilisé comme caporal dans la Garde nationale au moment de la guerre franco-prussienne de 1870, puis réformé pour myopie. En mars 1871, il retourne alors en Belgique avec Carrier-Belleuse, avec lequel il collaborera jusqu'en 1872. Il réalise deux sculptures colossales, L'Asie et L'Afrique, et des cariatides. Il s'associe par contrat à Van Rasbourgh entre 1871 et 1876, avec lequel il participe entre autres au décor du palais des Académies à Bruxelles. Il collabore aussi avec Jules Pecher à la réalisation du Monument à Jean François Loos à Anvers (1876), aujourd'hui démonté. À cette époque, Rodin vit en couple avec Rose Beuret, qu'il peint en Fleur des champs. C'est également à cette époque qu'il met au point sa démarche de présenter trois fois la même sculpture dans des expositions différentes en trois techniques différentes : terre cuite, plâtre et marbre.

### Voyage en Italie et étude de Michel-Ange

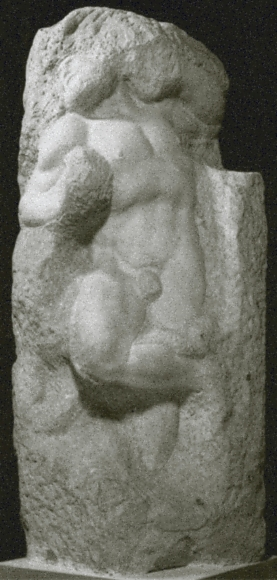
Michel-Ange, Esclave s'éveillant (1519-1536), Galleria dell'Accademia de Florence. Un exemple de non finito.

En 1875, il réalise un de ses grands rêves en faisant son Grand Tour. Il voyage en Italie pour découvrir les trésors artistiques de Turin, Gênes, Pise, Venise, Florence, Rome, Naples, « découvrir les secrets » de Donatello, et surtout, de Michel-Ange dont « les allusions et emprunts à son art sont perceptibles dans son œuvre aussi bien dans les attitudes des corps sculptés que dans le travail du marbre, jouant du contraste entre les surfaces polies et celles à peine dégrossies », en usant de la technique et de l'esthétique du non finito. À son retour en France, il visite les cathédrales françaises. En 1876, il expose pour la première fois aux États-Unis à l'Exposition internationale et universelle de Philadelphie.

### Première grande œuvre et succès

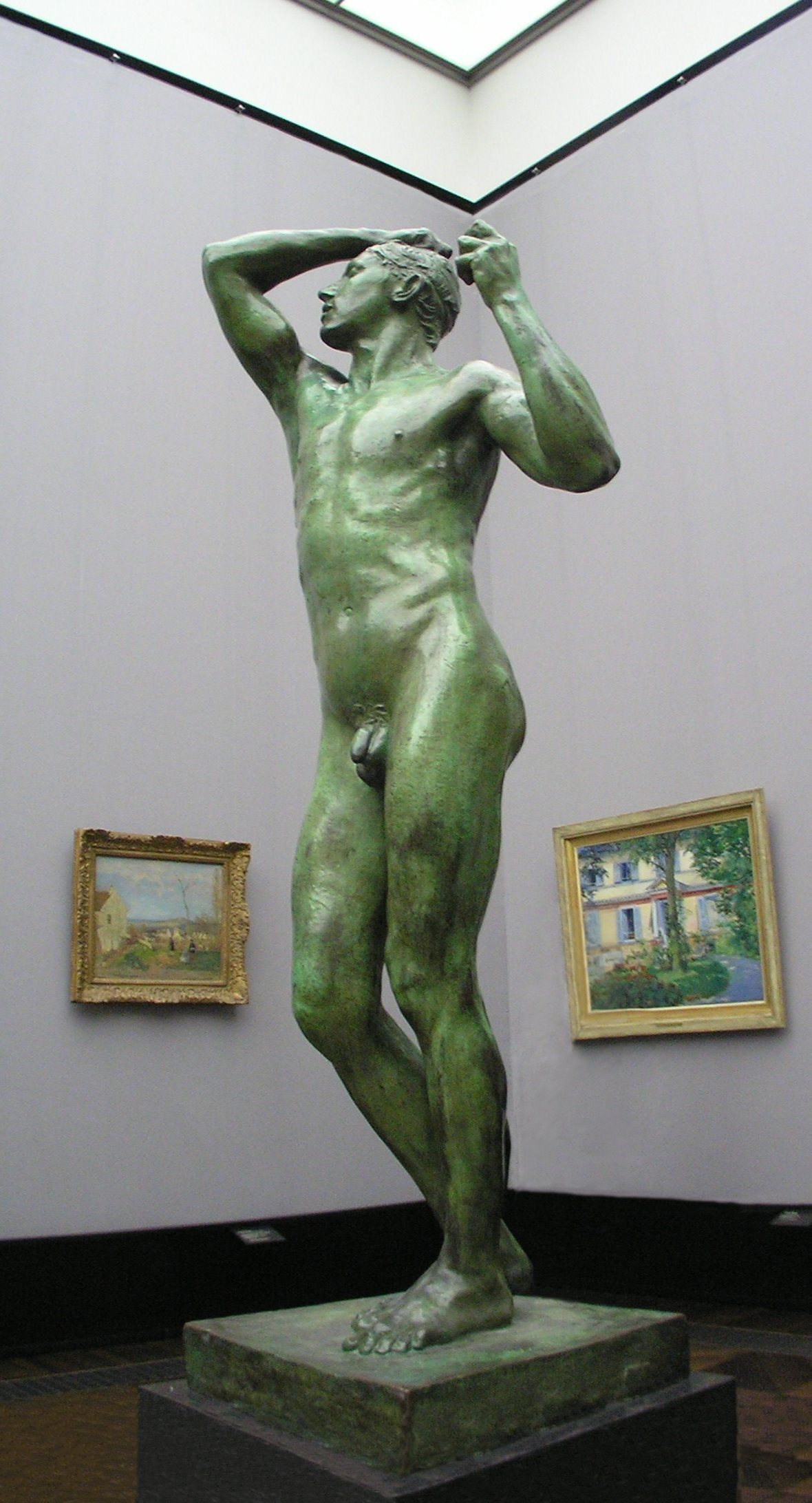
L'Âge d'airain, Berlin, Alte Nationalgalerie.
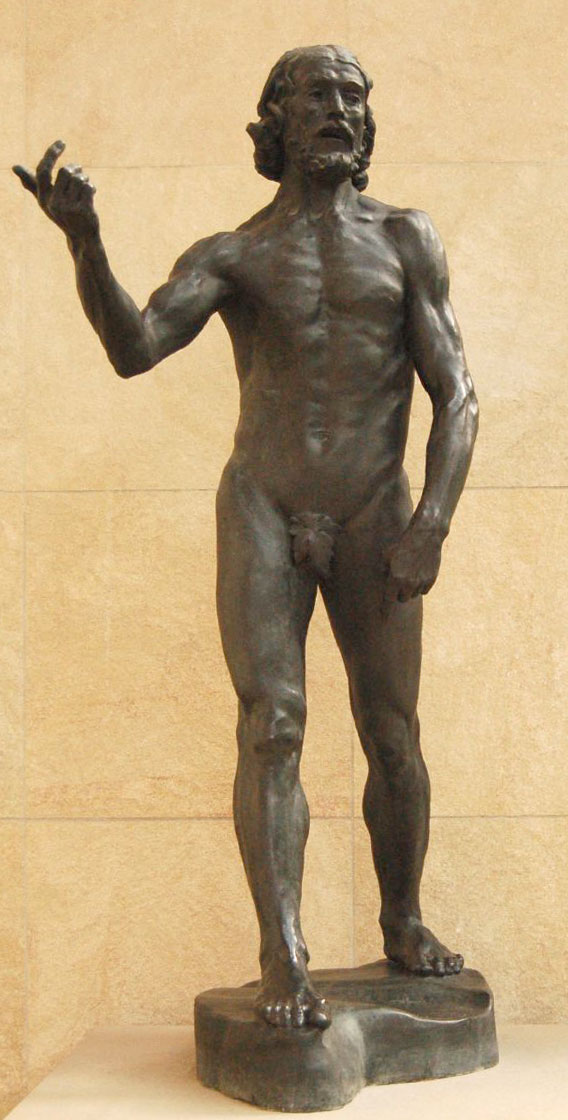
Saint Jean Baptiste, Paris, musée d'Orsay.
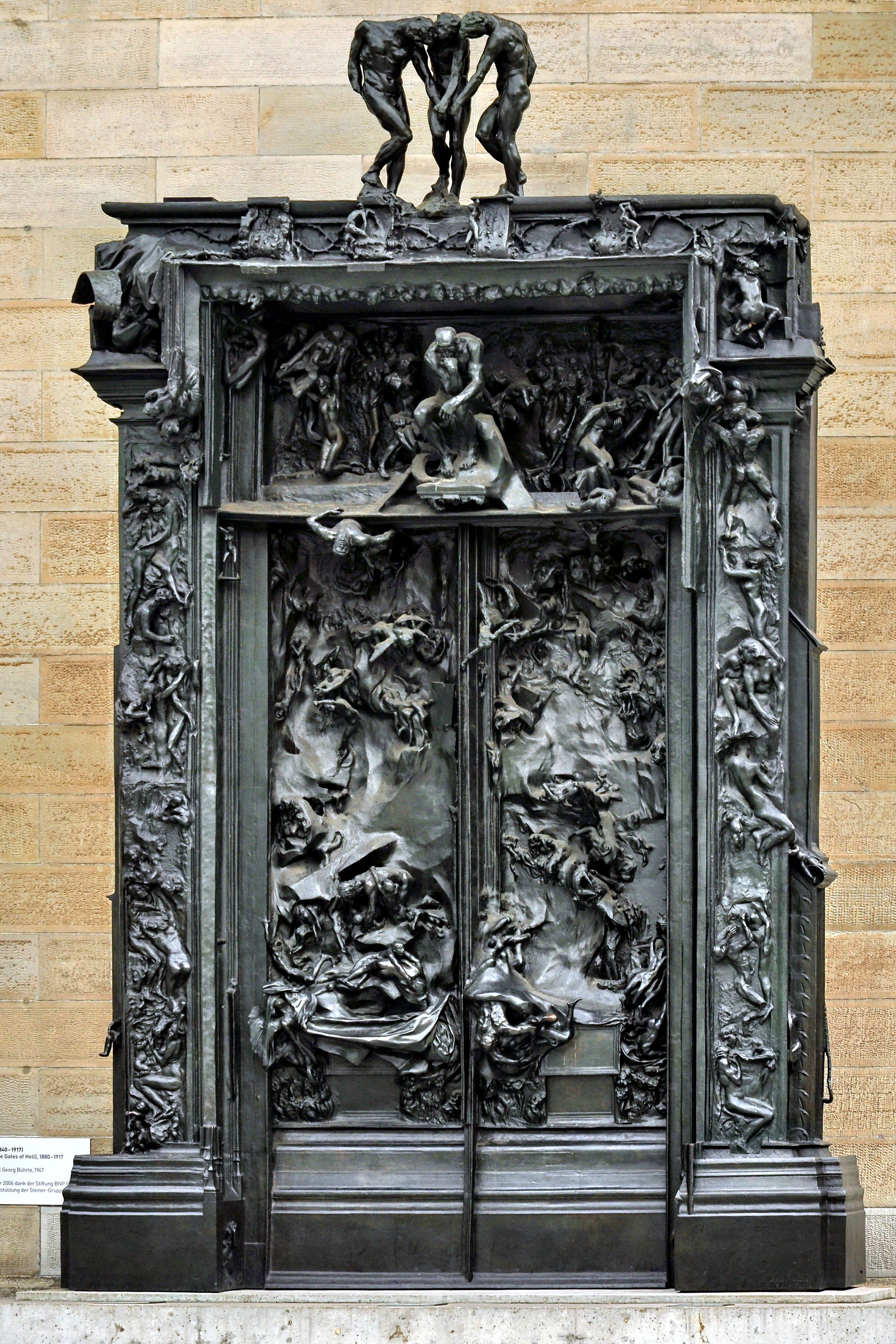
La Porte de l'enfer, Paris, musée Rodin.
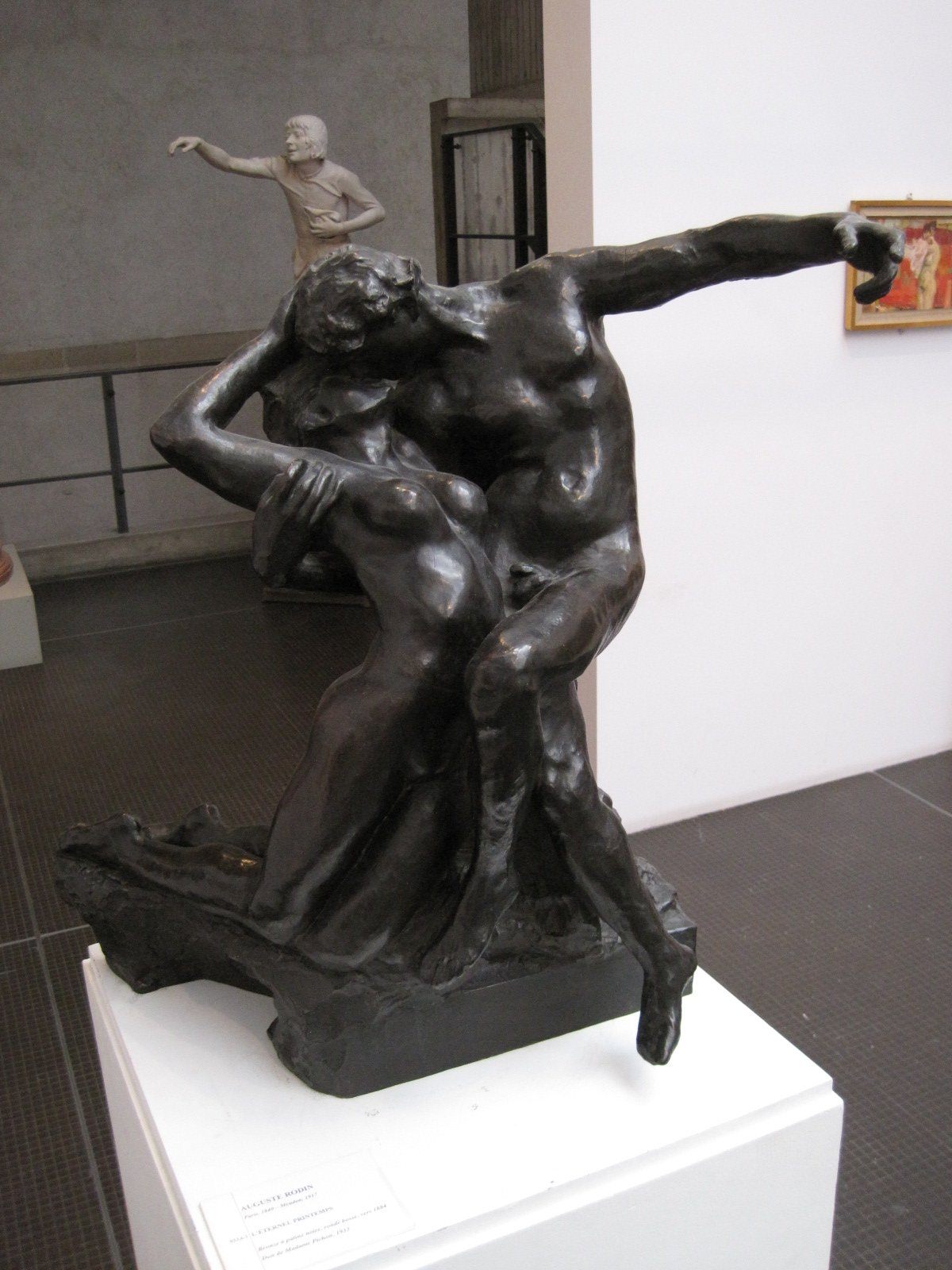
L'Éternel Printemps (1884), musée des beaux-arts de Besançon.

En 1877, âgé de 37 ans, de retour à Paris, il réalise sa première grande œuvre, L'Âge d'airain, la statue en grandeur nature en plâtre d'un jeune soldat bruxellois, Augustin Neyt, qu'il expose au Cercle artistique et littéraire de Bruxelles et au Salon des artistes français de Paris. Sa statue donne une telle impression de vie qu'on l'accuse d'avoir effectué un moulage sur le vif. Ce succès retentissant au parfum de scandale amorce sa fortune et ses quarante ans de carrière. Les commandes officielles abondent et Rodin devient un portraitiste de la haute société. L'Âge d'airain sera fondu en bronze par Thièbaut frères.
En 1878, Rodin crée son Saint Jean Baptiste, plus grand que nature pour prouver définitivement qu'il n'a pas recours au moulage sur nature. Rodin influence alors la sculpture par l’expressivité des formes, des sentiments, de la sensualité et du soin apporté à restituer l'émotion, par l'expression donnée à des parties du corps comme les mains, les pieds, etc. Il participe à l'invention d'un style en développant de nouvelles techniques de sculpture comme l’assemblage, la démultiplication ou la fragmentation, en totale rupture avec l’académisme d'alors. En 1879, il participe à un concours pour l'érection d'un monument commémoratif de la guerre de 1870 à Courbevoie, mais voit son projet pour La Défense de Paris rejeté ; ses amitiés avec des communards auront pu également influencer le jury. Il intègre la manufacture nationale de Sèvres jusqu'en décembre 1882. À cette époque, il noue une relation passionnelle et tumultueuse avec la sculptrice Camille Claudel, de vingt-quatre ans sa cadette.
En 1878 et 1882, Rodin réalise des modèles d'ornements figuratifs, exécutés ensuite en bois par d'autres artistes, pour deux meubles réalisés par l'ébéniste parisien Mathias Ginsbach.
En 1880, l'État achète sa sculpture L'Âge d'airain et lui octroie un atelier au Dépôt des marbres au no 182, rue de l'Université, dans le 7e arrondissement de Paris (un lieu de travail qu'il garda toute sa vie). L'État lui commande La Porte de l'enfer, inspirée par la Divine Comédie de Dante Alighieri, et une transposition des Fleurs du mal de Charles Baudelaire, pour le futur musée des arts décoratifs du palais du Louvre, son œuvre la plus monumentale de 7 m de haut et 8 tonnes, qui ne fut ni livrée ni fondue en bronze de son vivant, et à laquelle il travailla seul jusqu'à la fin de ses jours. L'œuvre fut fondue en bronze en 1928 par la fonderie Alexis Rudier (Paris, musée Rodin).
En 1881, l'État achète sa sculpture Saint Jean Baptiste. Il part en voyage en Angleterre où il apprend la gravure à Londres avec Alphonse Legros, un ancien condisciple de la Petite École. À son retour en France, il réalise notamment les figures sculptées d’Adam, d’Ève et Le Penseur en 1882. En 1883, il réalise le Buste de Victor Hugo. Son père meurt cette année-là.

### Camille Claudel: la passion

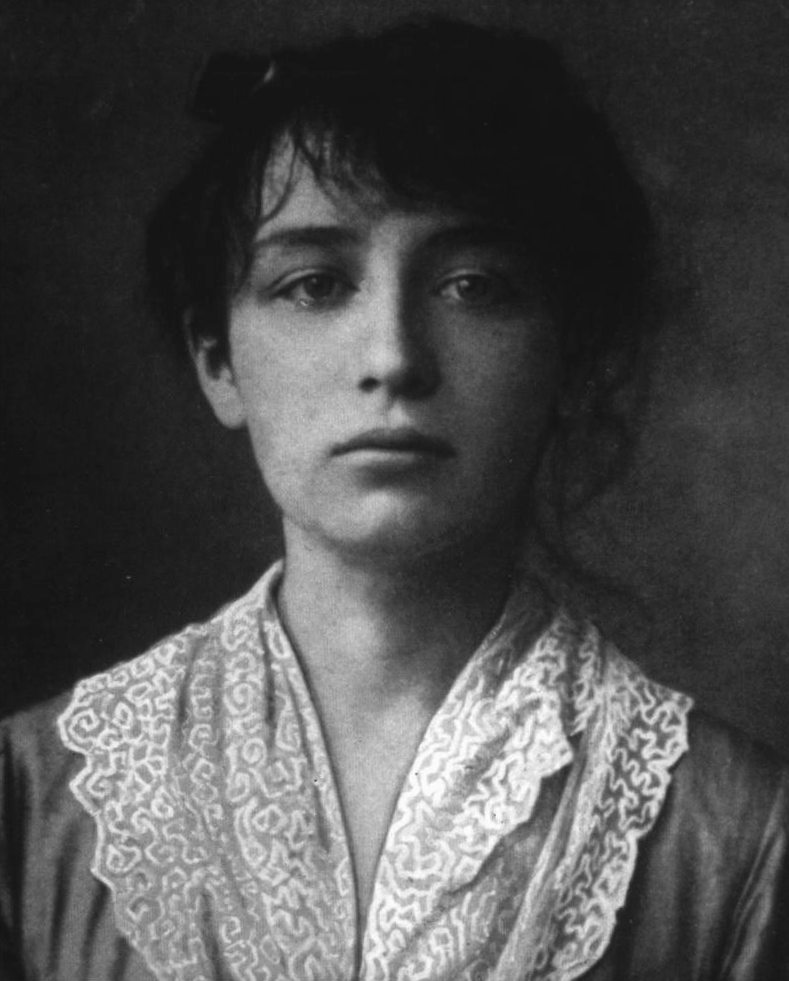
Camille Claudel, photographie anonyme.

En 1882, Rodin remplace Alfred Boucher comme professeur d'un groupe de jeunes sculptrices, dont Camille Claudel. Il remarque les dons de celle-ci, qui a alors dix-neuf ans. En 1884, elle entre comme praticienne et sert de modèle pour Torse de femme et Mon frère pour Rodin. En 1885, elle est le modèle de L'Aurore. Dans son atelier, elle participa activement à la création du groupe des Bourgeois de Calais, commandé en 1885 par la municipalité de Calais, à la mémoire d'Eustache de Saint Pierre, dont la légende veut qu'elle ait modelé les mains de Pierre de Wissant, alors que Jessie Lipscomb fut chargée de la robe. Rodin et Camille Claudel entretinrent une relation artistique et amoureuse passionnée et tumultueuse, devenue légendaire, qui dura de dix à quinze ans, connue de tous à l'époque.
En 1884, il réalise la sculpture L'Éternel Printemps, probablement inspirée de cette passion pour Camille Claudel, tout comme L'Adieu en 1892, où Rodin assemble un portrait de Camille Claudel et les mains de Pierre de Wissant, dont il confie la pratique du marbre à Jean-Marie Mengue, et celle de La Convalescente à Émile Matruchot en 1902. En dépit d'une promesse faite par lettre, Rodin refusa les demandes de mariage de Camille Claudel - lui qui ne se maria avec Rose que lorsqu'elle fut mourante - ; Claudel finit par s'éloigner pour développer son art seule.
Rodin aurait eu plusieurs enfants avec elle, sans doute deux, qu'il n'a pas reconnus.

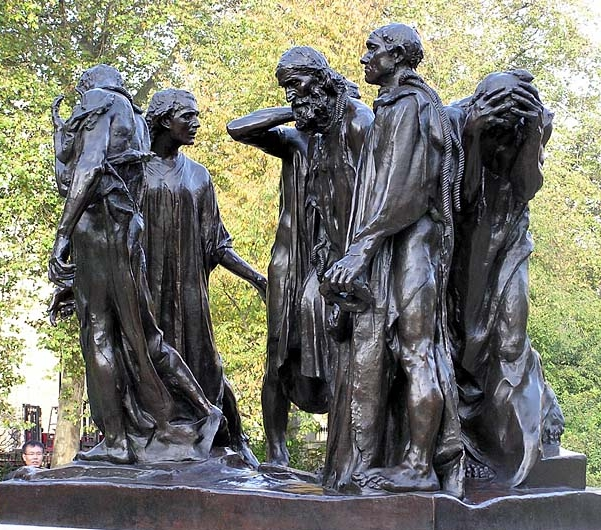
Les Bourgeois de Calais, Londres, palais de Westminster.

### Consécration

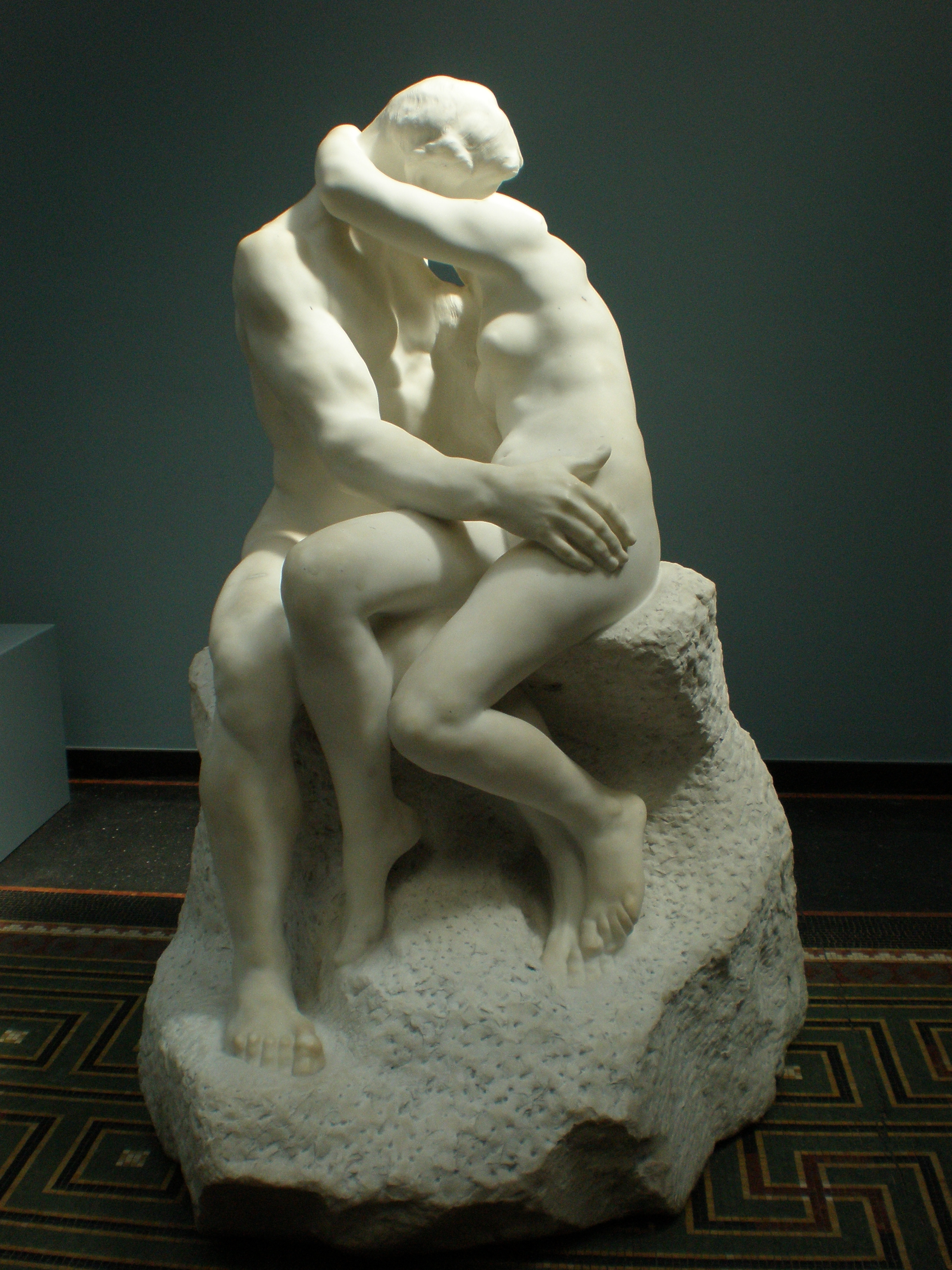
Le Baiser (1886), marbre, Copenhague, Ny Carlsberg Glyptotek. Praticien : Emmanuel Dolivet.

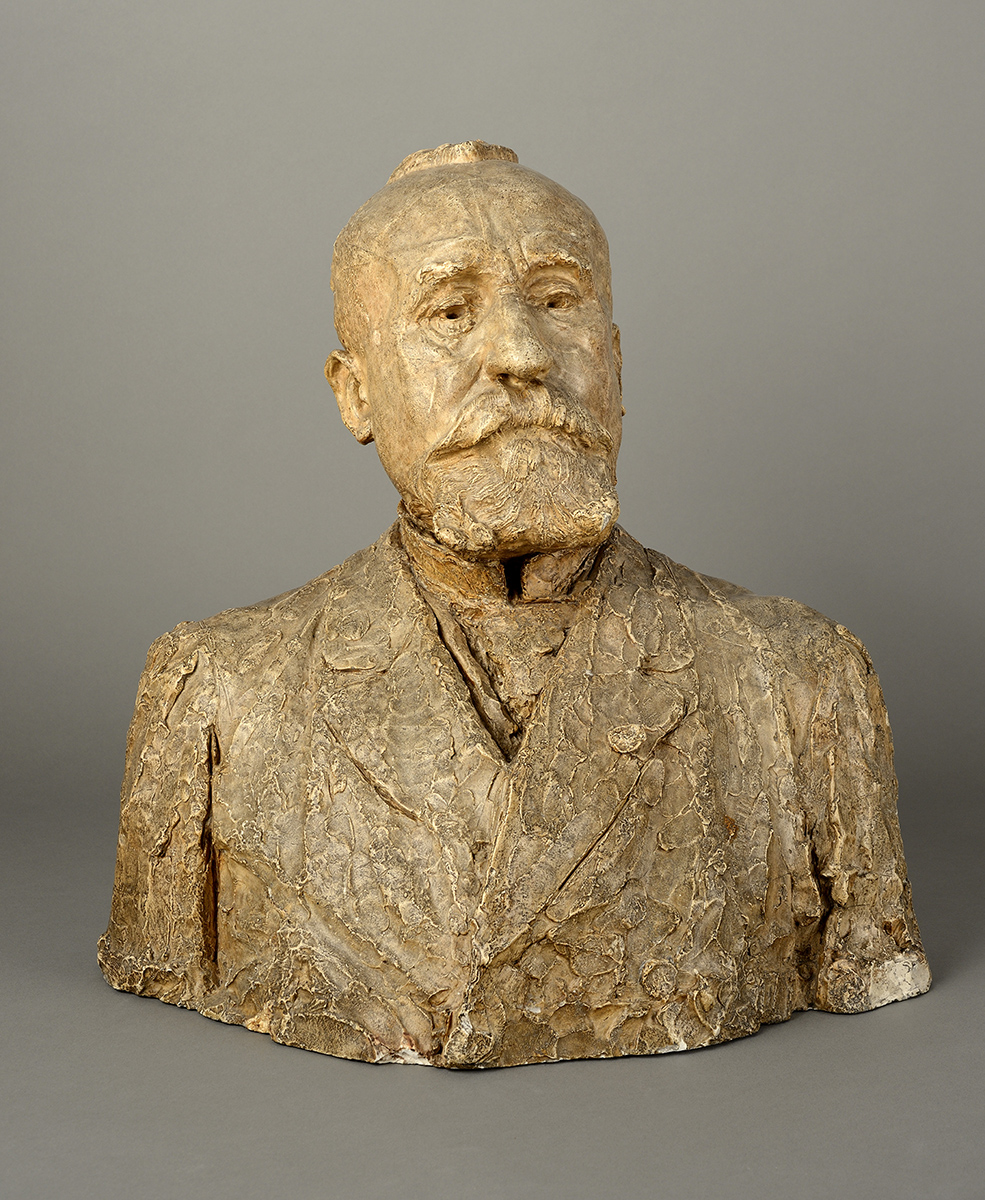
Pierre Puvis de Chavannes, (1891), plâtre patiné, musée des Beaux-Arts de Lyon.

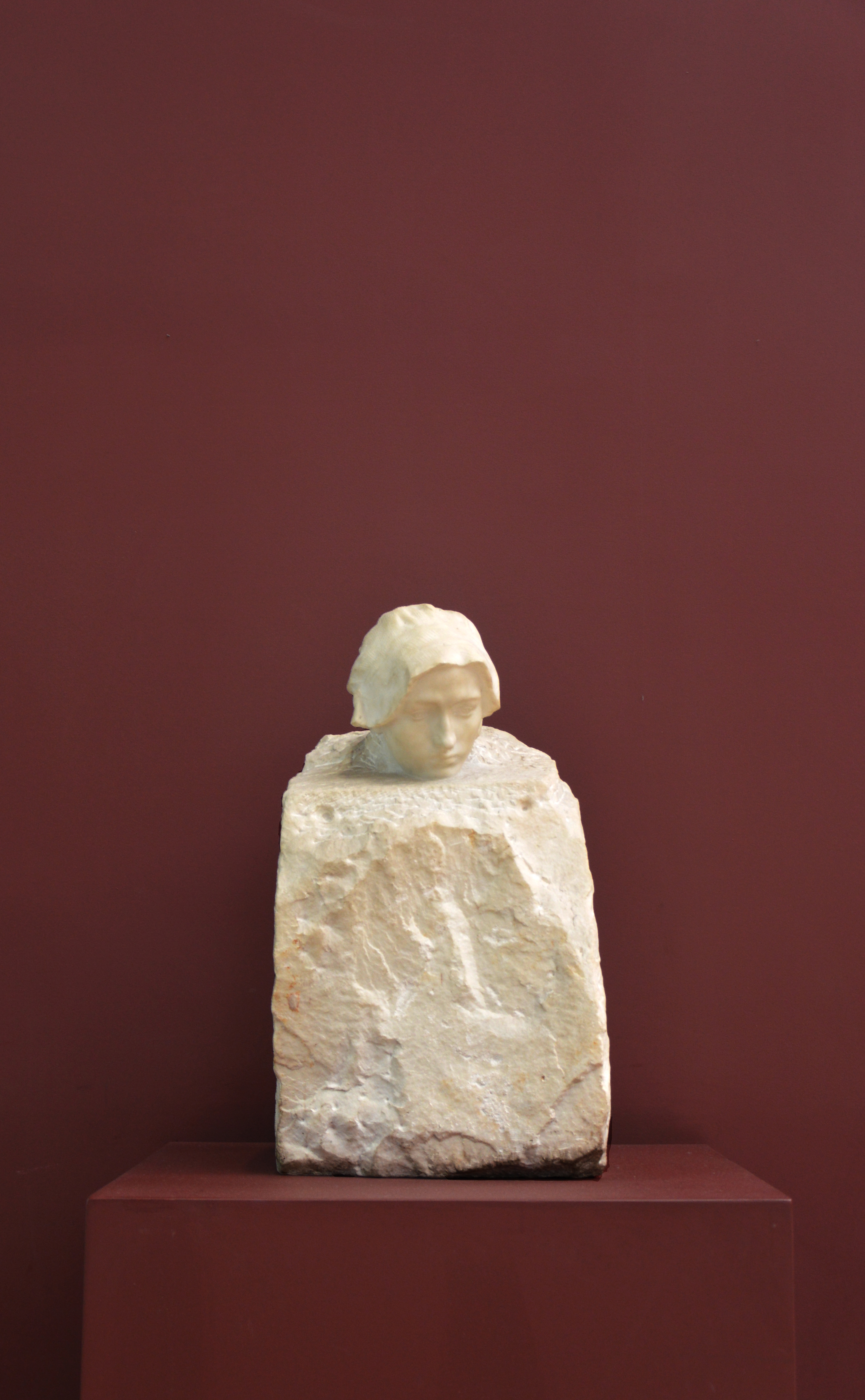
La Pensée (1890), marbre, Paris, musée d'Orsay. Modèle : Camille Claudel.

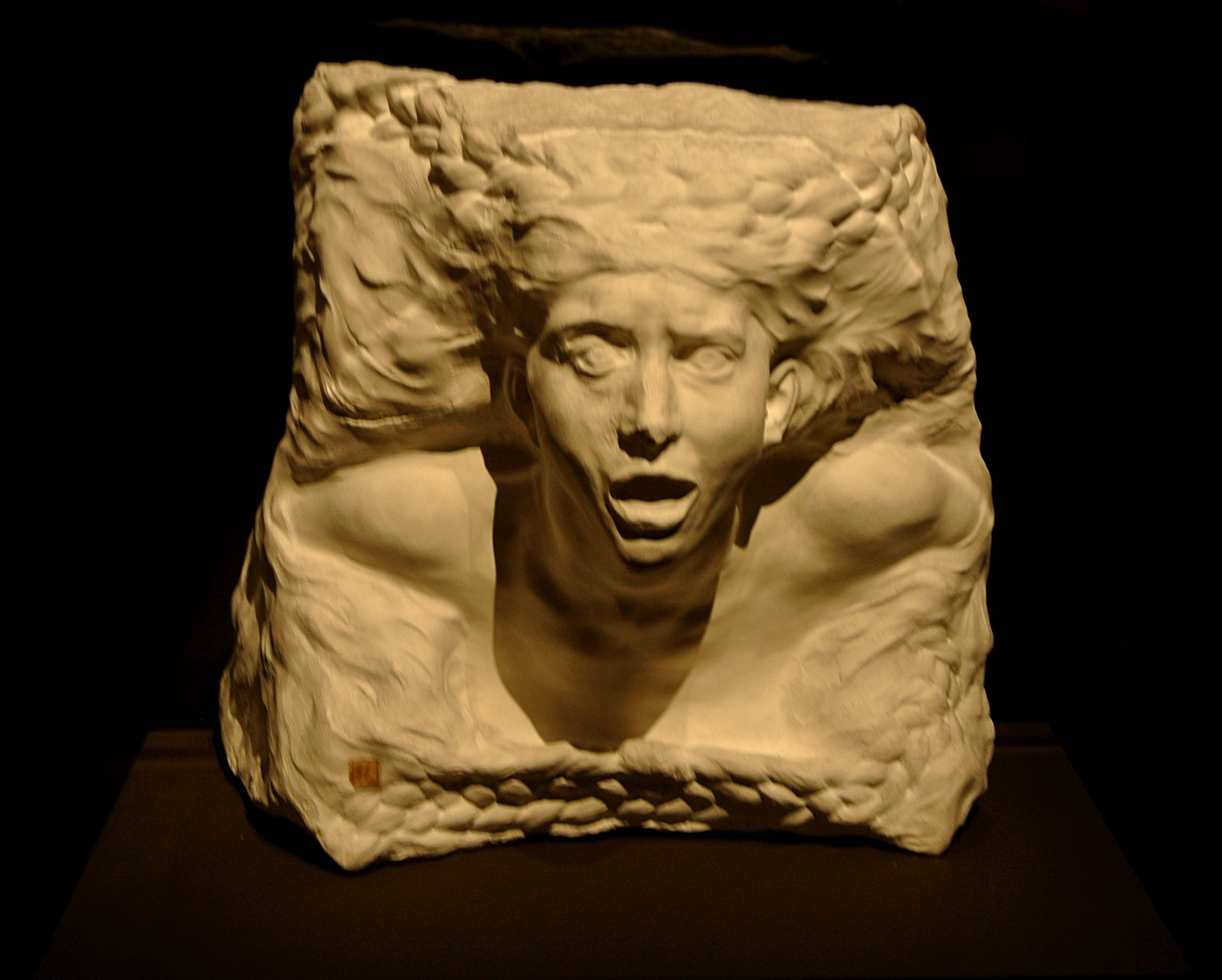
La Tempête (vers 1898), marbre, Paris, musée Rodin.

En 1887, il est fait chevalier de la Légion d'honneur et illustre de dessins l'édition des Fleurs du mal de Baudelaire, éditée par Paul Gallimard. L'État français lui commande Le Baiser, en marbre pour l'Exposition universelle de 1889. Rodin choisit Jean Turcan comme praticien. Le Baiser sera réalisé directement en marbre d'après sa maquette en terre cuite. En 1889, Auguste Rodin est un des membres fondateurs de la Société nationale des Beaux-arts et reçoit la commande du monument à Victor Hugo, pour le Panthéon de Paris (assis, puis debout). Il expose avec Claude Monet à la galerie Georges Petit.
En 1891, la Société des gens de lettres lui passe commande d'un monument pour Honoré de Balzac. Il est promu officier de la Légion d'honneur, en 1892, et succède à Jules Dalou au poste de président de la section sculpture et vice-président de la Société nationale des beaux-arts.

#### Installation à Meudon
En 1893, il s'installe avec Rose à Meudon, no 8, chemin Scribe, dans la Maison des Chiens-Loups. Henri Lebossé présente à Rodin un système mécanique d'agrandissement ou de réduction des sculptures qui lui permet de produire en série ses sculptures à différentes échelles. Antoine-Emile Bourdelle, jeune sculpteur, devient son praticien. Claude Monet l'invite chez lui, en 1894, à Giverny en Normandie, où il rencontre Paul Cézanne et Clemenceau. Pendant cette période, Rodin échange avec la jeune sculptrice anarchiste Appoline Schrader.
En 1895, il achète la villa des Brillants, à Meudon, qui devient son atelier avec ses assistants, ouvriers et praticiens, et où il commence à constituer sa collection d'antiques et de peintures. Le monument aux Bourgeois de Calais en bronze est inauguré à Calais. En 1896, le musée Rath en Suisse présente pour la première fois ses photographies accompagnant ses sculptures, et des œuvres de Pierre Puvis de Chavannes et d'Eugène Carrière. En 1897, par la publication de l’Album Goupil (du nom de l'éditeur-imprimeur) contenant 142 dessins, il divulgue ses techniques de travail novatrices. Il présente son Monument à Victor Hugo au Salon de la Société nationale des beaux-arts. En 1898, la Société des gens de lettres refuse sa statue de Balzac présentée au Salon de la Société nationale des beaux-arts. De 1898 à 1905, il entretient une liaison avec Sophie Postolska (1868-1942), une de ses élèves, jeune aristocrate polonaise. En 1899, il obtient la commande du Monument à Puvis de Chavannes. La grande Ève est présentée au Salon de la Société nationale des beaux-arts. Il tient ses premières expositions personnelles à Bruxelles, Amsterdam, Rotterdam, La Haye.

#### Le Pavillon de l'Alma
En 1900, Rodin a 60 ans. À ses frais il organise une rétrospective dite « de l'Alma » de son œuvre dans un pavillon sur la place de l'Alma en marge de l'Exposition universelle de Paris, ce qui lui vaut une consécration internationale. Il est nommé chevalier de l'ordre de Léopold de Belgique. Cette même année, il fait la connaissance de Helene von Nostitz, nièce du futur maréchal et président du Reich, Paul von Hindenburg, qui épousa, en 1904, Alfred von Nostitz. Rodin se rend en Italie avec elle, reprenant ainsi contact avec les chefs-d'œuvre sculptés de Pise, Lucques, Florence et Rome. Le portrait d'Hélène von Beneckendorff qu'il exécuta en marbre fut envoyé à Berlin et à Vienne, où il fut admiré et loué par les artistes du mouvement de la Sécession.
À la clôture de l'exposition, en 1901, le pavillon est démonté et transféré dans sa propriété de Meudon (la villa des Brillants) et devient son atelier. En 1902, le jeune poète autrichien Rainer Maria Rilke le rencontre, écrit un essai Sur Rodin et devient son secrétaire, de 1905 à 1906. Rodin devient membre de la Société astronomique de France en 1902. Le 22 octobre 1902, il est présent au  Panthéon, quand Camille Flammarion reproduit l'expérience de  Foucault. En 1903, il est fait commandeur de la Légion d'honneur.
En 1904, Rodin devient l'amant de la peintre et femme de lettres britannique, Gwendolen Mary John (sœur du peintre Auguste John), qui lui servira de modèle pour la Muse Whistler et Iris, puis il rencontre la duchesse de Choiseul (née Claire Coudert, issue d'une très riche famille américaine), dont il devient l'amant jusqu'en 1912. Claire de Choiseul le mettra en contact avec de nombreux Américains fortunés et aura une certaine influence sur lui.

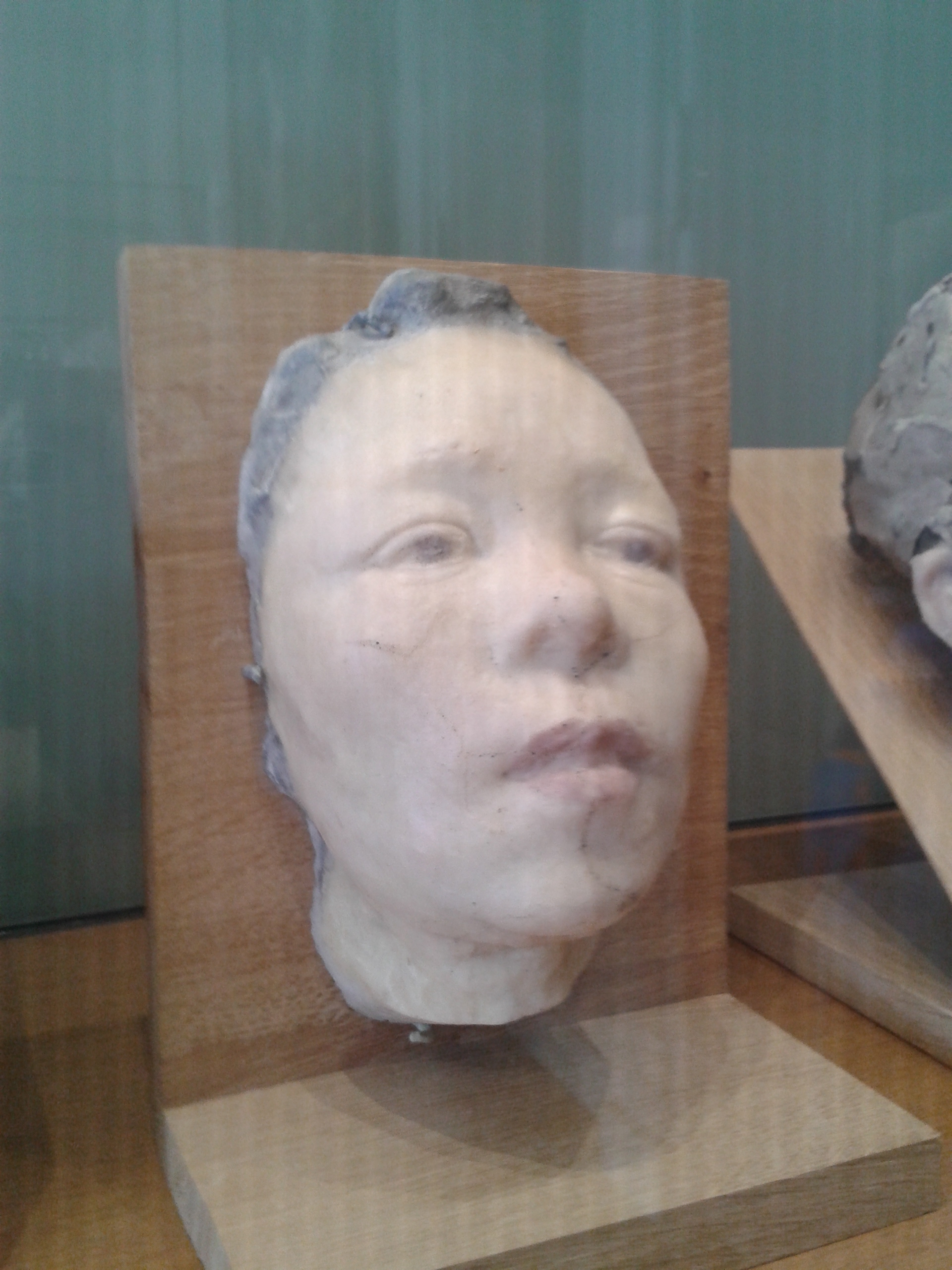
Masque de Hanako, type E (1911), pâte de verre, en collaboration avec Jean Cros. Paris, musée Rodin.

Le Penseur, version en plâtre, est présenté à Londres puis en bronze à Paris. En 1906, Le Penseur est placé devant le Panthéon de Paris. À l'occasion de l'Exposition coloniale de Marseille, Rodin exécute une série d'aquarelles d’après les danseuses cambodgiennes. Il réalise le Masque de Hanako, un portrait de l'actrice japonaise Hanako. L'exposition de ses dessins en Allemagne à Weimar crée le scandale. En 1907, à Paris, la galerie Bernheim organise une exposition de ses dessins. La sculpture L'Homme qui marche est présente au Salon. Marcelle Tirel devient son dernier secrétaire.
Dans son atelier, il reçoit les visites de nombreux artistes et célébrités (le roi d'Angleterre Édouard VII lui rendra visite le 6 mars 1908).

#### L'hôtel Biron
Rodin s'installe en 1908 à l'hôtel Biron que Rilke lui a fait découvrir, où il rencontre Vaslav Nijinsky et Henri Matisse, entre autres. Rodin voyage en Espagne avec Rilke et le peintre basque Ignacio Zuloaga, son ami. Ses dessins sont exposés par la galerie du photographe pictorialiste Alfred Stieglitz. Il est nommé grand officier de la Légion d'honneur en 1910. En 1911, l'État lui commande un buste de Pierre Puvis de Chavannes pour le Panthéon de Paris et l'Angleterre acquiert Les Bourgeois de Calais, pour les jardins du palais de Westminster de Londres (Parlement du Royaume-Uni). L'homme qui marche est installé au palais Farnèse (ambassade de France à Rome). Cette même année, la presse française annonce son départ forcé de l'hôtel Byron pour habiter au Palais-Royal. La salle Rodin du Metropolitan Museum de New York est inaugurée en 1912. Cette même année a lieu une exposition Rodin à Tokyo.
En 1914, il voyage à nouveau en Angleterre avec Rose Beuret. En 1915, il commence le buste du pape Benoît XV, lors d'un voyage à Rome, au cours duquel il croise Albert Besnard (qui doit également honorer la commande d'un portrait du pape), mais en désaccord avec le souverain pontife sur les temps de pose, Rodin part sans achever l'œuvre. Il publie Les Cathédrales de France, ouvrage reproduisant 100 dessins en fac-similé. Sa santé se dégrade. La sculptrice Jeanne Bardey devient une intime.
Il est victime d'une attaque fin mars 1916, suivie d'une congestion cérébrale en juillet. Il fait en septembre trois donations successives de son hôtel particulier, de son atelier et de ses collections d'art à l'État, dans la perspective de la création d'un musée Rodin. La Chambre des députés et le Sénat votent l'établissement du musée Rodin à l'hôtel Biron, aboutissement de la démarche de Judith Cladel, future biographe du sculpteur. Il reçoit une commande pour un monument à la mémoire des combattants de Verdun.
« Et c'est la fin dérisoire et solitaire des deux vieillards dans la maison mal chauffée » (en pleine guerre de 1914-1918, il n'y a plus de charbon) que représente la photographie d'A. de Combettes, publiée dans L'Illustration, montrant à cette époque un Rodin, debout et massif, dans le parc de la villa, tenant la main de sa vieille compagne au regard perdu.

### La dernière année
Le 29 janvier 1917, âgé de 77 ans, alors que les facultés mentales du sculpteur sont altérées, et « poussé par Loïe Fuller », il épouse Rose Beuret à Meudon, après cinquante-trois ans de vie commune. Elle est très affaiblie et meurt d'une pneumonie le 14 février 1917, à 73 ans, suivie le 17 novembre par Rodin, qui est inhumé à ses côtés à Meudon, le 24 novembre. Leur sépulture est surplombée par Le Penseur.
Le musée Rodin, au no 79 rue de Varenne, dans le 7e arrondissement de Paris, est inauguré le 4 août 1919. La villa des Brillants à Meudon, au no 19, avenue Auguste-Rodin, deviendra également un musée en son honneur.

Dernière année
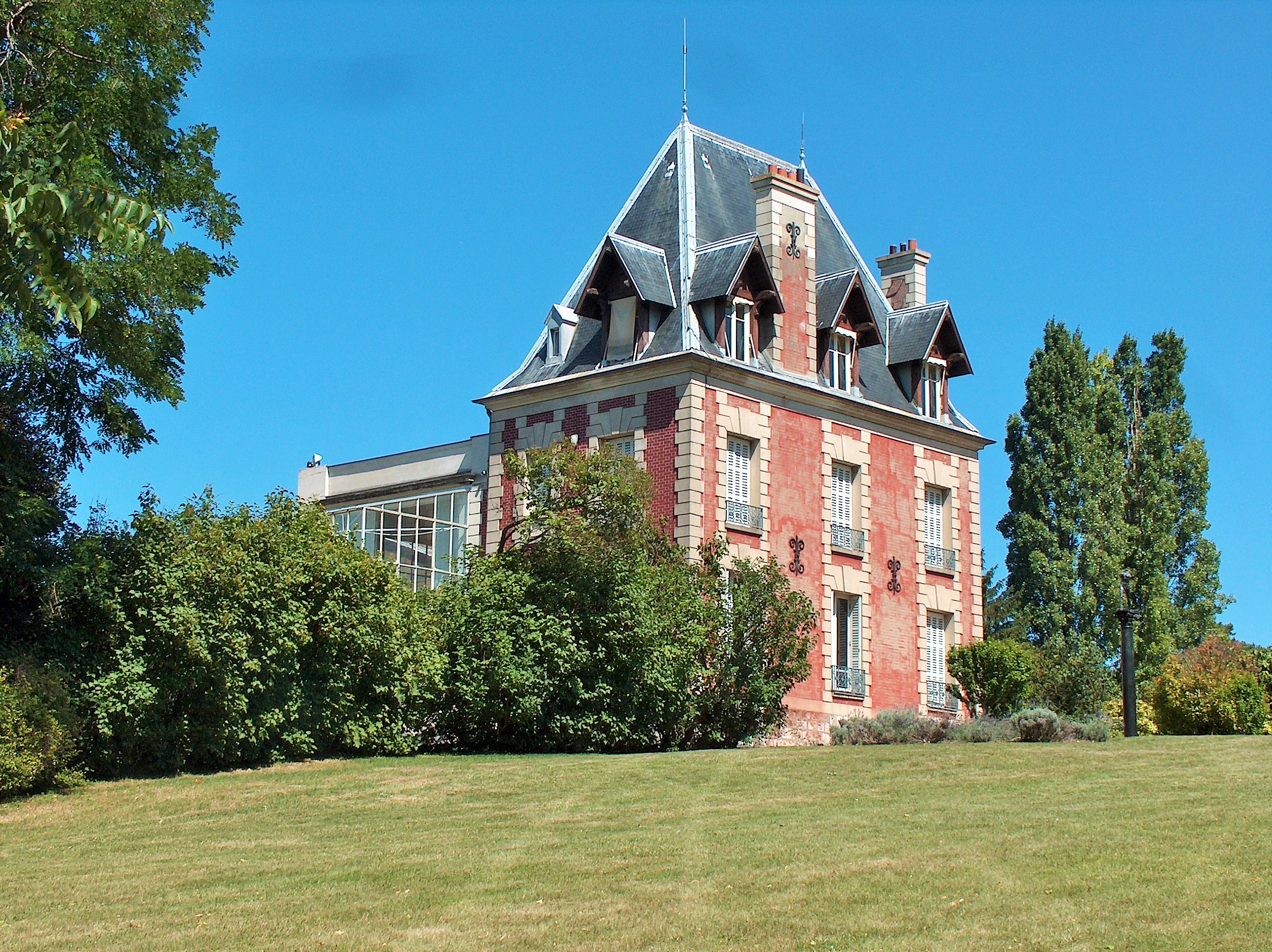
La villa des Brillants, musée Rodin à Meudon.
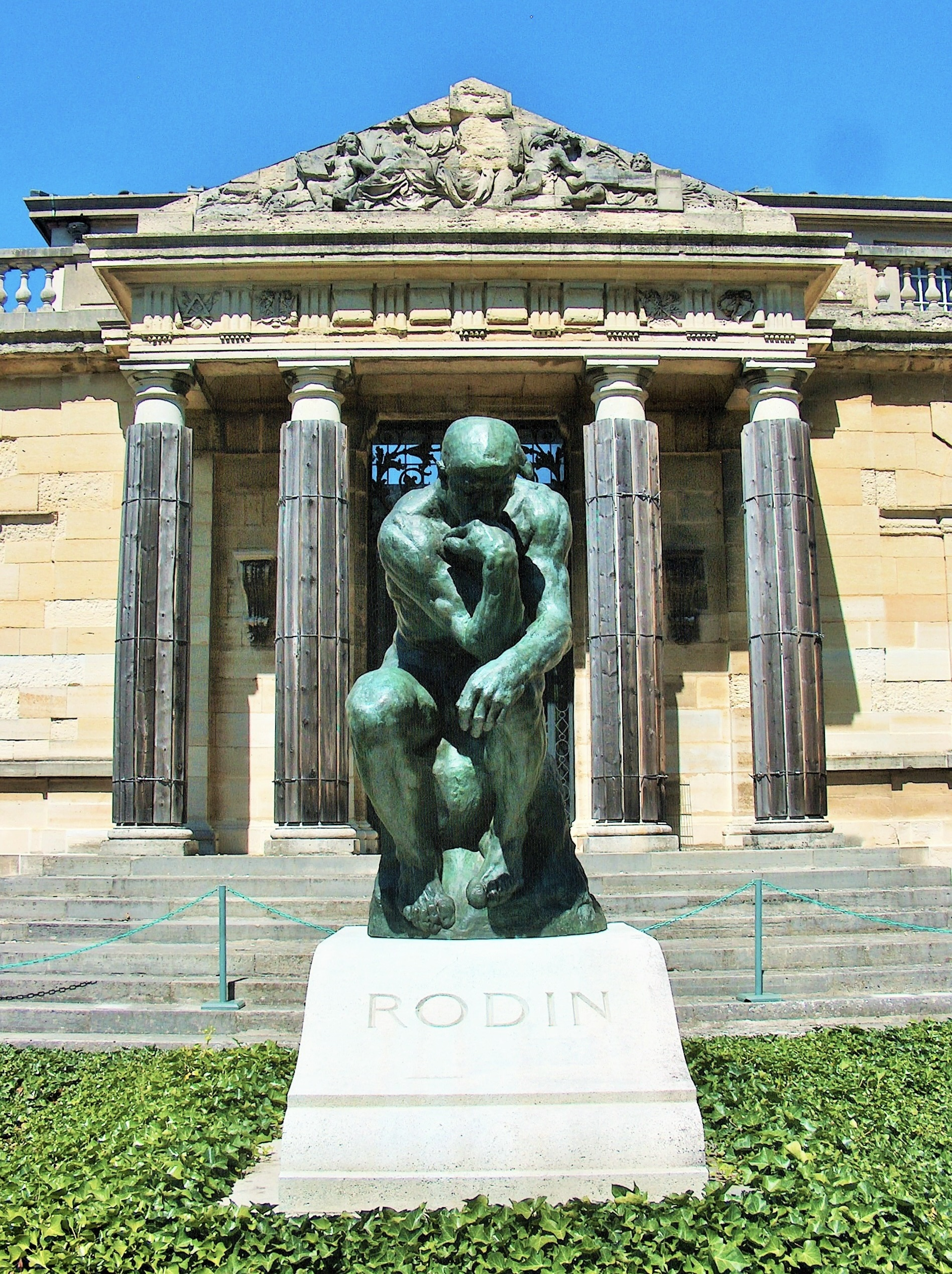
Tombe d'Auguste Rodin devant le pavillon de l'Alma, Meudon, villa des Brillants.
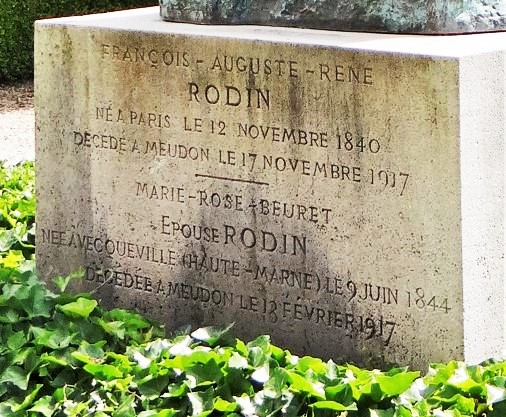
Stèle funéraire d'Augustre Rodin et Rose Beuret, Meudon, villa des Brillants.
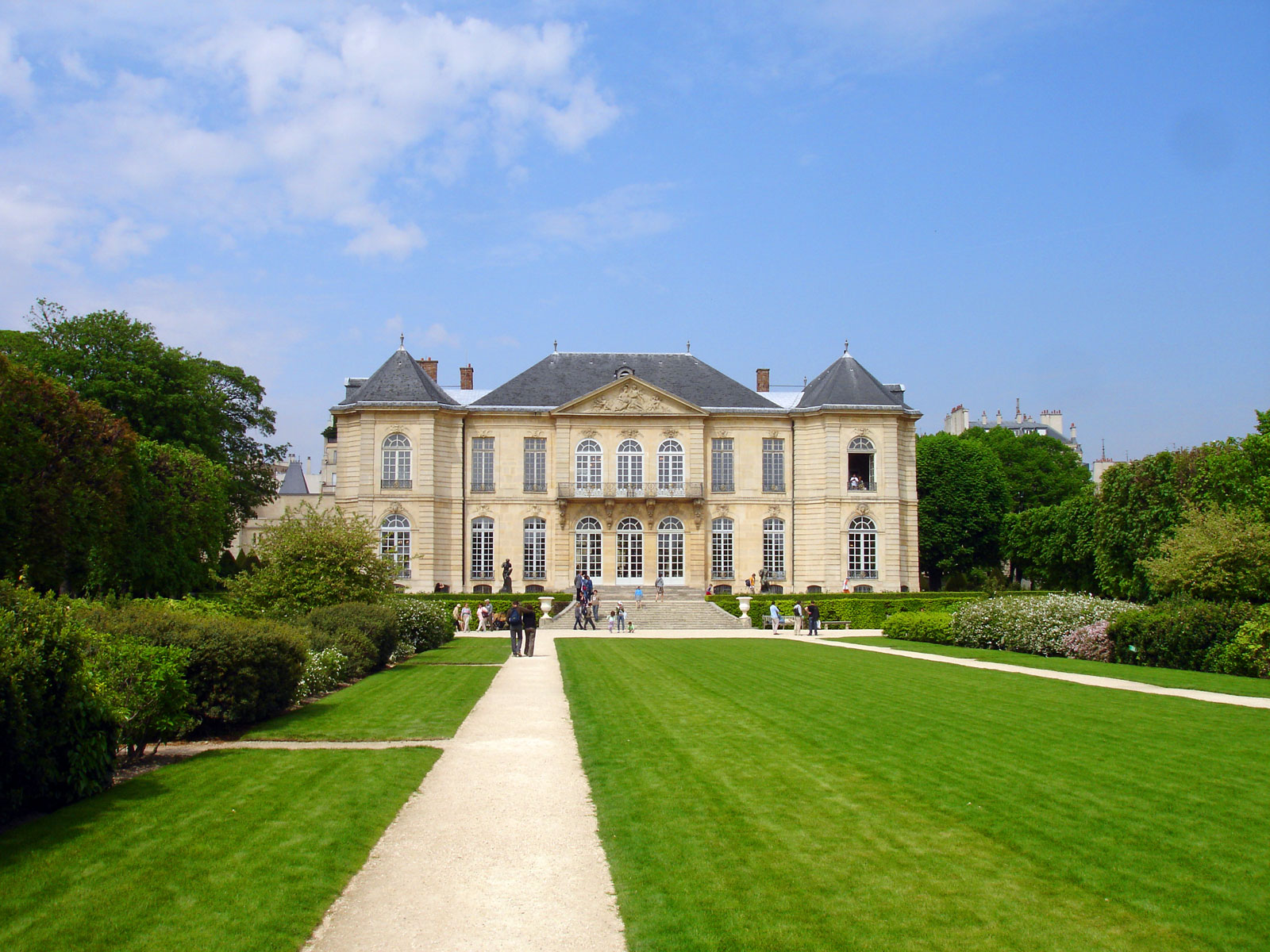
L'hôtel Biron, musée Rodin à Paris.

## Œuvre

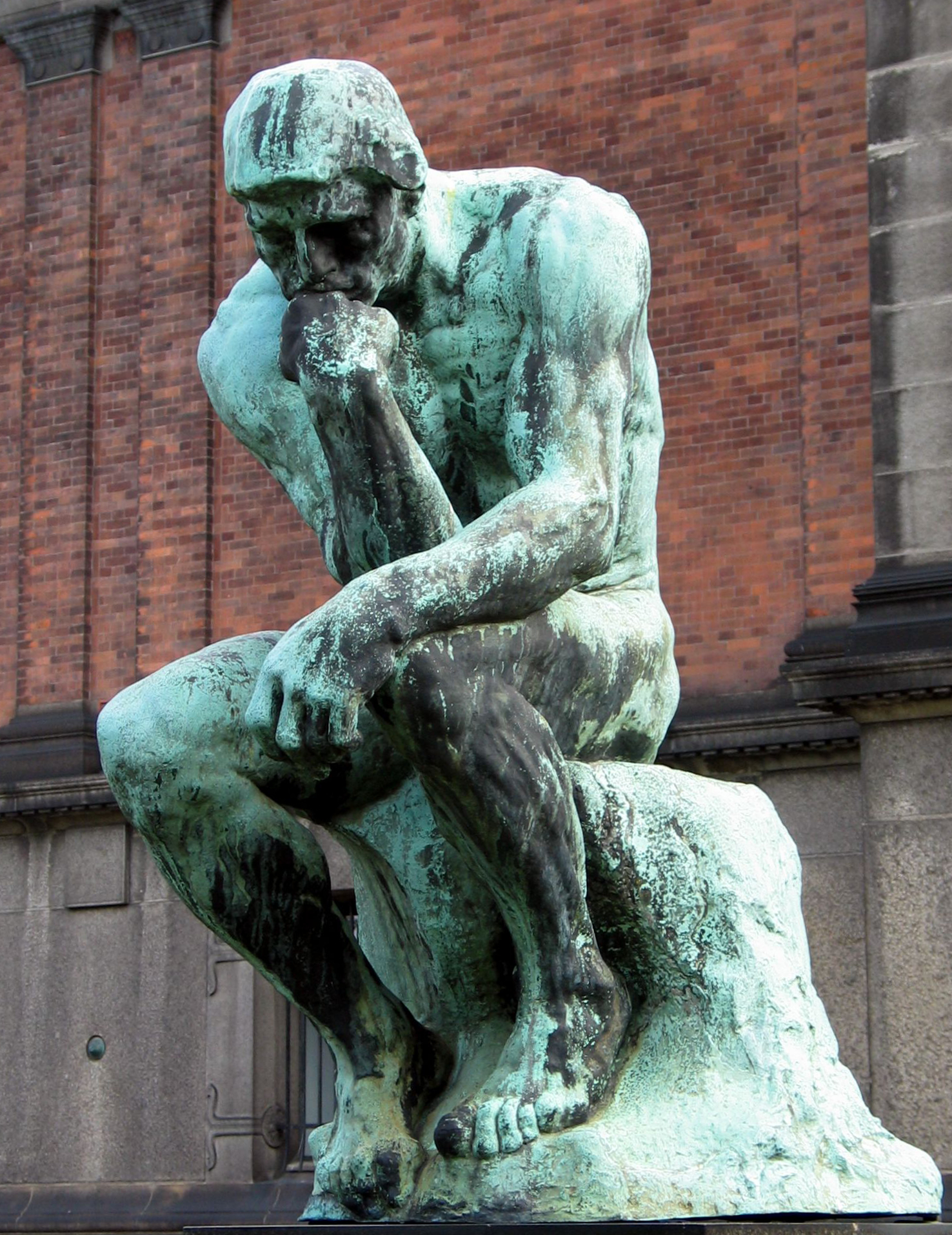
Le Penseur, Copenhague, Ny Carlsberg Glyptotek.

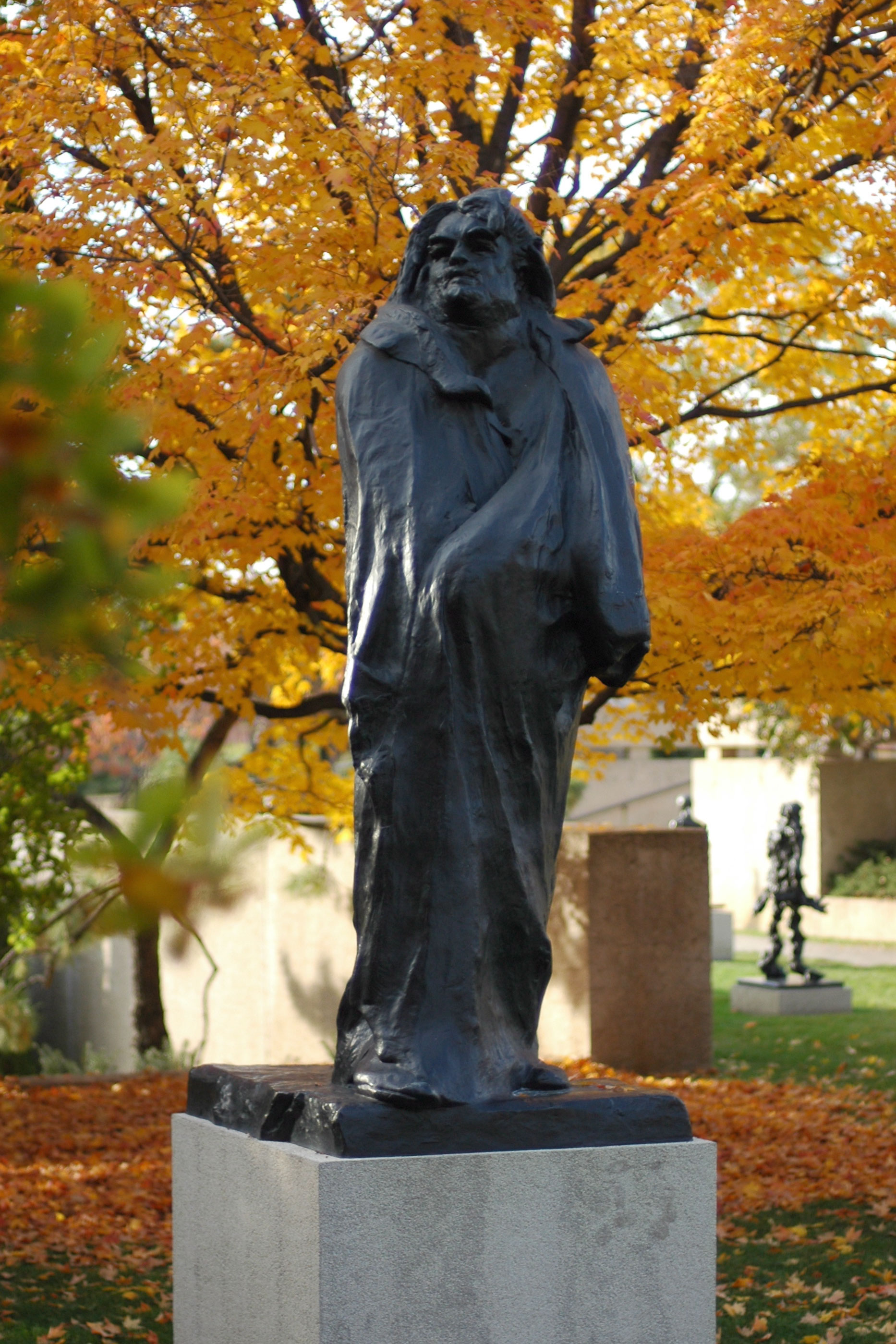
Monument à Balzac (1898), Paris, jardin du musée Rodin.

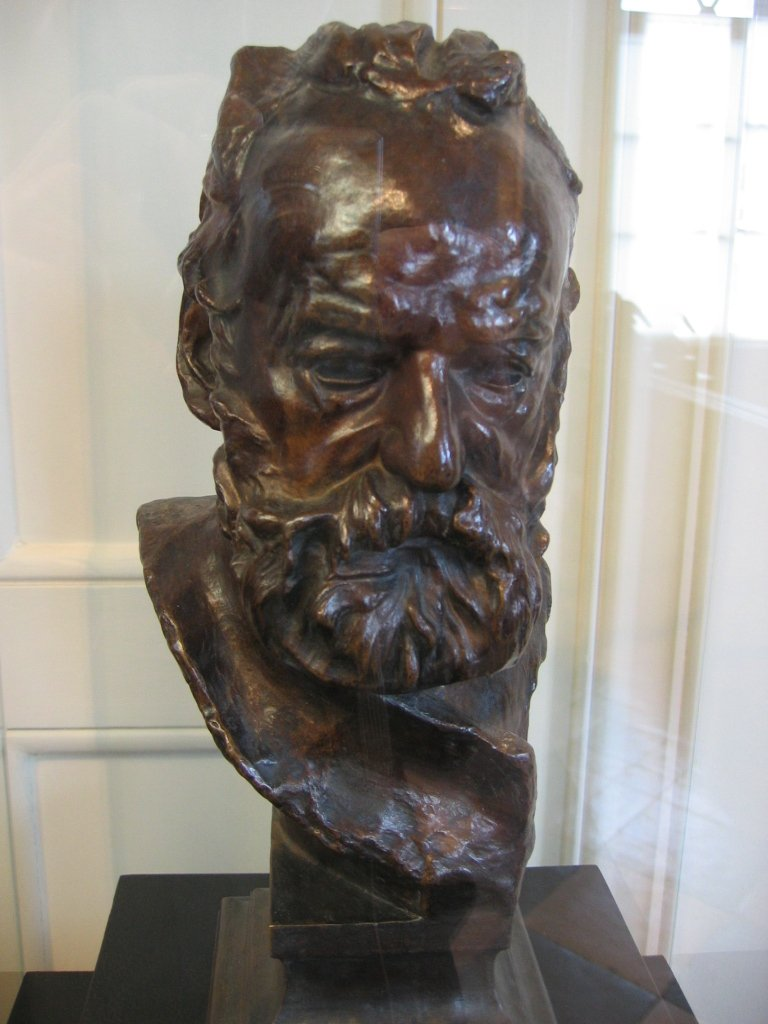
Victor Hugo (1890), bronze, musée des beaux-arts et d'archéologie de Besançon.

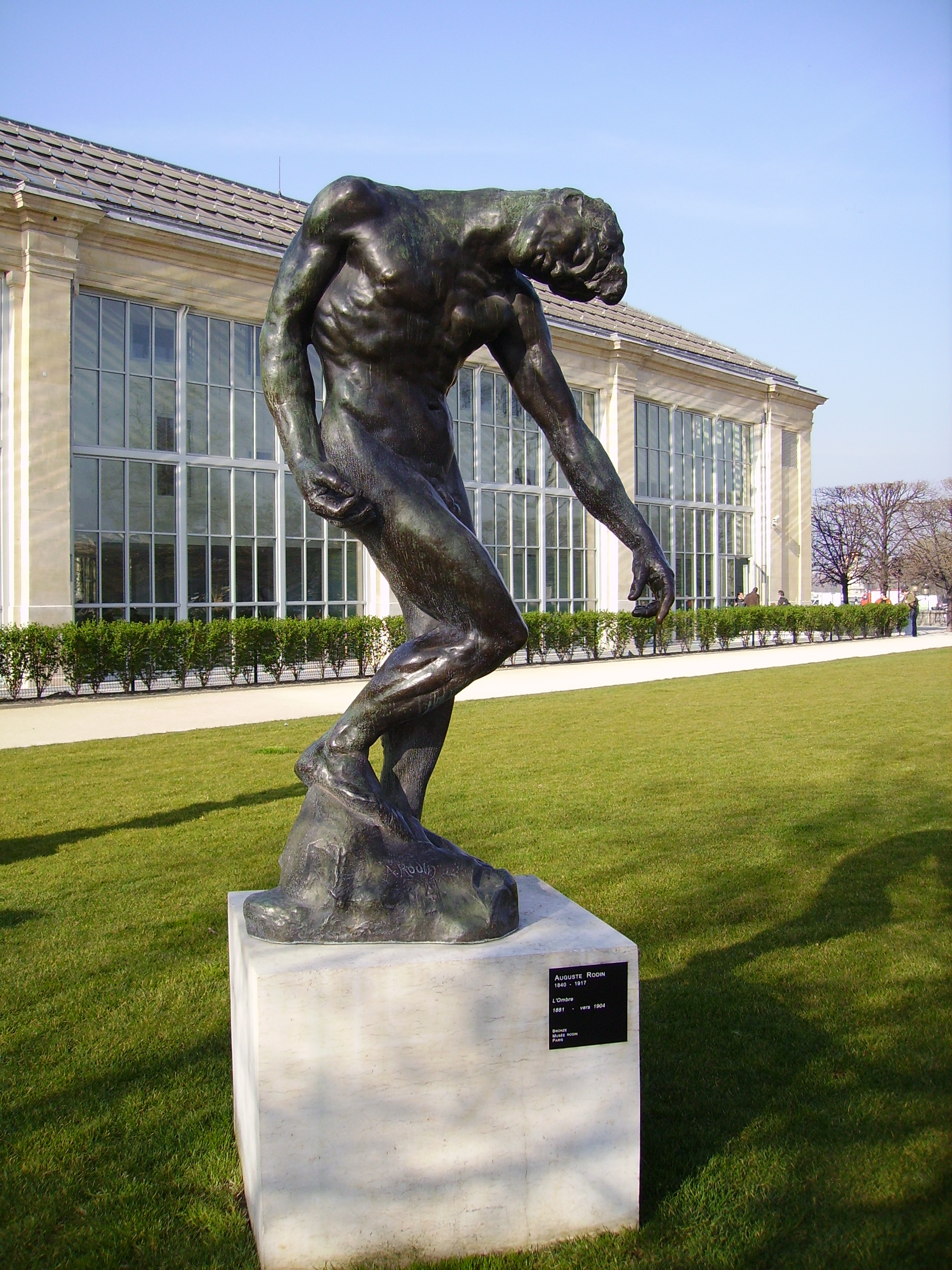
L'Ombre, Paris, musée de l'Orangerie.

L'œuvre d'Auguste Rodin se compose d'environ 7 000 sculptures, 10 000 dessins, 1 000 gravures et 10 000 photographies. Pour les sculptures, les techniques utilisées sont le modelage en argile, le plâtre direct, le bronze, la pâte de verre, la céramique et le marbre. Son sujet principal est le corps humain masculin ou féminin, dont le portrait. Face à l'ampleur de son œuvre, en nombre et par son imagination, face à sa réception universelle de son œuvre, on ne peut seulement commenter qu'une part de celle-ci.

### Les sculptures
Les sculptures de Rodin sont présentées dans des techniques très variées, plâtre, bronze, marbre mais aussi céramique, pâte de verre. Grâce à l'invention d’Henri Lebossé, qui devient un de ses praticiens les plus importants, il peut augmenter ou réduire la taille de ses sculptures à volonté. Cela lui permet de faire des œuvres originales à une taille donnée d'une part, et de faire une suite de reproductions à petite échelle et à petit prix d'autre part, ce que Rodin appelait « ses bibelots ».

#### Les portraits
Rodin a réalisé de très nombreux portraits, modelé d'après le modèle entre 1863 avec le Buste du père Eymard, D'Alembert (1880), Carrier-Belleuse (1882), Jules Dalou (1883), Roger-Marx (1899), Gustave Mahler (1909), Clemenceau (1911-1912) et Lady Sackville-West (1914-1916).

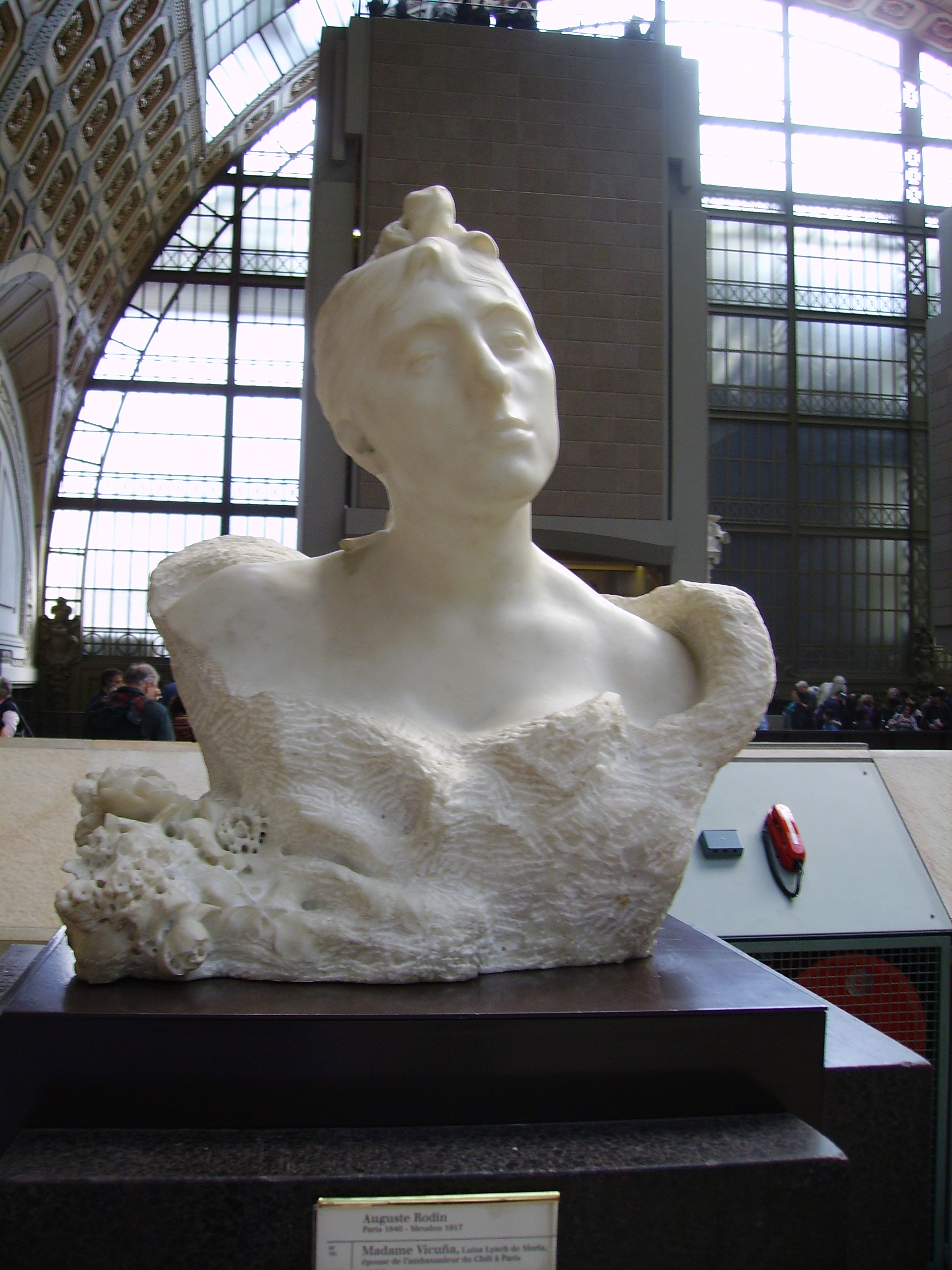
Madame Vicunha (1888), marbre, Paris, musée d'Orsay.
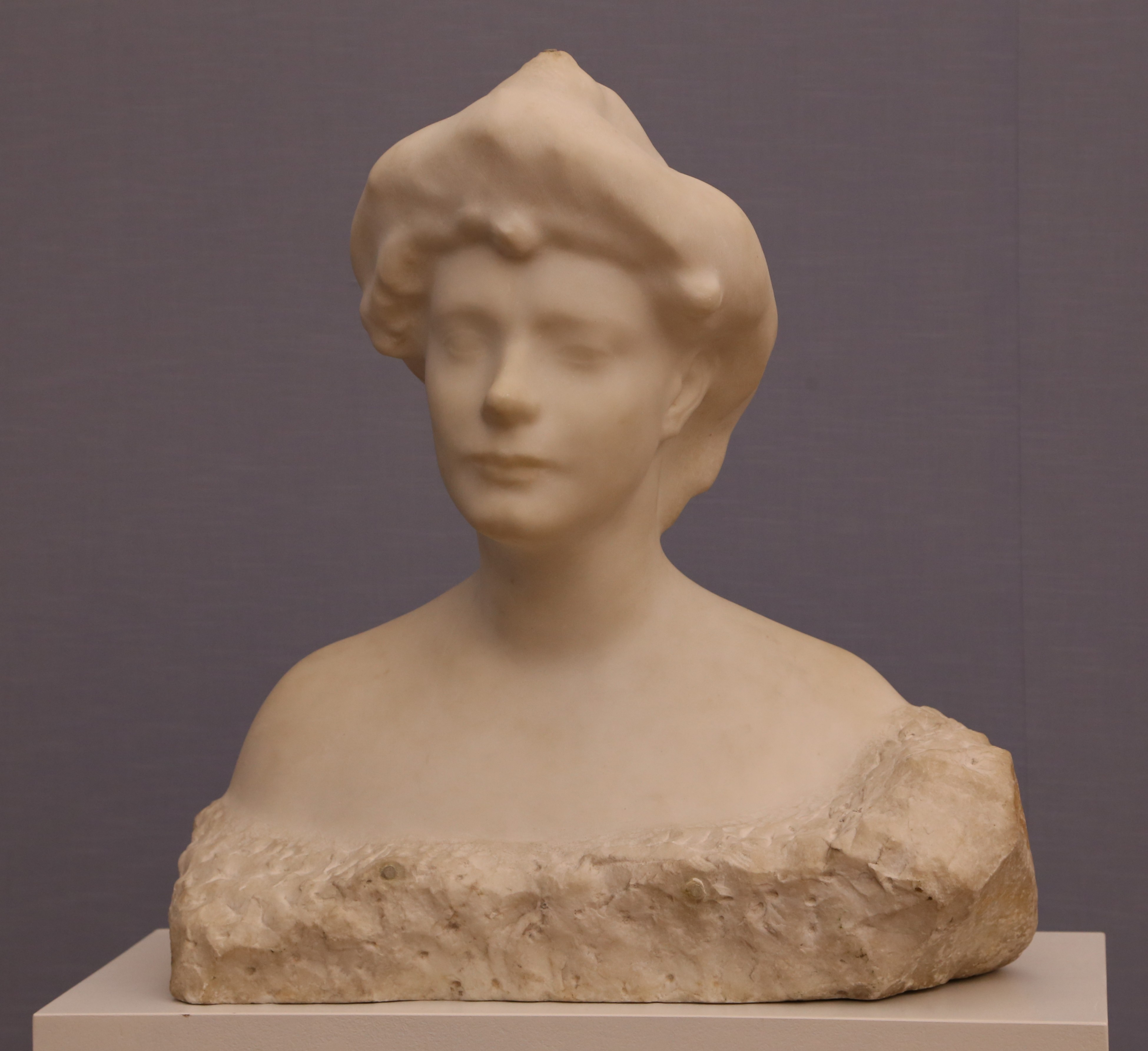
Helene von Nostitz (1907), marbre, Munich, Neue Pinakothek.

#### L'Âge d'airain
L'œuvre de 1877, qui a rendu célèbre Rodin, est tellement réaliste que Rodin a été suspecté de moulage sur nature. Plusieurs années ont été nécessaires pour qu'il soit totalement disculpé, en présentant le modèle.

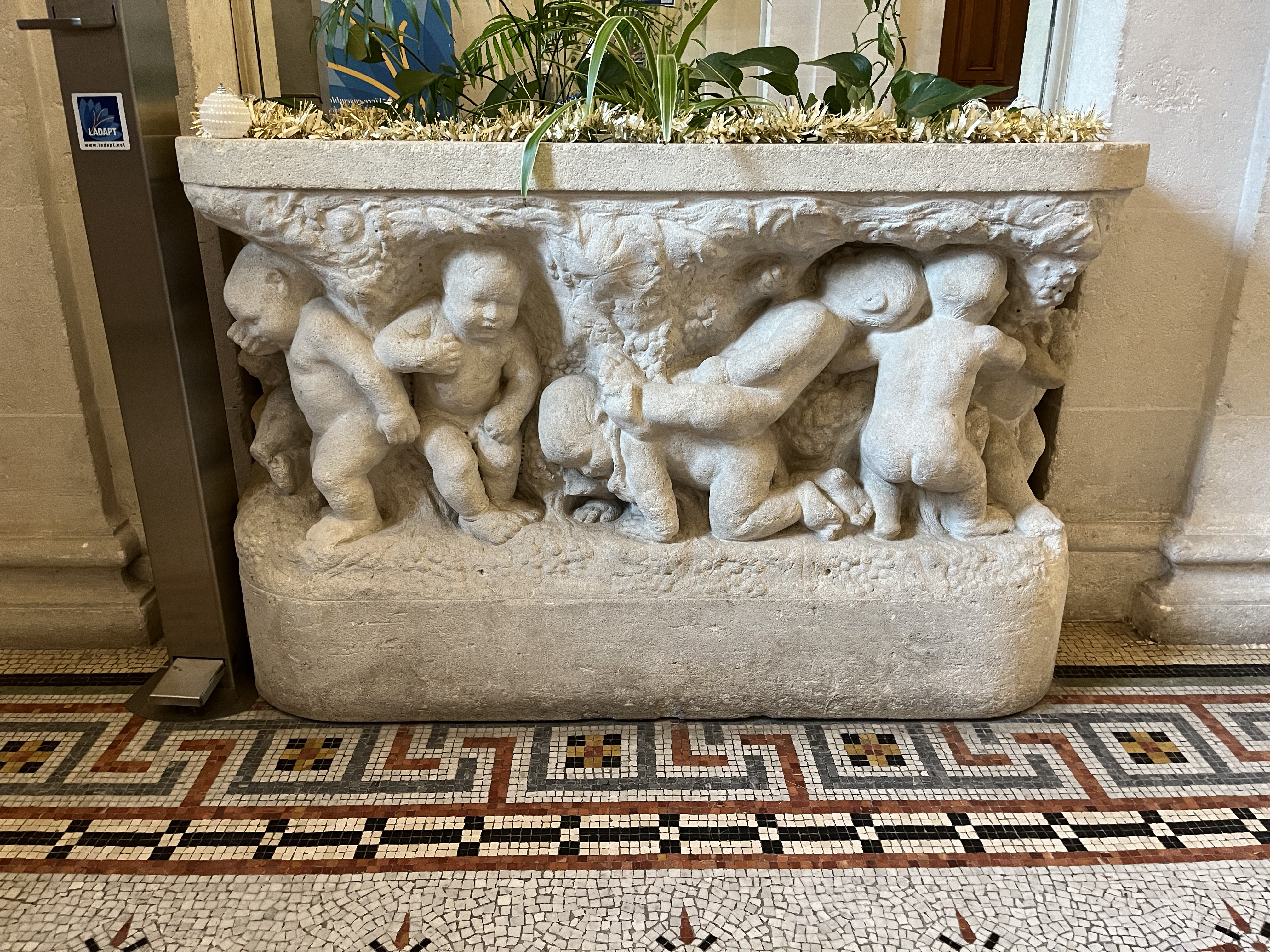
Jardinière attribuée à Rodin', villa La Sapinière, Évian-les-Bains, fin du XIXe siècle.

#### Le Penseur
Il a révolutionné la sculpture par une liberté de forme inconnue jusque-là. Il sculpte un danseur (Mouvement de danse H) sans tête, et dont les membres forment des lignes s'élançant vers le haut, exprimant ainsi l'oubli de soi et la libération du corps dans la danse. Son célèbre Penseur est tout en déséquilibre, composé de cinq triangles dans un arrangement précaire, exprimant ainsi la nature du cours de la pensée et son lien au corps.

#### Le Baiser
Revisitant le maniérisme tout en l'associant à un travail de la matière, il exprime avec des sculptures, comme Le Baiser, une sensualité qui choque parfois le public de l'époque. Contrairement aux traditions académiques, ses sculptures sont souvent sans socle ou sur un socle surélevé. On reconnaît souvent ses œuvres à une forme achevée, qui reste partiellement prise dans un bloc plus rustique et partiellement dégrossi, ce qui est directement inspiré du non finito de Michel-Ange. Le résultat toujours frappant est un équilibre entre un modèle englué dans la masse brute et un élan donné à l'œuvre qui semble ainsi prête à s'en échapper.
Rodin, à l'avant-garde de son art, a laissé les moules de ses sculptures à la disposition de l'établissement public, son musée, pour que celui-ci, garant de son droit de reproduction et de son droit moral, puisse continuer à défendre son œuvre. Il avait aussi préparé des copies de sa signature. Une manière pour lui de laisser d'autres prolonger son œuvre après son décès.

#### Monument à Balzac
Commandée à la fin du XIXe siècle par la Société des gens de lettres, la statue pour le Monument à Balzac, à la fois majestueuse et fantomatique, donna lieu à une vive polémique. Elle fit scandale pour son apparence et sa préparation interminable, et la Société des gens de lettres, commanditaire de l'œuvre, la refusa. Ils demandèrent aussitôt un autre monument à Alexandre Falguière et la statue de Rodin ne fut exposée que longtemps après sa première présentation. On lui reprochait de n'avoir conservé de Balzac que l'aspect « moribond ». Émile Zola, grand admirateur de Balzac et de Rodin, fut un ardent défenseur de cette œuvre. On peut en voir aujourd'hui des exemplaires à Paris, dans le jardin du musée Rodin, rue de Varenne, ainsi que sur un des quais de la station de métro Varenne de la ligne 13 du métro.
Rodin utilisa des photographies d'un conducteur de voitures à cheval de Tours et un modèle italien nommé Nardone, qui posa bien plus tard, alors octogénaire, pour Germaine Richier, en 1947.
Rodin fit porter la sculpture « debout comme un menhir à masque humain » (selon Bernard Champigneulle) dans sa villa de Meudon et c’est là que le photographe américain Edward Steichen en découvrit la beauté et fit naître un mouvement d'opinion pour lui rendre sa juste place dans le monde de l'art[réf. nécessaire].
Le modèle en plâtre et des maquettes parurent, entre autres, en 1908 lors de l'inauguration du musée de la maison de Balzac, rue Berton à Paris. Georges Clemenceau aurait usé de son influence pour l'imposer à Paris et, en 1926, Georges Grappe, conservateur du musée Rodin, en fit fondre deux épreuves en bronze, mais ce n'est que le 1er juillet 1939 qu'un exemplaire en bronze, érigé à l'angle du boulevard Raspail et du boulevard du Montparnasse, fut dévoilé par deux de ses familiers, Maillol et Despiau.
Rodin écrivait en 1908 : « Cette œuvre dont on a ri, qu’on a pris soin de bafouer parce qu’on ne pouvait pas la détruire, est la résultante de toute ma vie, le pivot de mon esthétique. »

#### Les Bourgeois de Calais

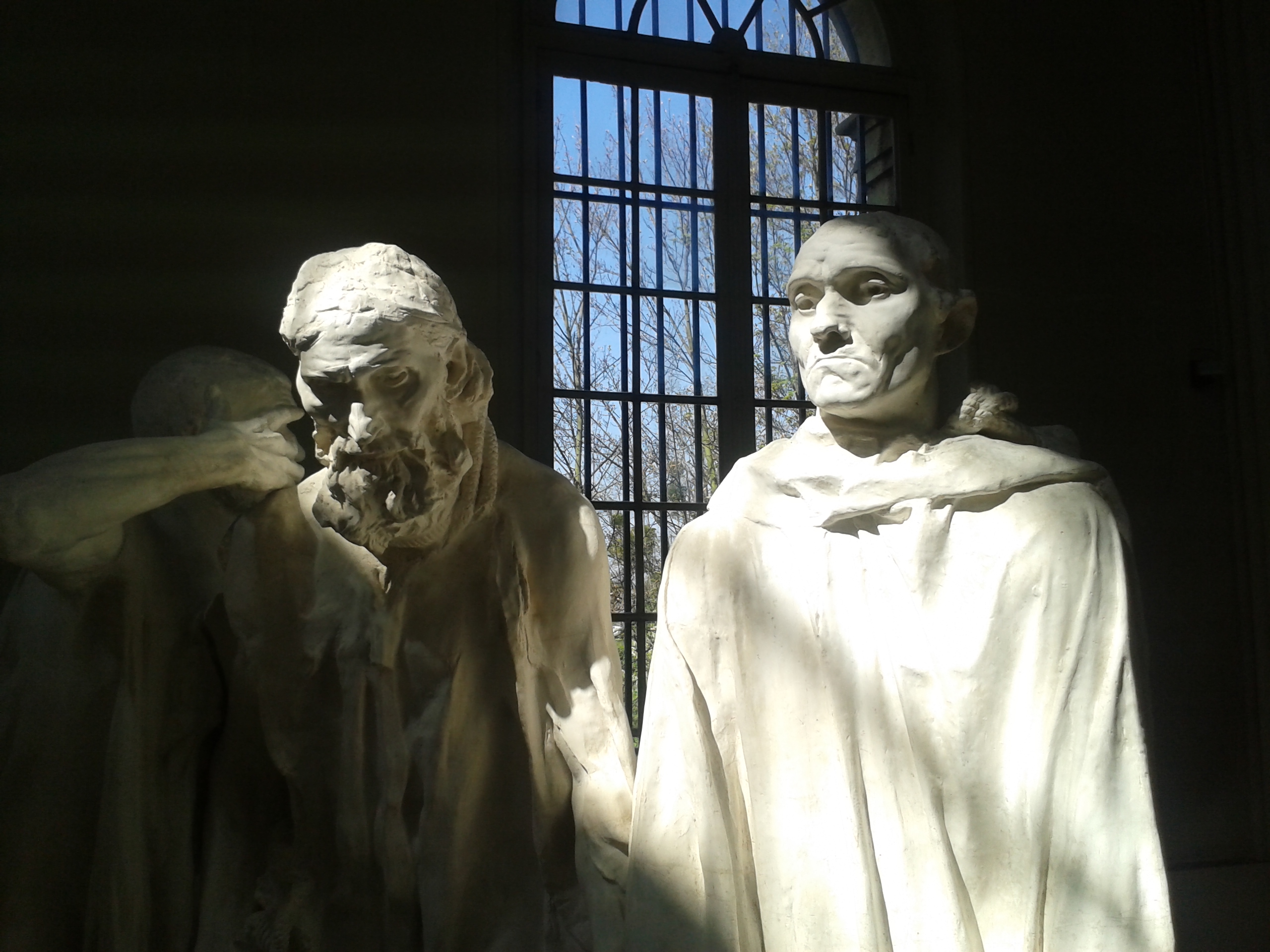
Eustache de Saint Pierre et Jean d'Aire, détail du plâtre original des Bourgeois de Calais. Meudon, musée Rodin.

#### La Porte de l'Enfer

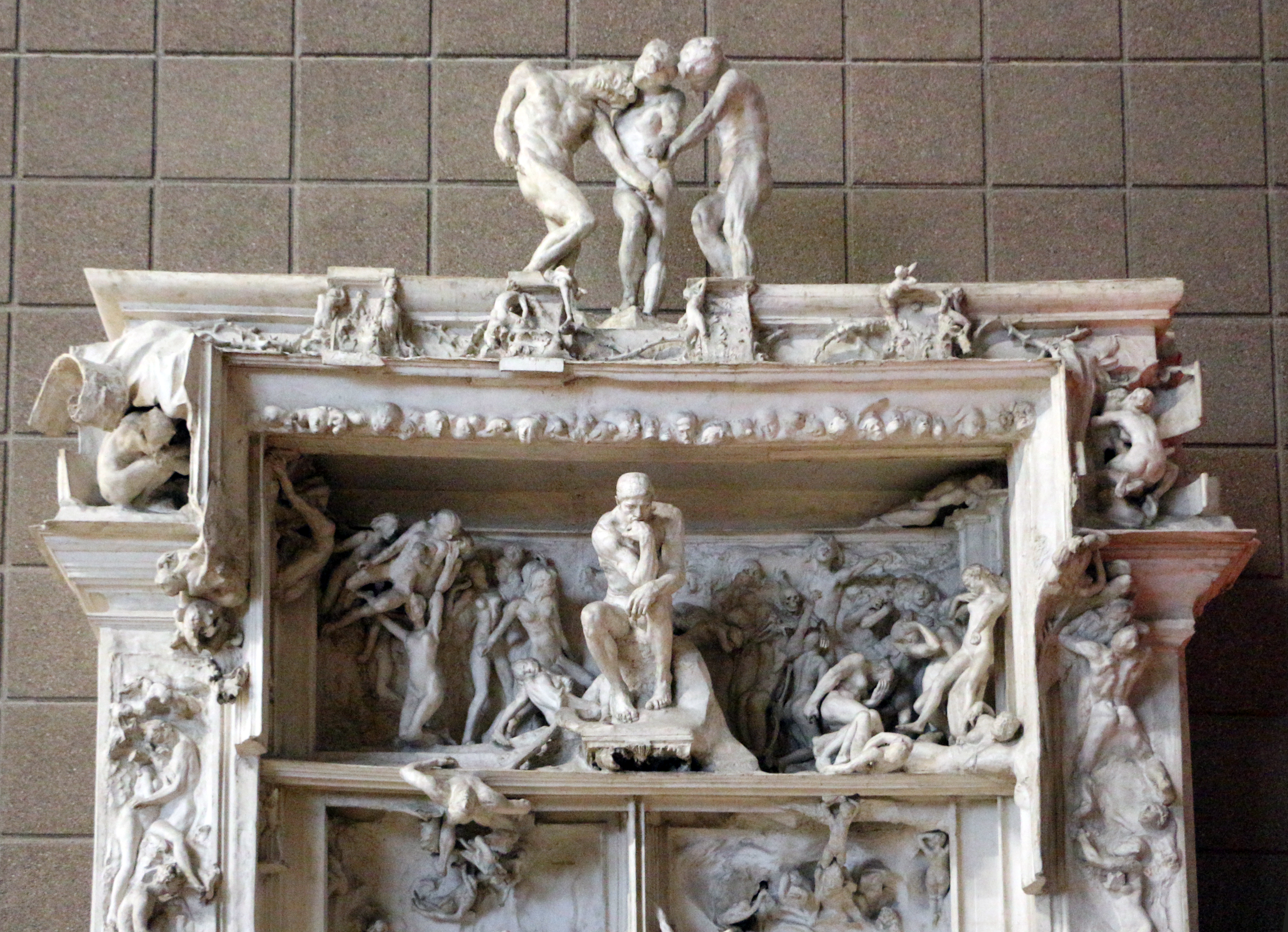
La Porte de l'Enfer (1880-1917), détail du plâtre, Paris, musée d'Orsay.

Commencée en 1880, jamais achevée, toujours reprise, La Porte de l'Enfer est la synthèse de l'art de Rodin. Il y combine toutes ses sculptures assemblées en une porte monumentale.
C'est une sorte de compilation de nombreuses œuvres. Rodin est blessé et meurtri qu'on ait pu le suspecter de moulage pour L'Âge d'airain. Même disculpé, il en eut toujours un ressentiment. La Porte de l'Enfer, dont son chantre, Octave Mirbeau, nous a laissé, en février 1885, la seule description complète, sera une sorte d'exutoire où il veut montrer qu'il est capable de reproduire ses œuvres en miniature, dans tous leurs détails et par là même, que les grandes réalisations sont authentiquement faites de sa main. La Porte de l'Enfer est une sorte de point d'orgue de l'ensemble de son œuvre. « Elle restera très vraisemblablement inachevée », notait Gustave Coquiot, l'un de ses secrétaires, dans Le Vrai Rodin (1913). Rodin avait pensé faire de la porte de l'enfer l’entrée de la Tour du travail, autre projet inachevé.
En 1957-1958, le photographe Carol-Marc Lavrillier photographie pendant un an, juché sur des échafaudages, La Porte de l'enfer, dans les moindres détails, en s'attachant à comprendre l'œuvre et le désir de l'artiste. Ces photographies, qui sont conservées à Paris dans les collections du musée national d'art moderne, ont fait l'objet de nombreuses expositions,.

#### La Tentation de saint Antoine
La Tentation de saint Antoine est une statue en ronde-bosse du sculpteur français Auguste Rodin. Elle est inspirée de la nouvelle La Tentation de saint Antoine, publiée par Gustave Flaubert et pour laquelle Rodin avait une grande admiration. Elle représente une femme nue, allongée sur le dos d'un moine prostré au sol.

#### Les assemblages

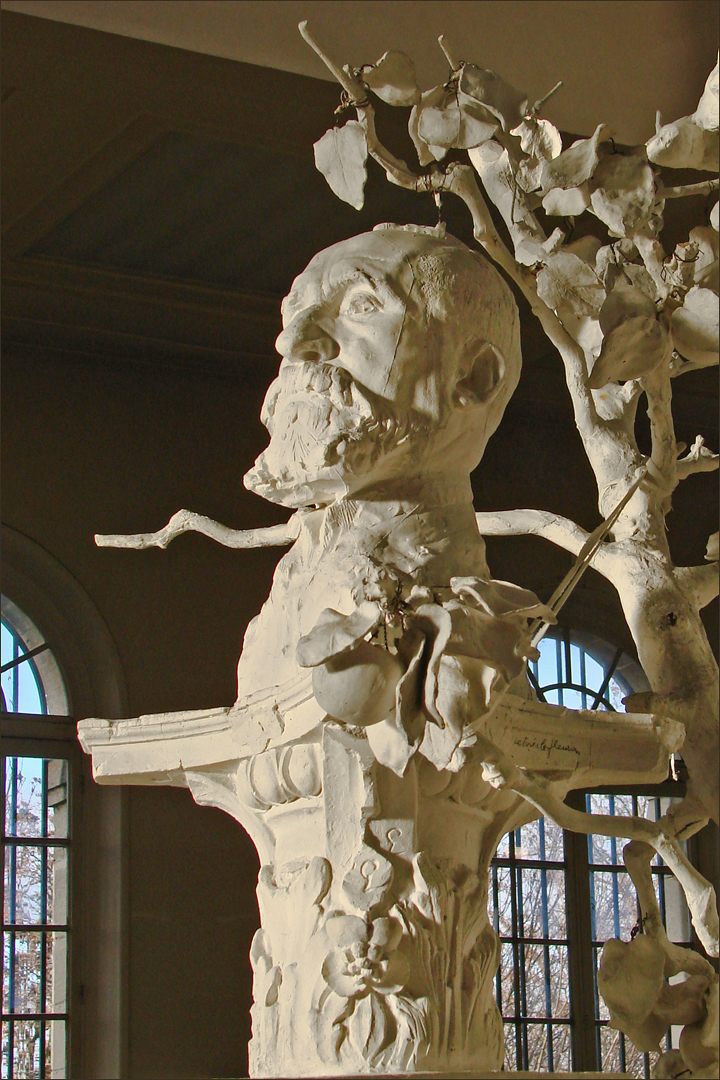
Monument à Puvis de Chavannes (1903), détail du plâtre, Meudon, musée Rodin. Un exemple d'assemblage.

Rodin travaille également par une suite de fragmentations et d'assemblages, reprenant des éléments de sculptures variées, mais également d'objets qu'il assemble en de nouvelles sculptures par collage.
Le Monument à Puvis de Chavannes est un exemple d'assemblage avec un moulage de colonne sur lequel est posé un buste du peintre auquel est associé un moulage de tronc d'arbre. C'est aussi le cas de Je suis belle, réalisée, vers 1882, à partir de deux autres plâtres : L'Homme qui tombe et Femme accroupie.

#### Études de main

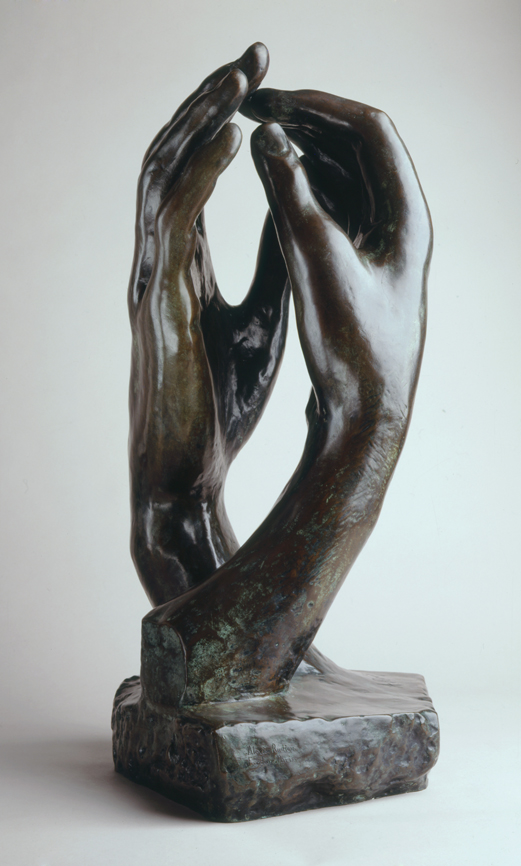
La cathédrale

Rodin réalise de très nombreuses études de main qui donnent naissance à des marbres très fameux, comme La Cathédrale, Mains jointes, La Main de Dieu, ou La Création.

#### Médaillons de tombe
Il a réalisé plusieurs médaillon de tombes, comme celui de César Franck au cimetière du Montparnasse, celui de Stendhal au cimetière de Montmartre ou encore celui de Jehan de Bouteiller au cimetière de Passy (Paris).

### Le dessin

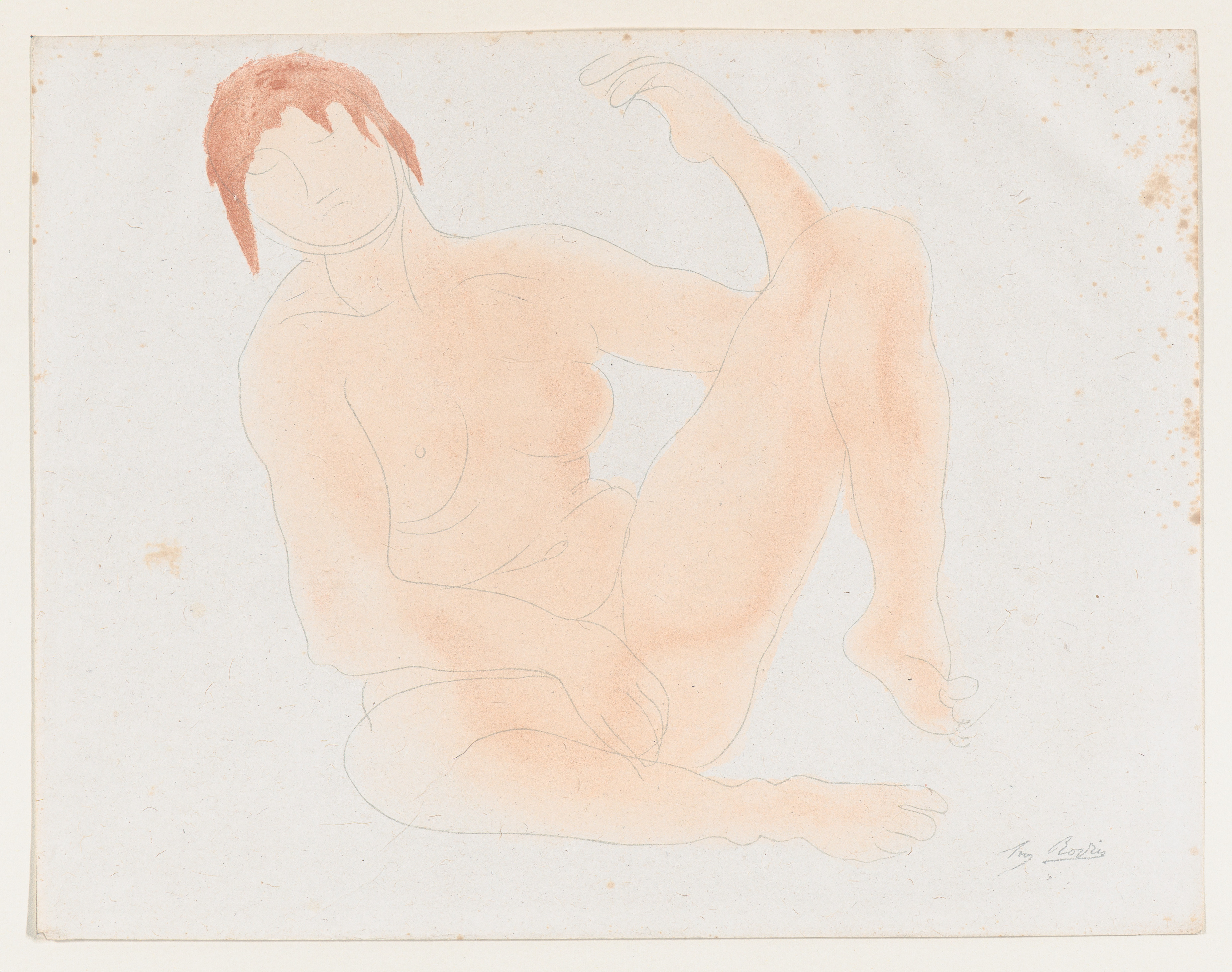
"A peine si, par les hublots et les fenetres eclairees, je pus voir..." MET DP865322

Quand Rodin ne sculpte pas, il dessine. « C'est bien simple, mes dessins sont la clef de mon œuvre, ma sculpture n'est que du dessin sous toutes les dimensions », écrit-il dans ses carnets. Au-delà du simple travail préparatoire, le dessin est pour Rodin une autre pratique, un autre champ de réflexion artistique qu'il découvre avant même la sculpture, à l'âge de dix ans. Inventeur du premier jet, Rodin prend l'habitude de laisser le modèle évoluer devant lui sans lui indiquer de pose artificielle, pour capter ainsi sur la feuille le naturel des mouvements.
Rodin s'est lié avec de nombreux artistes, comme le peintre Ignacio Zuloaga, la danseuse Loïe Fuller, le peintre américain Whistler, le peintre Alphonse Legros, Albert Besnard (avec lequel il échangera une correspondance et qui fera de lui un portrait à l'eau-forte), etc.

#### La gravure
Rodin pratique la gravure qui lui permet de diffuser ses dessins et ses sculptures. Ces gravures sont réunies en album. Il illustre ainsi Les Fleurs du mal de Charles Baudelaire. Il a produit environ 1 000 gravures. Auguste-Hilaire Léveillé fait partie des graveurs qui ont reproduit un certain nombre de ses statues.

Henri Beraldi, dans son catalogue raisonné des graveurs du XIXe siècle (11e tome - 1891) cite 4 œuvres (points-sèches extrêmement remarquables) :
- Victor HUGO, masque de trois quarts, in-8
- Victor HUGO, masque de face, in-8
- Antonin PROUST, in-8
- Henri BECQUE, in-8

### La photographie
Rodin pratique la photographie et en use abondamment. Il a une équipe de photographes, tels que Gaudanzio Marconi, Karl Bodmer, Victor Pannelier et Freuler qui photographient les modèles, les sculptures finalisées ou en cours de travail. Ces photographies servent d'ébauches, mais aussi pour des corrections, Rodin soulignant ou retouchant telle ou telle partie au crayon, à la plume, au pinceau ou au lavis, sur les tirages photographiques de ses sculpture. Elles servent à dialoguer avec les praticiens comme on peut le lire dans la correspondance avec Bourdelle ou à corriger les tirages.
Elles sont aussi un moyen de communication étant donné que les photographies de ses œuvres sont exposées de son vivant ou publiés dans des albums.
De plus, Rodin collectionne aussi la photographie avec un fonds documentaire de près de 7 000 clichés. Il était également intéressé par le regard de photographes pictorialistes comme Edward Steichen, Alvin Langdon Coburn, Gertrude Käsebier, Stephen Haweis ou Henry Coles qui figurent dans sa collection. Au total, le musée Rodin conserve environ 11 000 photographies dans son fonds.

### Les écrits sur l'art
Rodin, sans doute aidé par son secrétaire, l'écrivain et poète autrichien Rainer Maria Rilke, a participé à plusieurs textes de théorie de l'art dont L'Art (1911), des entretiens recueillis par Paul Gsell.

## L'atelier de Rodin

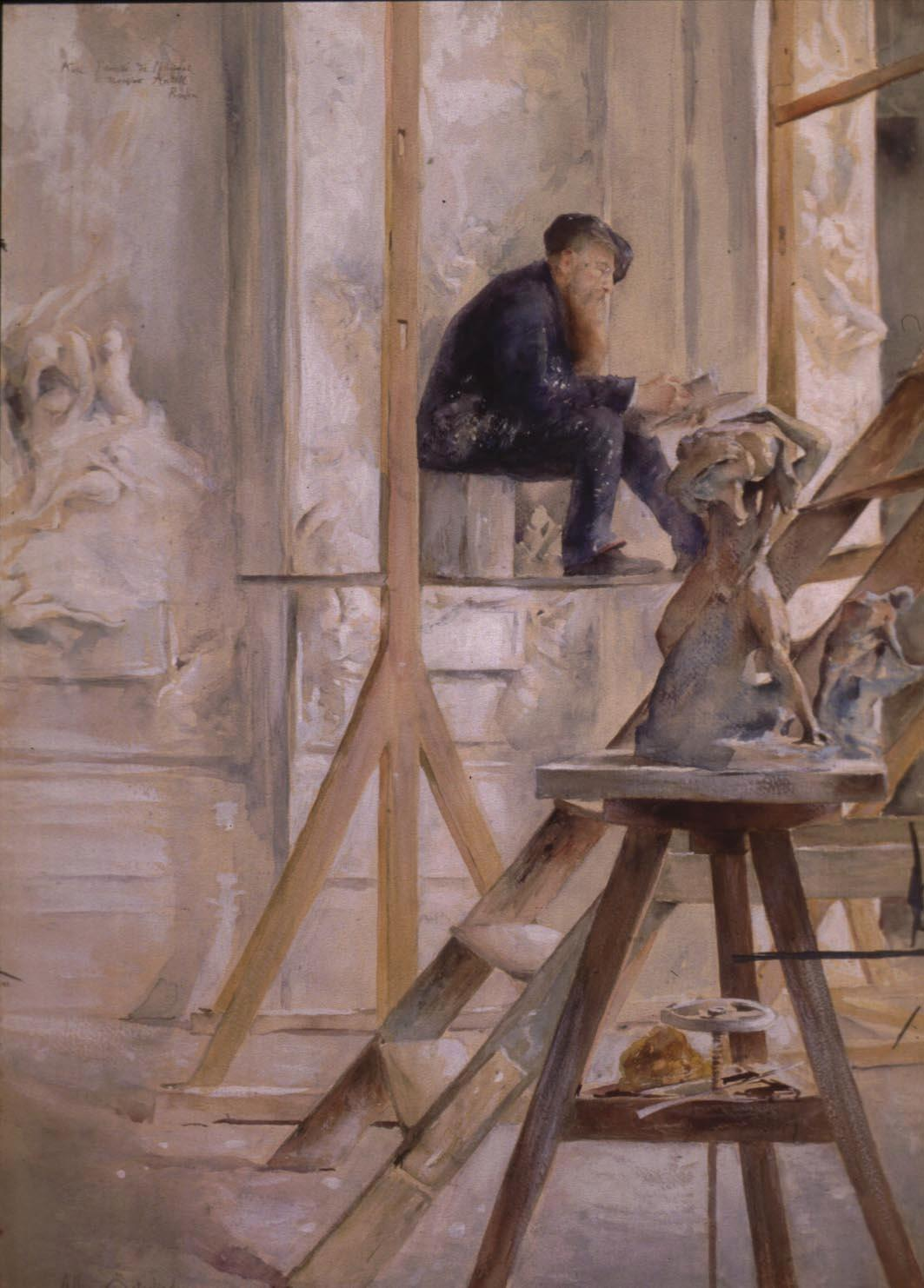
Allan Österlind, Rodin dans son atelier (1885), aquarelle, Helsinki, Ateneum.

### Les modèles, les assistants

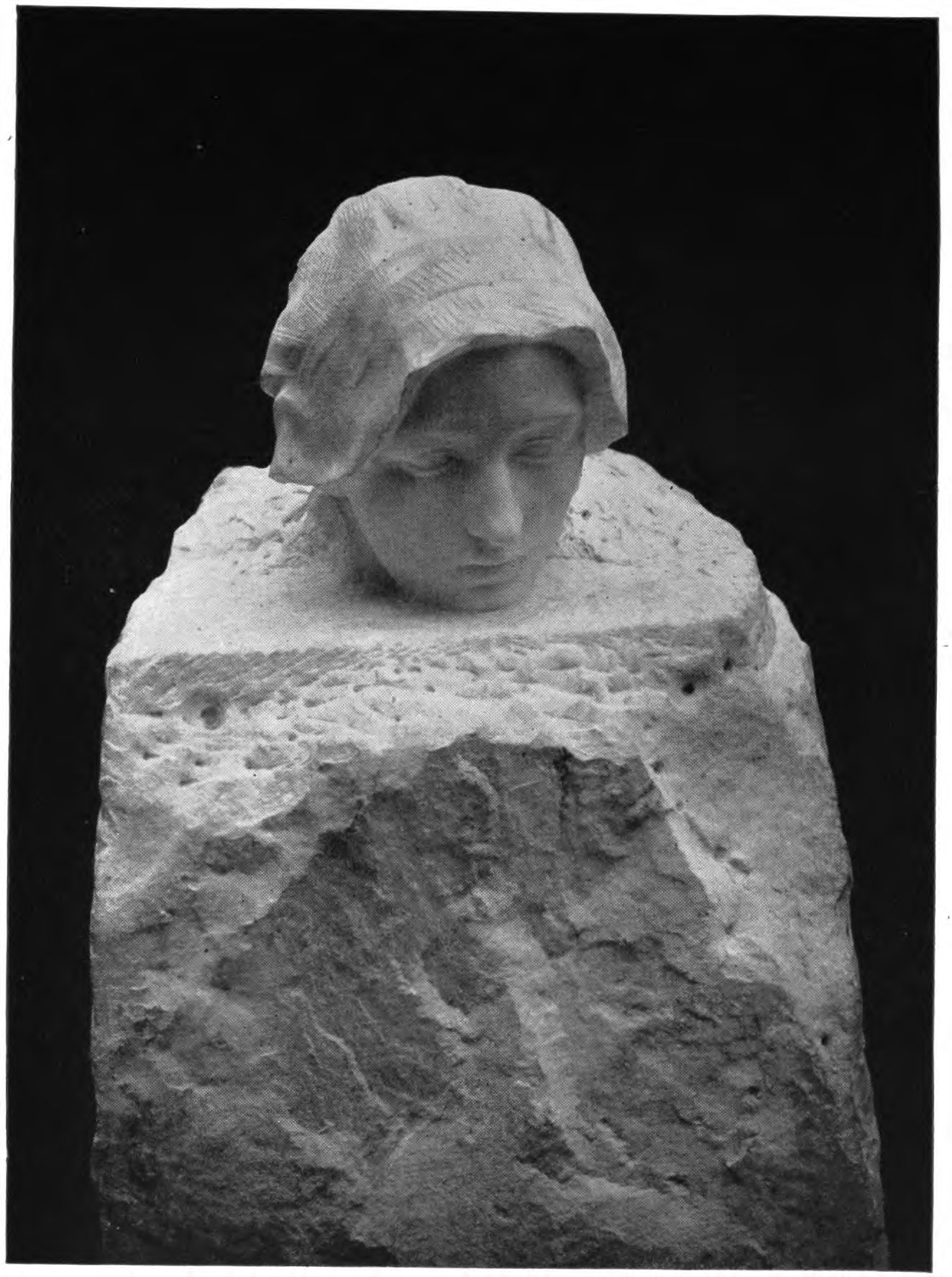
La Pensée (1901), marbre, Philadelphia Museum of Art. Modèle : Camille Claudel.

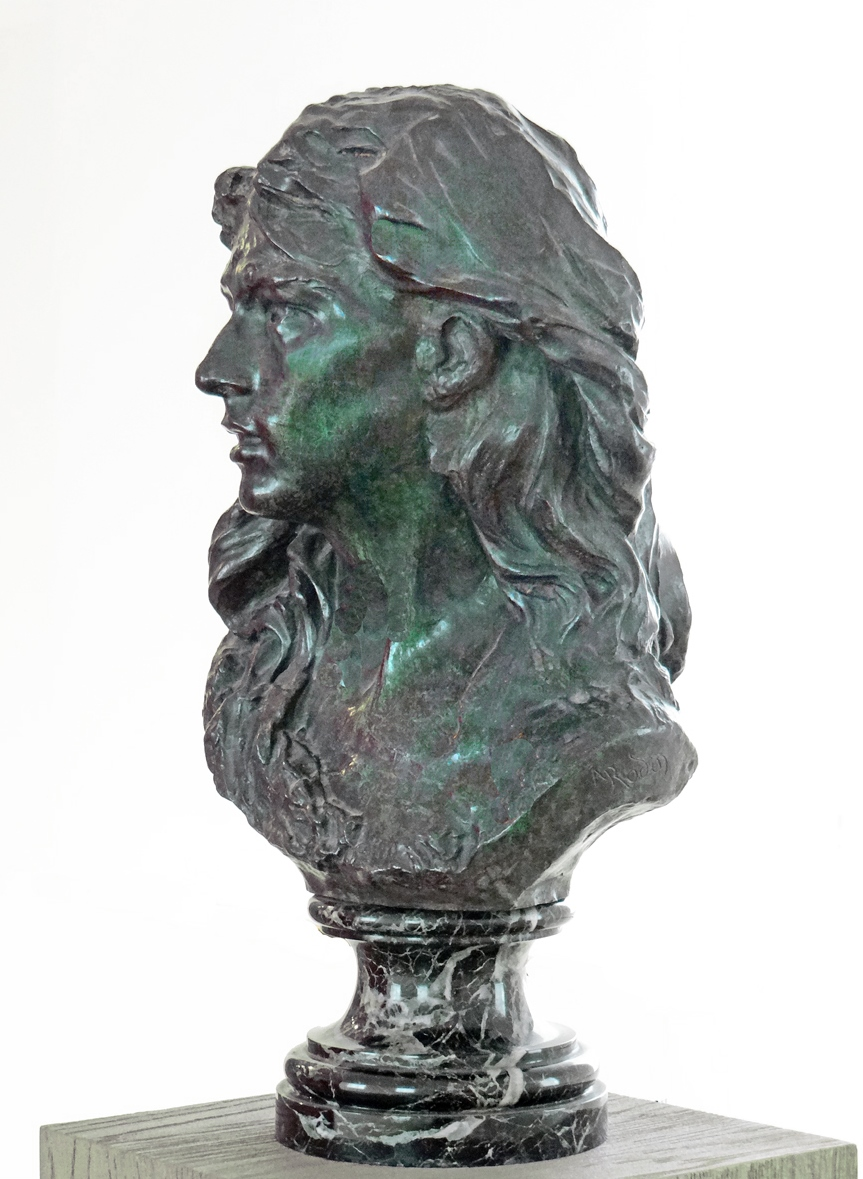
Rose Beuret en Mignon (1870), bronze, Angers, musée des beaux-arts.

Rodin est un sculpteur-modeleur qui modèle de l'argile pour en faire une sculpture destinée à être moulée en plâtre, puis fondue en bronze ou/et taillée dans le marbre. À chaque étape, un collaborateur intervient.
Les ouvriers collaborateurs de Rodin vivent parfois avec femmes et enfants dans des baraquements aujourd'hui disparus sur le site du musée Rodin de Meudon, où se trouve encore aujourd'hui l'atelier de Rodin.
Les chefs d'atelier sont : Antoine Bourdelle, Bertrand-Jacques Barthélemy et Victor Peter. Les fonderies sont extérieures à l'atelier Rodin proprement dit.

#### Camille Claudel
Il a eu, au cours de sa vie artistique, de nombreux élèves et une cinquantaine de praticiens, dont sa collaboratrice la plus fameuse, Camille Claudel, qui fut chargée de réaliser les mains des Bourgeois de Calais. Tout à la fois assistante, muse et maîtresse, elle lui servira aussi de modèle, lui inspirant des œuvres comme La Convalescente, La France ou La Pensée… En 1913, Claudel est internée à l'hôpital de Ville-Évrard, puis à l'hôpital de Montfavet où elle mourra trente ans plus tard, le 19 octobre 1943, malheureuse, misérable, rejetée de tous, après avoir sombré dans la démence. Elle ne dirigera jamais l'atelier.
Un débat fait rage entre « rodiniens » et « claudeliens » quant à la possible réalisation de certaines œuvres — jusque-là attribuées à Rodin — par Camille Claudel. Les recherches les plus récentes menées à l'occasion de l'exposition itinérante « Camille Claudel et Rodin, rencontre de deux destins », montrent la grande complexité des rapports entre les deux sculpteurs travaillant ensemble, dans le même atelier, aux mêmes sujets. Tous deux ont vécu une passion stimulante mais orageuse, relatée de manière romanesque dans le film Camille Claudel.

#### Rose Beuret
La femme de Rodin, Rose Beuret (1844-1917), fut son modèle puis sa compagne dès 1867, et dont il eut un fils. Il l'épousa en 1917. Elle était surnommée « la mère » par les ouvriers, elle entretenait les sculptures et faisait la cuisine pour l'atelier. Celle que Camille Claudel surnomme « la chienne », est au dire d'Octave Mirbeau : « Une petite blanchisseuse, pas le moins du monde en communication avec lui. » Rose Beuret appelle Rodin « Rodin » ou « le maître ». Son portrait par Rodin fut taillé dans le marbre par Antoine Bourdelle, qui appelle Rose Beuret dans toutes ses lettres « madame Rodin », en 1895, tout comme les parents de Camille Claudel.

#### Des modèles et des maîtresses
De 1898 à 1905, il a comme élève, puis maîtresse, la jeune aristocrate polonaise, Sophie Postolska, qui mourut misérable à Nice, en 1942. Hilda Flodin fut son élève et sa maîtresse également. Cette dernière présenta Gwen John à Rodin. John était une artiste anglaise venue vivre à Meudon qui sera modèle et également praticienne et maîtresse de Rodin de 1904 à 1914.
Parmi les modèles les plus connus de Rodin, il y a Marianna Russell, épouse du peintre australien John Peter Russell ; elle posa pour le buste en argent de 1888 (Paris, musée d'Orsay, en dépôt au musée des beaux-arts de Morlaix), pour celui de Mrs Russell de 1890, et en 1896 pour Pallas au Parthénon, pour Minerve et pour Cérès (Paris, musée Rodin).

#### Les modèles masculins
Les modèles masculins sont des Italiens des Abruzzes, dont François Abruzzesi (pour la sculpture L'homme qui marche), Pignatelli (Saint Jean-Baptiste), Fanelli. Il y a aussi les modèles de l'École des beaux-arts de Paris : Poirée, Valentin et Corsi. Auguste Neyt a posé pour L'Âge d'airain. La tête du Balzac est faite d'après la photographie d'un conducteur ou d'un facteur de Tours. Il fait également poser son fils pour le Pierre de Wissant.
Rodin utilise la photographie pour travailler, il fait photographier ses modèles et ses sculptures.

### L'atelier et les assistants de Rodin
Rodin travaillait avec de nombreux assistants, praticiens et mouleurs, tailleurs de marbre, photographes, etc. qui l'assistaient dans son atelier de Meudon, la villa des Brillants, aujourd'hui musée, où il est enterré. Ainsi, Les Trois Ombres, Ugolin, Iris, Le Penseur, ou encore La Porte de l'enfer, ont été agrandis (ou réduits) en plâtre par Henri Lebossé, son principal sculpteur-mouleur depuis 1894. En 1904, il demanda à un jeune sculpteur tchèque, Josef Mařatka, de pratiquer le marbre de La Main. Ève au rocher fut taillée dans le marbre par Antoine Bourdelle, et le marbre du Baiser fut taillé par Jean Turcan.
Entre 1884 et 1900, Jean Escoula exécute les marbres d’Ève, Éternelle idole, Madame Alfred Roll (vers 1887, en collaboration avec Louis Cornu), Madame Vicuna (en 1888, avec le praticien Louis Cornu), Danaïde (vers 1889), ainsi que les chevaux du Monument de Claude Gellée (en 1892, en collaboration avec Victor Peter). En 1890, François Pompon entre dans l'atelier de Rodin, où il travaille comme praticien au dépôt des marbres, rue de l'Université. Il y dirige l'atelier dès 1893, transmettant les comptes, payant les marbres et supervisant le travail.
Les metteurs au point sont payés 10 à 12,5 francs par jour ; les praticiens, 20 francs. Les assistants de Rodin travaillent dix heures par jour, un peu moins le dimanche.
Les bronzes sont fondus au sable ou à la cire perdue, entre autres par Barbedienne, Hébrard ou Rudier (de 1902 à 1952). Les patines des bronzes étaient travaillées selon un procédé spécial par Jean Limet.
La méthode de travail suivait trois étapes : la fragmentation, l’assemblage et la démultiplication. Rodin dessinait puis modelait de sa main une sculpture en terre crue à une échelle donnée. La sculpture était ensuite moulée par ses assistants ouvriers mouleurs et plâtriers, puis tirée en plâtre, avant d'être reproduite par les techniques d'Henri Lebossé, à une échelle différente (démultiplication). Rodin procédait alors parfois à des assemblages inattendus de morceaux par fragmentation des plâtres précédents qui, s'ils lui convenaient, donnaient jour à un original en plâtre, lui-même ensuite moulé et tiré en bronze en nombre limité, mais à différentes échelles. Enfin, elle pouvait être sculptée en marbre par un praticien.

#### Liste des assistants
Rodin est entouré de 5 à 26 sculpteurs-assistants, suivant les périodes de son activité. Certains ne font qu'un travail. D'autres resteront plus longtemps, tels Antoine Bourdelle qui travaillera pendant dix ans pour Rodin ; Jean Escoula, douze ans ; le metteur aux points Ganier, douze ans ; Bertrand-Jacques Barthélemy, dix-huit ans ; Louis Mathet, vingt et un ans et Victor Peter, vingt-trois ans.
La mise aux points à l'aide d'un pantographe ou d'un compas à trois pointes est une technique de reproduction d'un modèle original en plâtre pour le sculpter en marbre. Elle est opérée avec différents instruments de mesure tels qu'équerres, compas, châssis, qui prennent leurs repères de proportion à partir de points dits « justes » inscrits au crayon sur l'original et repérés à l'identique sur le marbre.

Assistants
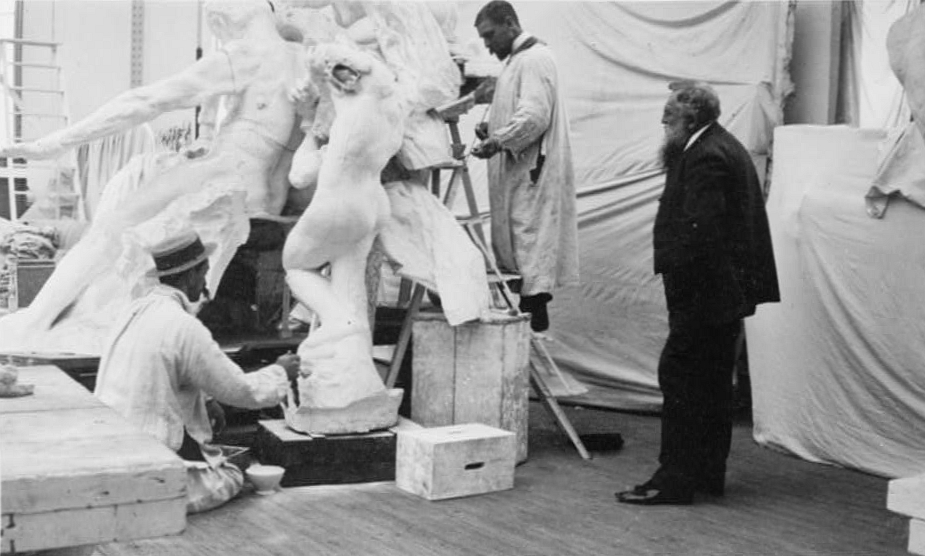
Rodin dans l'atelier de son mouleur, Henri Lebossé.
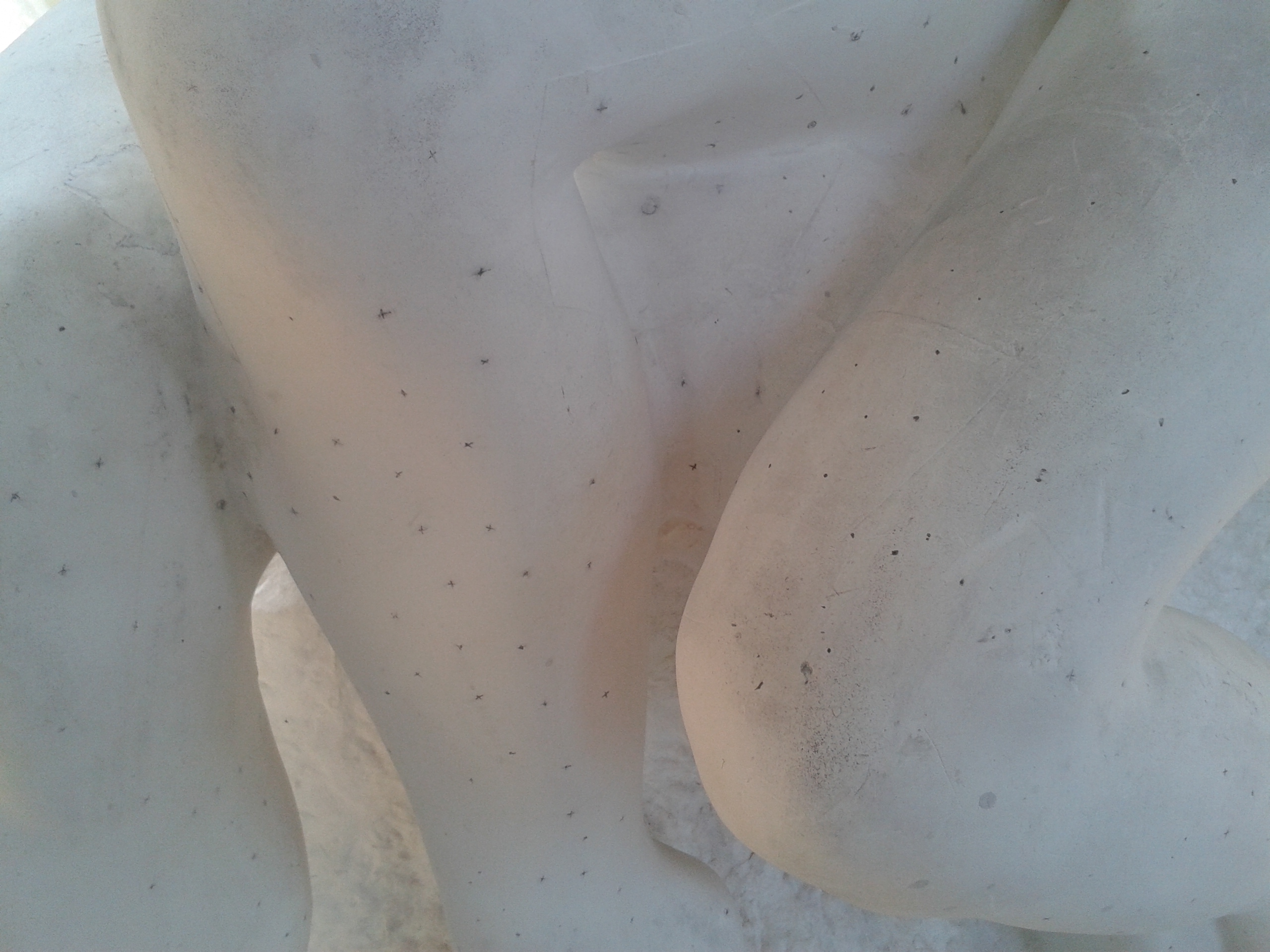
Les points justes au crayon pour l'exécution du marbre, sur les genoux du plâtre original du Baiser. Meudon, musée Rodin.
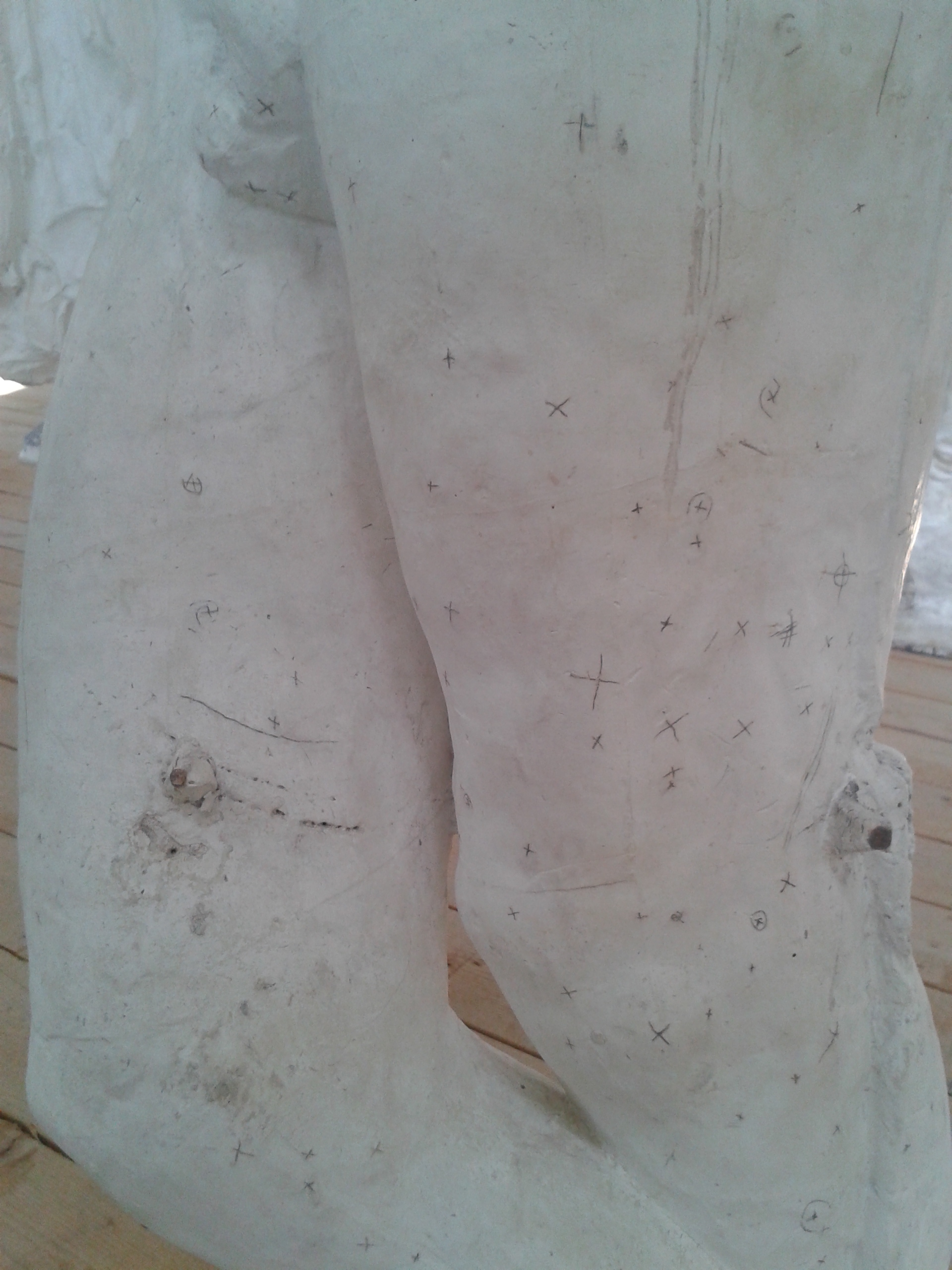
Détail des jambes du plâtre original du Génie du repos éternel, avec traces aux crayons de points justes et clous de fixation du pantographe du praticien Charles Despiau. Meudon, musée Rodin.
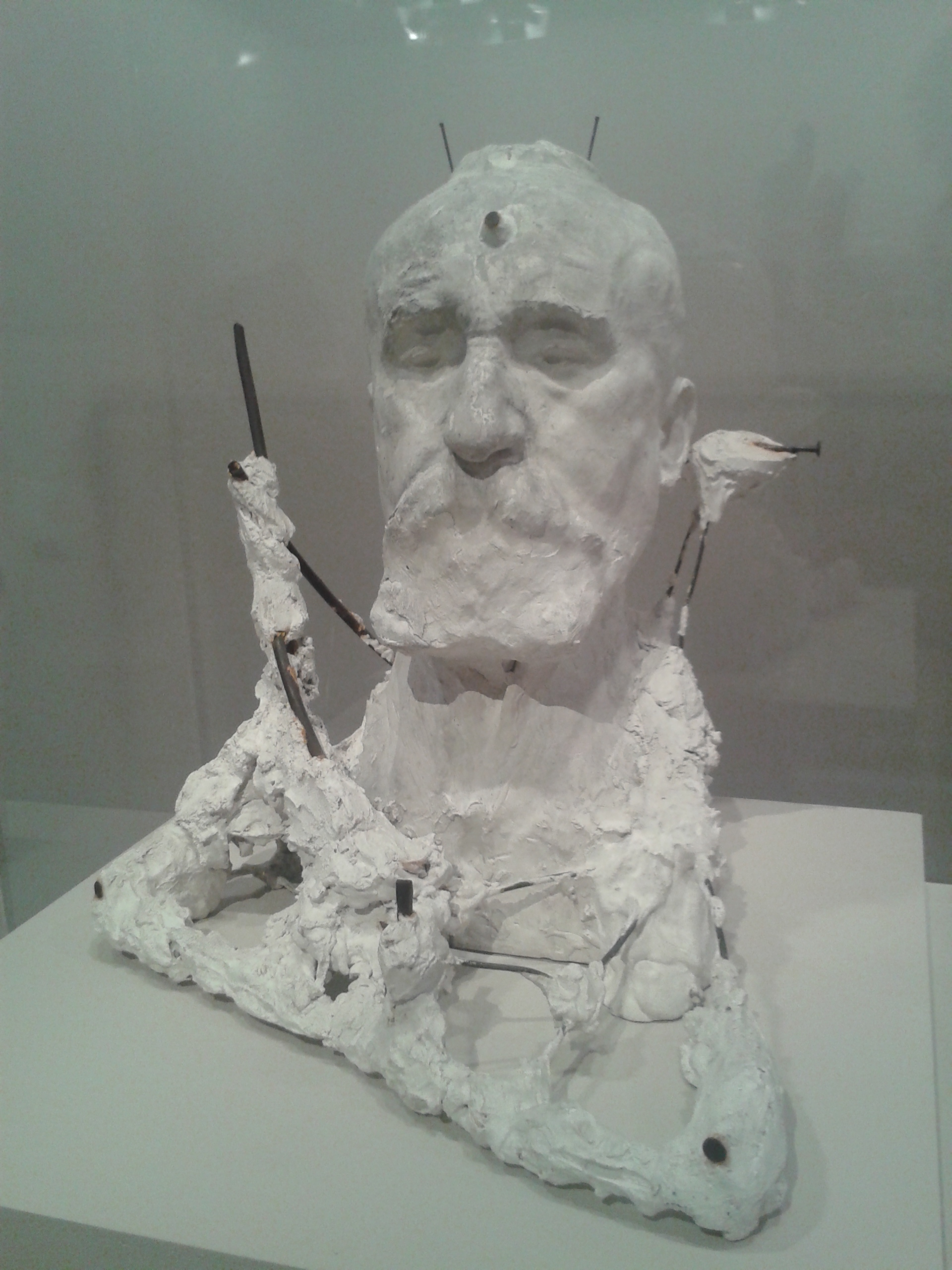
Pierre Puvis de Chavannes (1891)[82], plâtre original, avec points de basement (clous et repères) pour fixer un pantographe. Paris, musée Rodin.
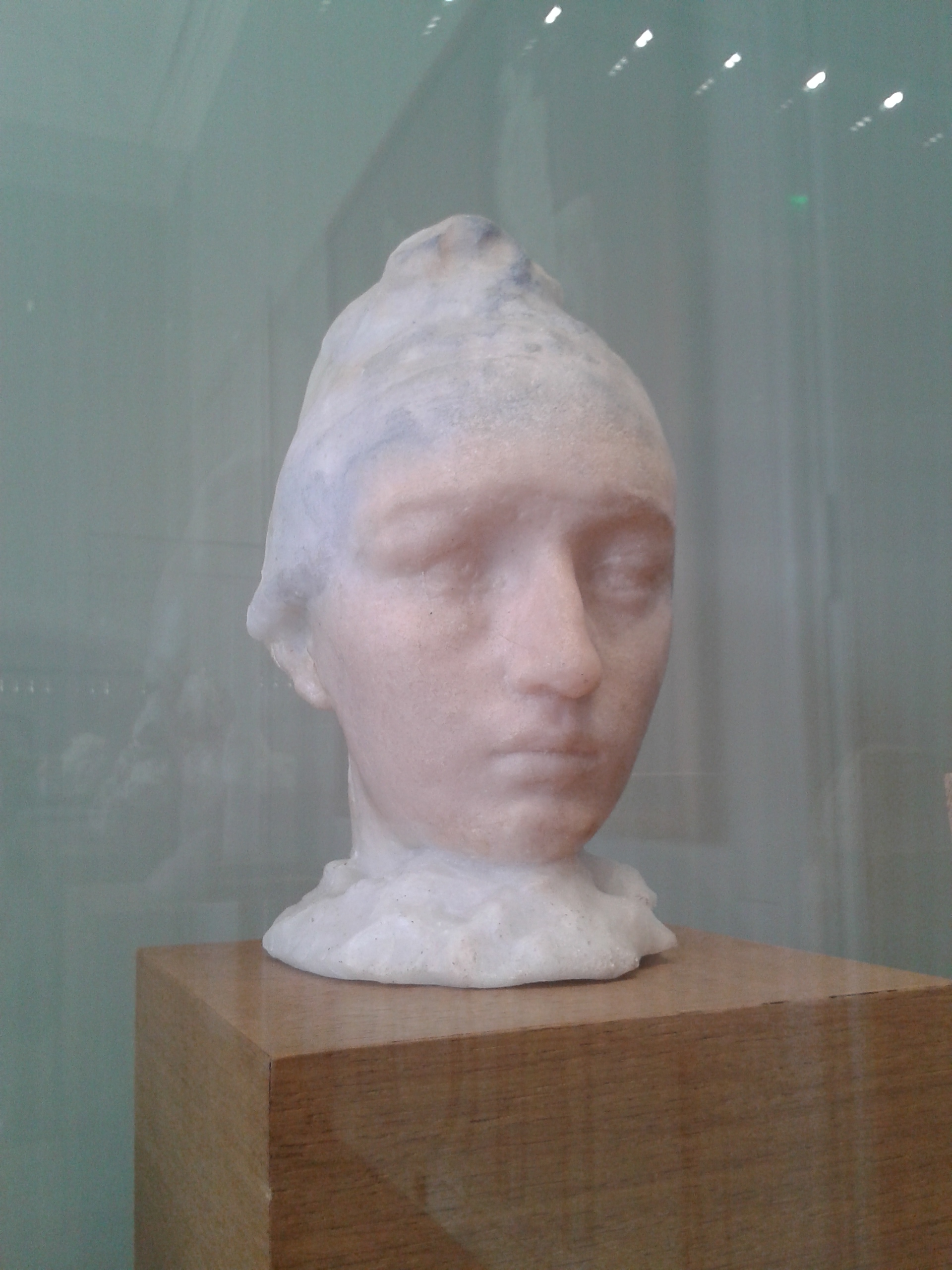
Tête de Camille Claudel au bonnet, pâte de verre, en collaboration avec Jean Cros. Paris, musée Rodin[83].
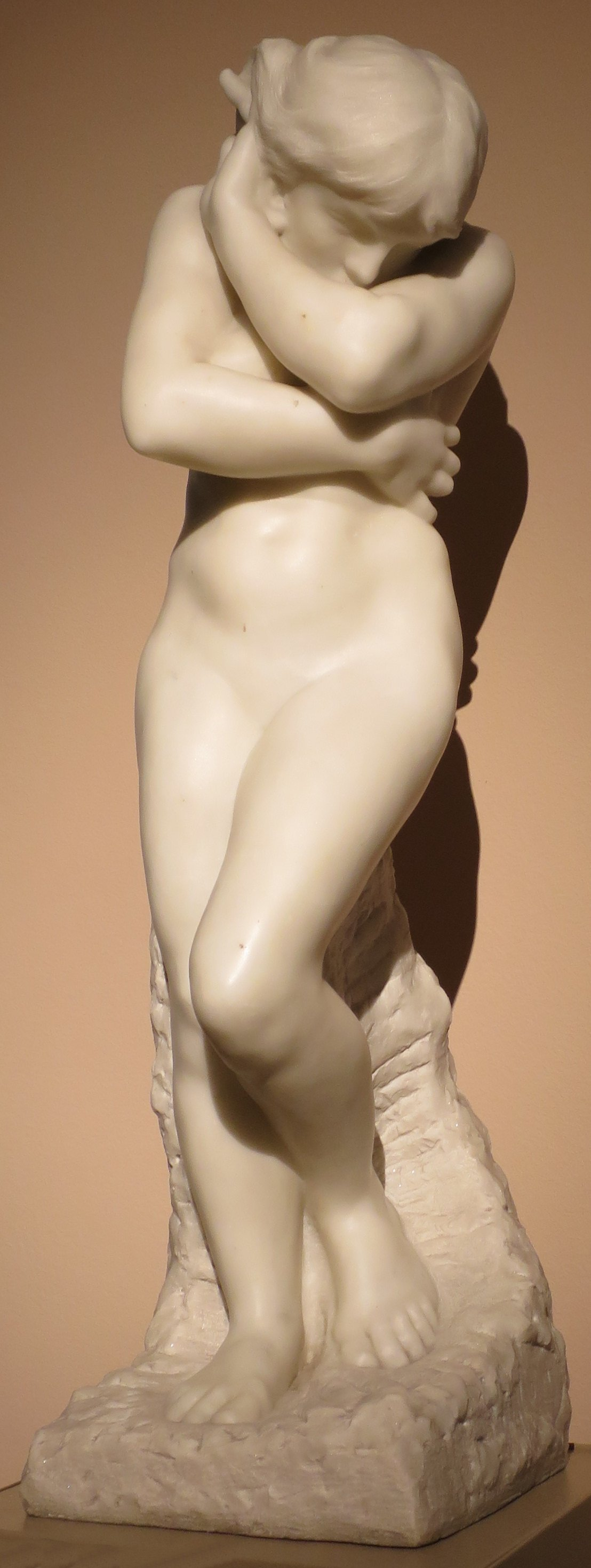
Ève (1881), pratique du marbre par Antoine Bourdelle, Moscou, musée Pouchkine.

##### Praticiens
- Bertrand-Jacques Barthélemy[Note 19]
- Bernard, un des premiers praticiens de Rodin[Note 20]
- Auguste Beuret, fils d'Auguste Rodin[Note 21]
- Marcel Bouraine
- Antoine Bourdelle[Note 22]
- Edwin Bucher[84]
- Camille Claudel[Note 23]
- Louis Cornu[Note 24],
- Jean Cros (1884-1932) : il réalise les tirages en pâte de verre en 1911[Note 25].
- Paul Cruet (1880-1966), chef-mouleur[Note 26]
- Jules Desbois[Note 27]
- Charles Despiau, assistant-modeleur de 1907 à 1914 mais également praticien du marbre du "Génie du repos éternel"
- Emmanuel Dolivet[Note 28]
- Jean Escoula[Note 29]
- Léon Fourquet[Note 30]
- Ganier[Note 31]
- Alfred Jean Halou[Note 32]
- Henri Lebossé[Note 33]
- Augustin Lesieux
- Jessie Lipscomb[Note 34]
- Ottilie McLaren[Note 35]
- Aristide Maillol
- Josef Mařatka[Note 36]
- Louis Mathet[Note 37]
- Émile Matruchot[Note 38]
- Jean-Marie Mengue[Note 39]
- Ernest Nivet[Note 40]
- Victor Peter[Note 41]
- François Pompon[Note 42]
- Sophie Postolska[Note 43]
- Rigaud[Note 44]
- Medardo Rosso
- Aristide Rousaud[Note 45]
- Alphonse Saladin
- Gaston Schnegg[Note 46]
- Lucien Schnegg[Note 47]
- Séraphin Soudbinine[Note 48]
- Jean Turcan[Note 49]
- Vincent Cruz

##### Patineur
- Jean Limet

##### Photographes
- Karl Bodmer
- Jacques-Ernest Bulloz
- Eugène Druet
- Freuler
- Jean Limet
- Pannelier
- Édouard Pourchet
- Clara Westhoff

##### Secrétaires
- René Cheruy (en)(1902-1908)[85]
- Rainer Maria Rilke
- Gustave Coquiot (à partir de 1911)[86]
- Maurice Baud (1909-1910)[87]
- Marcelle Tirel (1906-1917)[88],[Note 50]

##### Fondeurs (extérieur à l'atelier)
- Barbedienne
- Hébrard
- Rudier
- Susse
- Thiébaut

#### Élèves
Le musée Rodin possède une liste d'élèves de 200 noms, autant de femmes que d'hommes. Il y a de nombreux élèves anglaises et américaines. Selon Judith Cladel, Rodin affirmait : « Ce sont les femmes qui me comprennent le mieux. Elles sont très attentives, très soumises. »
- Jeanne Bardey, également praticienne en gravure
- Brancusi, élève pendant un mois
- Camille Claudel
- Raphaël Diligent
- Harriet Whitney Frishmuth
- Madeleine Jouvray
- Gwen John, également modèle de La Muse Whistler
- David Laksine, dit « Laxine »[90]
- Jessie Lipscomb
- Ottilie McLaren[Note 51]
- Carl Milles
- Ernest Nivet
- Alfred Pina
- Enid Yandell, américaine
- Meta Vaux Warrick Fuller

### L'atelier, le musée Rodin de Meudon

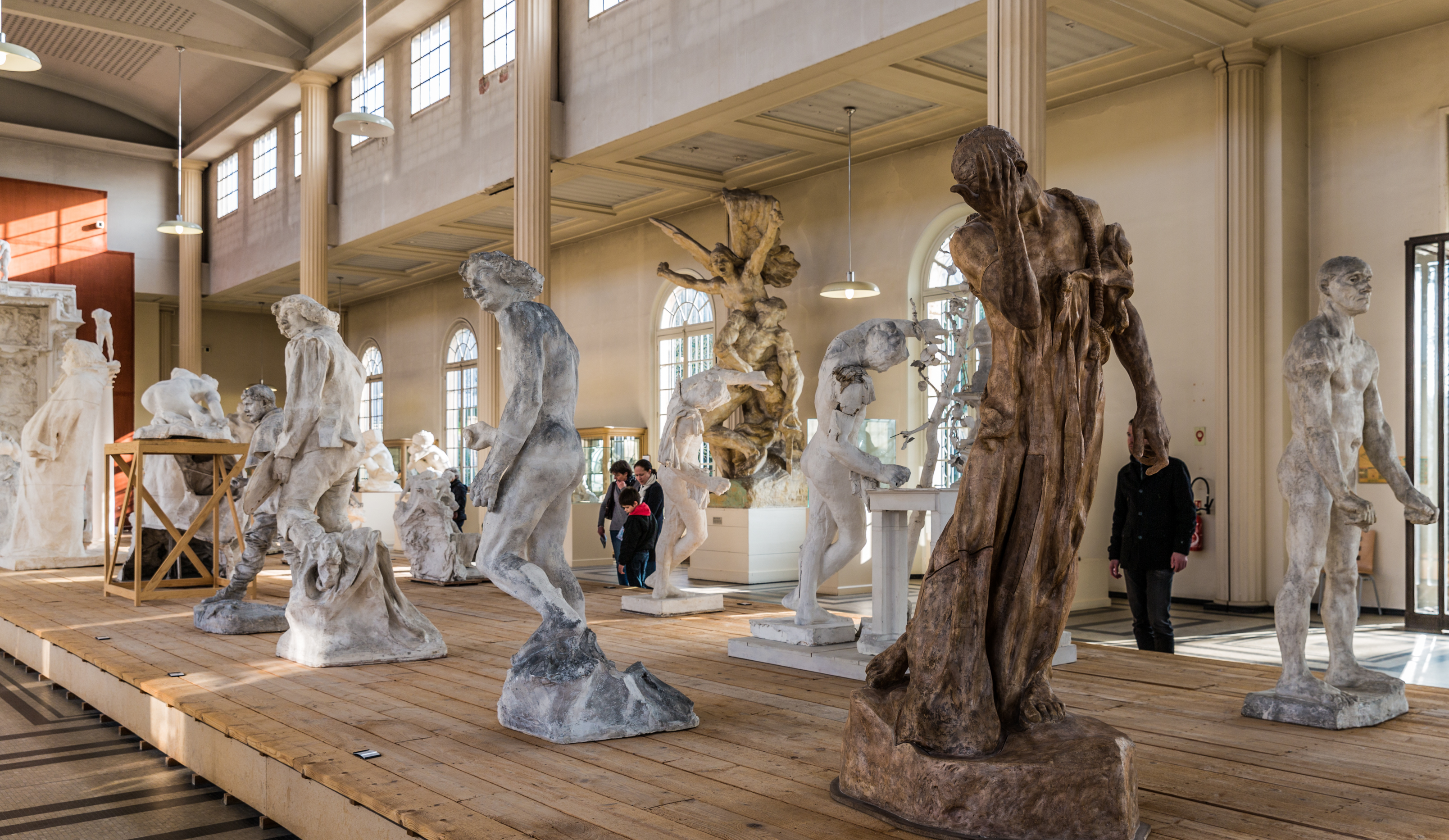
Plâtres originaux exposés au musée Rodin de Meudon, ancien atelier de l'artiste.

C'est sur les hauteurs de Meudon que Rodin achète, en 1895, un terrain de plusieurs hectares avec un pavillon de style Louis XIII. Il vient s'y installer en 1897 avec Rose Beuret. En 1900, il y fait réinstaller le pavillon de l'Exposition universelle auquel il adjoint un portique récupéré du château d'Issy détruit en 1871. Il y a journellement 50 ouvriers, praticiens, mouleurs, staffeurs qui y travaillent et y vivent avec leurs familles dans des baraquements non loin. Rodin y donne le travail tous les matins. Il y installe son secrétaire, Rainer Maria Rilke, en 1905. Transformé en musée en 1950, puis restauré en 1997, La villa des Brillants présente des sculptures originales, essentiellement des plâtres, qui sont autant d'esquisses, d'études, de variantes dans des états successifs. Au centre du jardin, la tombe de Rose et Auguste Rodin est surmontée du Penseur. La villa des Brillants était l'atelier. Les marbres étaient taillés au dépôt des marbres à Paris jusqu'en 1901. L'hôtel Biron, actuel musée Rodin à Paris, était un lieu de présentation que Rodin découvrit en 1908.

## Analyse des matériaux

### La pâte à modeler

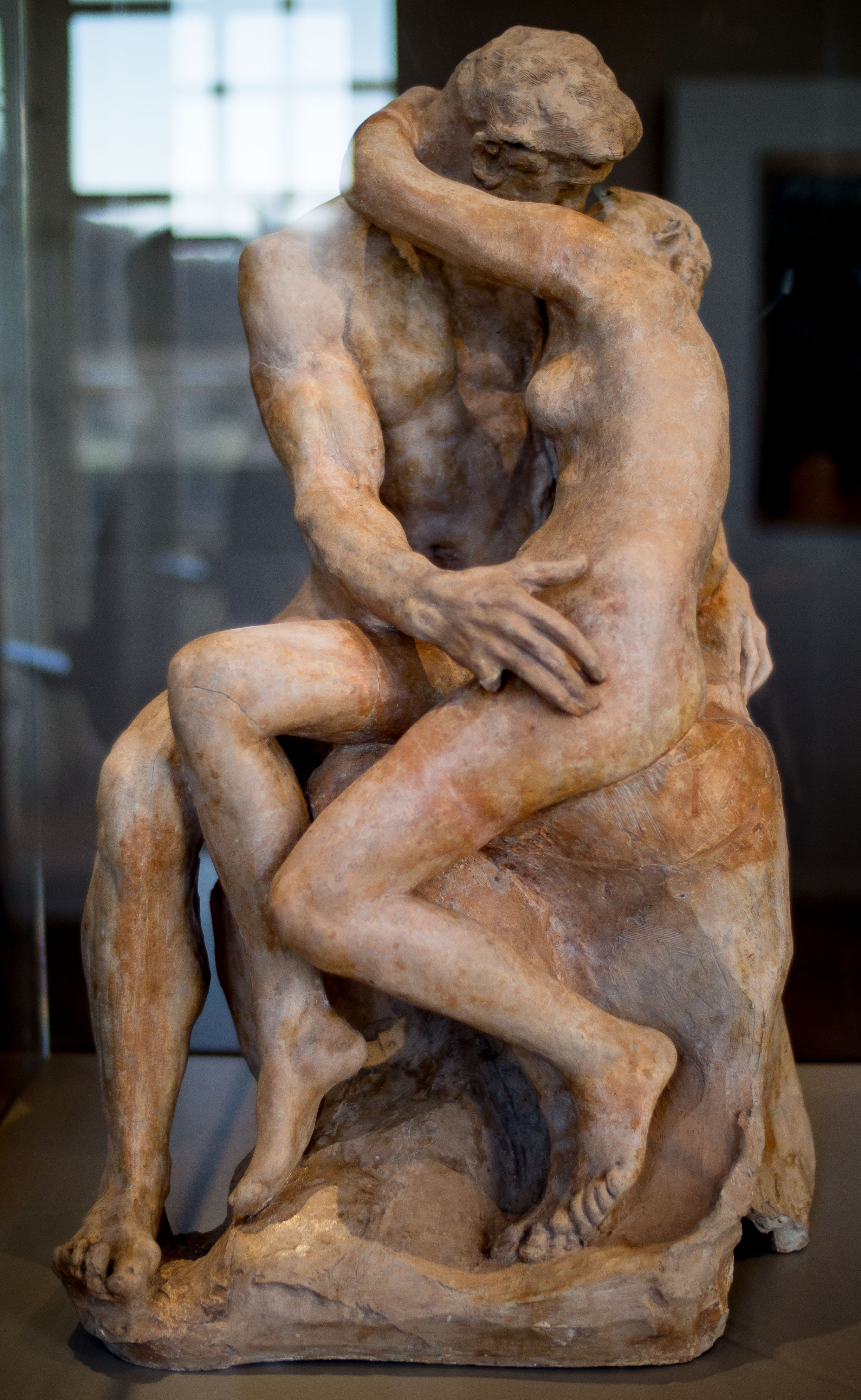
Le Baiser (vers 1881-1882), terre cuite, Paris, musée Rodin.

Pour remplacer parfois l'argile qui s'effrite en séchant si elle n'est pas cuite, Rodin utilisait de la plasticine, composée d'un corps gras, qu'il combine à l'occasion au plâtre et même à l'argile pour des reprises ou des ajustements. Ainsi, la sculpture Le Sommeil (1894) est composée de terre cuite, plâtre, cire, plasticine, papier journal, filasse et clous.
En 2015, des études menées à l'European Synchrotron Radiation Facility de Grenoble ont permis d’analyser la composition de la pâte à modeler utilisée par Rodin pour les portraits d'Hanako et de Clemenceau. Des échantillons millimétriques de deux de ses œuvres dégradées par le temps, datant de 1912 pour Hanako, et 1913 pour Clemenceau, ont été étudiés aux rayons X ultra brillants permettant de comprendre qu'il utilisait deux types de matériaux modernes de modelage, proches de la pâte à modeler. Des protocoles de nettoyage et conservation ont ainsi été mis au point comme l'utilisation d'un nettoyage au laser en cas de salissure légère ou moyenne, ou d'utilisation de carboxyméthylcellulose sur papier absorbant dans les autres cas,.

### Le bronze
Si le bronze est une technique ancestrale, Rodin va avoir accès à de nouveaux alliages développés pendant le XIXe siècle par la révolution industrielle et technique, basés sur le mélange en variation de proportion de cuivre, étain, zinc, plomb, aluminium, manganèse, phosphore. Serge Gérard, dans son livre Rodin. L'homme d'airain donne les proportions suivantes : cuivre, 85 à 90 %, étain, 12 à 17 %, zinc et plomb en quantité infinitésimale. Cette variation permet de dater ou d'expertiser les différentes fontes de bronzes.
Ainsi, le musée du Bronze d'Inverness analyse deux exemples de bronze actuellement utilisé en fonderie d'art, l'un « spécifiquement en Amérique du Nord, un alliage de cuivre à 95 %, de silicium à 4 %, de manganèse à 1 % et de traces d'autres métaux, ce qui donne un bronze plus dur, de grande qualité. Cet alliage provient de l'aéronautique américaine. En Europe, le bronze est encore largement composé de cuivre à 85 %, d'étain à 5 %, de plomb à 5 % et de zinc à 5 % ».
En 1989, une analyse radiographique du Penseur et des Bourgeois de Calais a permis de montrer la différence d'épaisseur du bronze — plus épais, plus lourd et plus solide au pied des sculptures et moins épais au sommet, lequel est plus fragile mais plus léger — et la présence d'armatures de consolidation à l'intérieur des sculptures, technique rendue possible par les nouveaux alliages.
Plusieurs œuvres de Rodin ont été fondues en bronze par Thiébaut frères : Saint Jean Baptiste, L’Âge d'airain; Jeunesse triomphante ou La Parque et la Convalescente.

## Collection

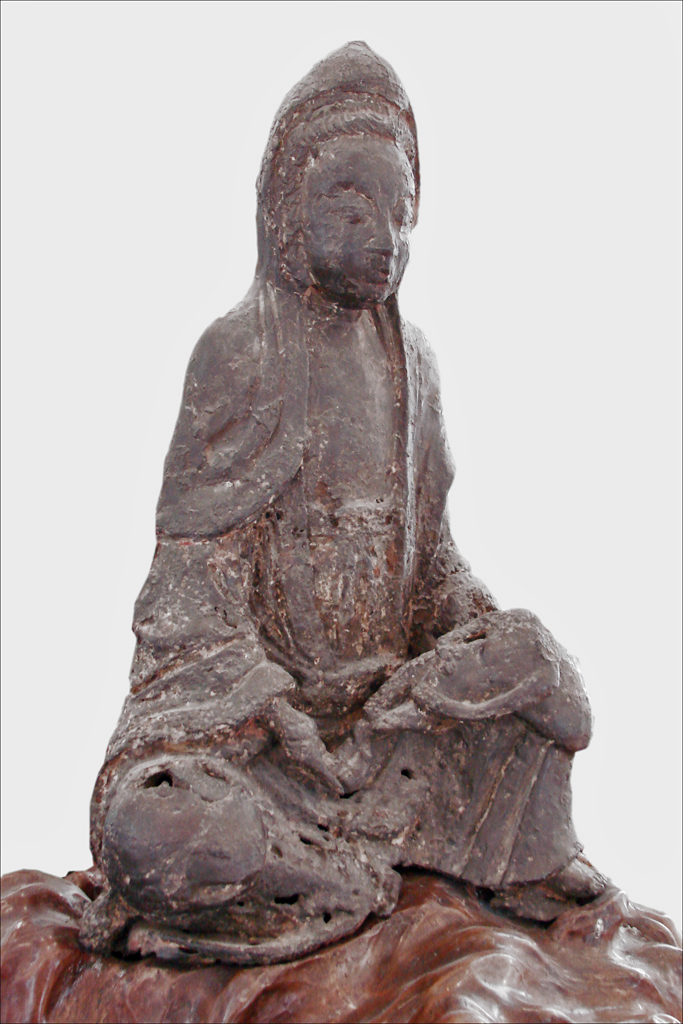
Guanyin avec un enfant dans les bras, Chine (?), XV (?), Paris, musée Rodin. Une antiquité chinoise de la collection de Rodin.

Auguste Rodin était également un grand collectionneur de sculptures antiques romaines et grecques, d'antiquités chinoises, de gravures japonaises et de peintures d'Auguste Renoir, Vincent van Gogh, Claude Monet, Frits Thaulow ou Eugène Carrière, entre autres. Ces collections sont conservées à Paris au musée Rodin.

## Les faussaires
Dès la mort de Rodin,, la question de l'authenticité des bronzes se pose, Rodin lui-même qualifiant ses bronzes de « reproduction de ses originaux en argile », il avait donné autorisation au fondeur Barbedienne de reproduire contre redevance son œuvre à échelle plus réduite, sans limite de nombre.
Après la mort de Rodin, les caricaturistes se moquèrent autant de la production pléthorique de l'artiste que des faux que son succès engendrèrent. Dans un numéro de La Baïonnette d'avril 1919, Marcel Capy conclut une satire en écrivant : « Moi Rodin, épicier, sain de corps et d'esprit, n'ai jamais sculpté ! Tous les Rodins sont faux ! »
Étant donné sa célébrité de son vivant, les faussaires se sont en effet très rapidement intéressés à l’œuvre de Rodin, en particulier, l'Allemand Ernest Durig (en) (1894-1962) qui s'était fait une spécialité dans les faux dessins, qui sont pour certains aujourd'hui conservés à New York au Museum of Modern Art. Il prétendait avoir terminé et fait en marbre le portrait du pape Benoît XV.
Jusqu'en 1968, les tirages des bronzes ne sont pas limités par la loi française, aussi le musée Rodin, ayant-droit du sculpteur peut-il continuer à produire des bronzes posthumes originaux sans restriction après la mort de Rodin en 1917. Des plâtres dupliqués par la fonderie Georges Rudier, fournisseur du musée Rodin de 1952 à 1982, ont été détournés et utilisés pour exécuter des épreuves illégitimes dès les années 1960 jusqu'au début des années 1990. De plus, le marché de l'art a connu un scandale important au cours des années 1990, avec la découverte de réseaux de faussaires — dont Guy Hain et Gary Snell — condamnés par la justice française en 2001, mais dont l'activité a inondé le marché de milliers de contrefaçons.
Selon Béatrice de Rochebouet, qui cite Jérôme Le Blay, le directeur du comité Rodin créé en 2005, il existe au moins 26 exemplaires originaux de La Danaïde, par exemple. Elle a été éditée du vivant de Rodin à dix exemplaires entre 1887 et 1917, par les fondeurs François et Alexis Rudier, puis à sept exemplaires par le musée Rodin (ayants droit) entre 1921 et 1942, fondus par Alexis Rudier, puis à neuf exemplaires, de 1961 à 1971, fondus par Georges Rudier. Il y aurait environ 8 000 bronzes répertoriés chez des collectionneurs privés dont un tiers serait des faux.
De plus, depuis que l'œuvre de Rodin est entré dans le domaine public en 1982, Le Penseur, par exemple, été édité à 25 exemplaires en Corée en 2000 ainsi que par la fonderie Valsuani-Airaindor à Chevreuse depuis 1998. Ces bronzes sont considérés comme des reproductions non originales.
Si l'œuvre de l'artiste est aujourd'hui dans le domaine public, le droit moral d'Auguste Rodin, perpétuel, imprescriptible et inaliénable, est détenu par son légataire, le musée Rodin à Paris. Celui-ci a déposé les marques suivantes : « R », « RODIN », « AUGUSTE RODIN » et « musée RODIN », qui sont la propriété exclusive du musée.
Il existe plusieurs projets de catalogues raisonnés des œuvres du sculpteur, menés par le musée Rodin et par le comité Auguste-Rodin à Paris.
| - Journal Le Petit Parisien, du 15 janvier 1919. - Journal The Washington Times, du 6 juillet 1919. - Autre affaire, Ernest Durig, le fameux faussaire de Rodin, au travail en 1920. |

## 11 septembre 2001
Plus de cinquante œuvres de Rodin se trouvaient dans le World Trade Center à New York et ont été détruites lors des attentats du 11 septembre 2001. Lors des fouilles qui ont eu lieu après les attentats, trois bronzes ont été retrouvés dans les décombres, sérieusement endommagés dont Le Buste de Jean d'Aire (travail préparatoire aux Bourgeois de Calais), Les Trois Ombres et un exemplaire en bronze du Penseur, petit modèle. Ce bronze fut quelques semaines après, volé dans les locaux du commissariat de police où il était entreposé.

## Œuvres

### Sculpture
- 1877, L'Âge d'airain.
- 1878, Madame Cruchet, buste en terre cuite.
- 1878, Saint Jean Baptiste. L'œuvre est sculptée plus grande que nature pour prouver qu'il n'a pas eu recours au moulage sur le vif.
- 1879, La Défense ou L'Appel aux armes, deviendra le monument commémoratif à Verdun en 1919.
- La Porte de l'enfer, œuvre commandée en 1880, jamais achevée. La première fonte est post-mortem en 1928 avec accord de Rodin en 1917.
- 1882, Le Penseur, bronze, Paris, musée Rodin. Un des exemplaires en bronze se trouve dans le cimetière Bruxellois de Laeken (à l'arrière de l'église Notre-Dame et de la crypte royale). Un autre orne la tombe de Rodin et de son épouse dans le jardin de la villa des Brillants à Meudon, fonte par Alexis Rudier, 1904 (180 × 98 × 145 cm), œuvre affectée au musée Rodin en 1922 (no inv. : S.1295).
- 1882, Adam.
- 1882, Ève.
- 1882, Je suis belle.
- 1883, Buste de Maurice Haquette, musée Soumaya, Mexico.
- 1882, Ugolin et ses enfants.

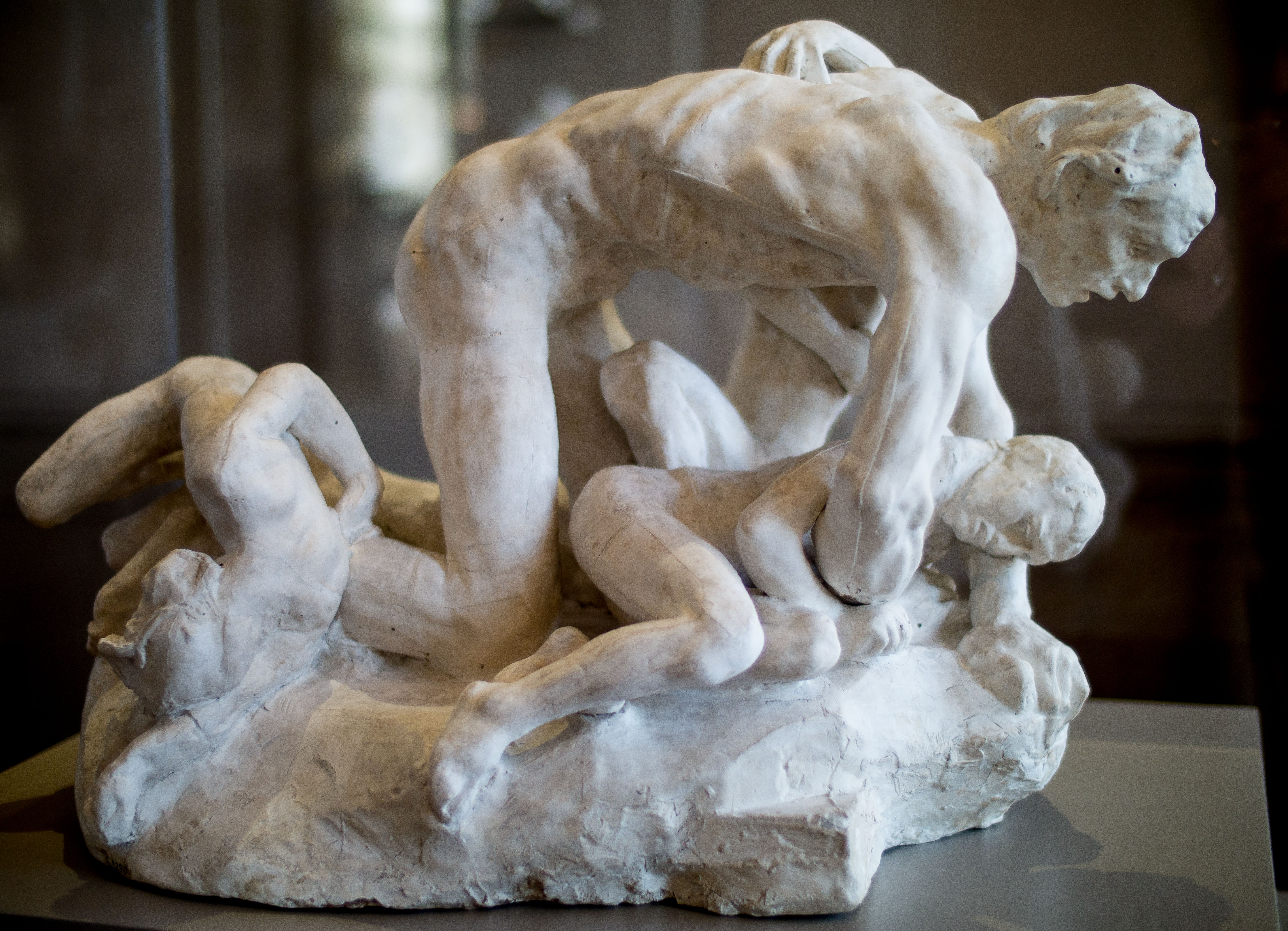
Ugolin et ses enfants (vers 1882), Paris, musée Rodin.

- 1884, L'Éternel Printemps, bronze et marbre, Paris, musée Rodin.
- vers 1884, Tête de Camille Claudel coiffée d'un bonnet, terre cuite (7 × 15 × 17,7 cm), Paris, musée Rodin (no inv. : S.208).
- 1885, Jeune Mère, bronze (musée Soumaya).
- 1885, Jeune mère dans la grotte, plâtre (36 × 28,2 × 24 cm), musée Rodin (no inv. : S.1196).
- 1885-1887, L'Avarice et la Luxure, bronze, Musée national des Beaux-Arts de Buenos Aires.
- 1886, Le Baiser.

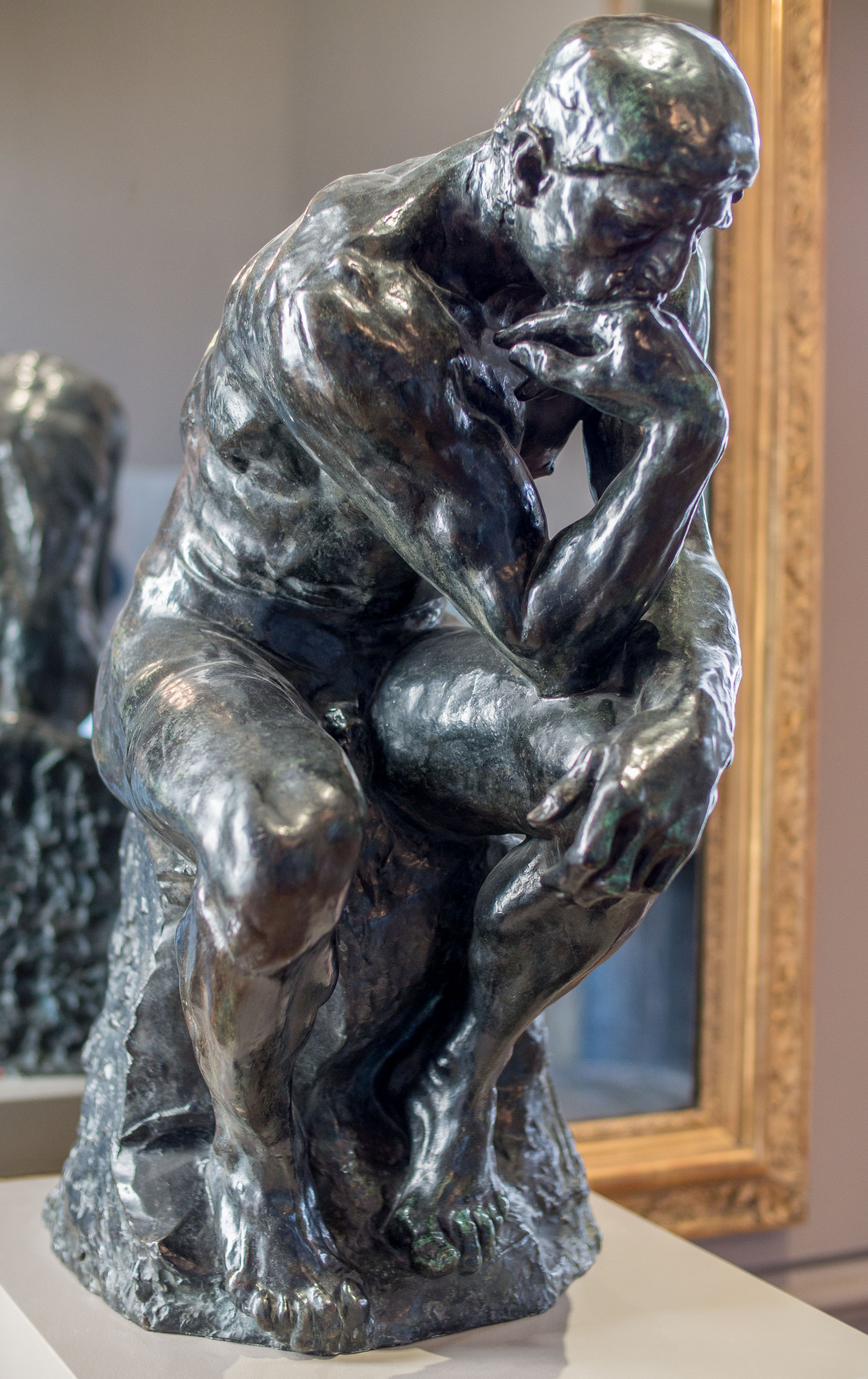
Le Penseur (1881-1882), Paris, musée Rodin.

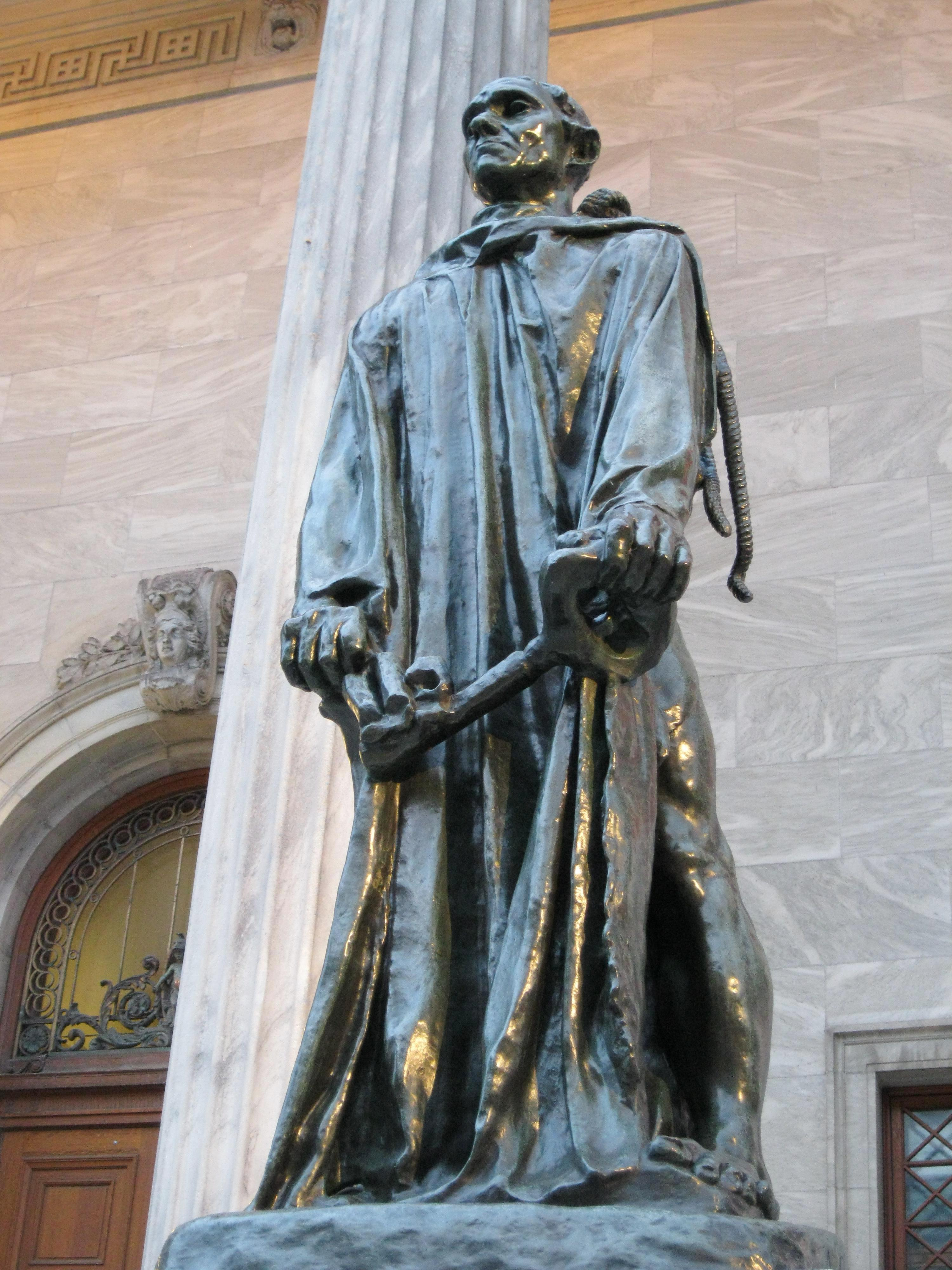
Jean d'Aire (1887), musée des beaux-arts de Montréal.

- 1887-1888, Les Sirènes, bronze et marbre, 18 exemplaires au total dont quatre en marbre[112]. Trois sirènes enlacées chantent, plâtre (exposition Monet-Rodin à la galerie Georges-Petit à Paris, en 1889). Don d'un exemplaire en marbre de la famille Huntly Redpath Drummond au musée des beaux-arts de Montréal.
- 1888, Les Limbes et les Sirènes, édition de 1934. Vase en porcelaine dure (24,7 × 13,3 × 13,3 cm), Paris, musée Rodin (no inv. : S.2415), don d'Eugène Rudier, 1945.
- 1889, La Danaïde, et Le Fils prodigue.
- 1889, Les Bourgeois de Calais, plâtre (219,5 × 266 × 211,5 cm), Paris, musée Rodin (no inv. : S.153).
- 1889, Jules Bastien-Lepage, Villa des Brillants.
- 1890-1893, Éternelle idole, plâtre (73,2 × 59,2 × 41,1 cm), Paris, musée Rodin (no inv. : S.1044).
- 1894, Le Christ et la Madeleine, maquette en plâtre et bois et tissu (84,5 × 74 × 44,2 cm), repères de mise aux points, Paris, musée Rodin (no inv. : S.1097).
- vers 1895, Iris, bronze, fonte Alexis Rudier avant 1916 (82,7 × 69 × 63 cm), Paris, musée Rodin (no inv. : S.1068).
- vers 1895, Assemblage. Masque de Camille Claudel et main gauche de Pierre de Wissant, plâtre (32,1 × 26,5 × 27,7 cm), Paris, musée Rodin (no inv. : S.349).
- 1895-1897, L'Aurore, marbre (56 × 58 × 50 cm), Paris, musée Rodin (no inv. : S.1019).
- 1896, La Méditation ou La Voix intérieure, plâtre patiné (147 × 76 × 55 cm), Paris, musée Rodin, (no inv. : S.1125).
- Mignon, Paris, musée Rodin.
- L'Art, Paris, musée Rodin.
- 1899, Les Trois Ombres de La Porte de l'enfer, Paris, musée Rodin.
- 1899-1900, La Tentation de saint Antoine, marbre (61 × 117 × 70 cm), musée des beaux-arts de Lyon[113].
- avant 1900, Illusions reçues par la Terre, Brooklyn Museum.
- 1901-1904, L'athlète américain, bronze (40,9 x 26,9 x 25,3 cm), Philadelphie, Rodin Museum[114].
- 1901-1904, L'athlète, bronze (45,7 x 33,0 x 31,7 cm), Washington D.C., The Kreeger Museum[115].
- 1906, bas-relief à la mémoire de Rollinat, à Fresselines (Creuse)[116].
- 1907 (vers), Psyché transportée par la Chimère (Amour et Psyché), marbre, musée des beaux-arts de Nancy.
- 1907 (vers), Buste de Henry Becque, plâtre (69,2 × 46,5 × 47 cm), Paris, musée Rodin (no inv. : S.1827). Un buste similaire est inauguré l'année suivante place Prosper-Goubaux (Paris).
- 1908, La Duchesse de Choiseul (version pensive), terre cuite (39,4 × 36 × 22,2 cm), Paris, musée Rodin (no inv. : S.1041).
- 1908, La Cathédrale, pierre (64 × 29,5 × 31,8 cm), Paris, musée Rodin (no inv. : S.1001).
- 1909, Victor Hugo et les Muses, Paris, angle de l'avenue Henri-Martin et de l'avenue Victor-Hugo.
- 1892, Monument à Claude Gellée dit Le Lorrain, bronze, Nancy, parc de la Pépinière[117].
- 1897, Monument à Balzac, bronze, Paris, musée Rodin.
- L'homme qui marche, bronze, salle Camille Claudel de l'espace culturel André Siegfried, à Barentin (Seine-Maritime).
- Buste d'homme grimaçant, plâtre (22 × 28 × 15 cm), musée d'art de Toulon.
- Buste de jeune fille, bronze patiné, socle en verre, Paris, musée des arts décoratifs.
- 1908, Muse Whistler nue, bras coupés, bronze, fonte Coubertin pour les collections du musée, 1986 (223,5 × 90 × 109,5 cm), Paris, musée Rodin (no inv. : S.3005).
- Buste de Victor Henri Rochefort, tête droite, 1884, plâtre teinté, Paris, musée Rodin[118].
- 1909, La Prière, New-York, The Metropolitan Museum of Art[119].
- 1911, Le Baiser de l'Ange, dit aussi Le Rêve, Paris, musée Rodin.
- 1911, Hélène de Nostitz, pâte de verre (23,2 × 21,5 × 9,7 cm), Paris, musée Rodin (no inv. : S.991).
- 1912-1913, Madame Fenaille, la tête appuyée sur la main, marbre (66,5 × 88 × 92,5 cm), musée Fenaille, Aveyron (France).

### Œuvre picturale

#### Dessin

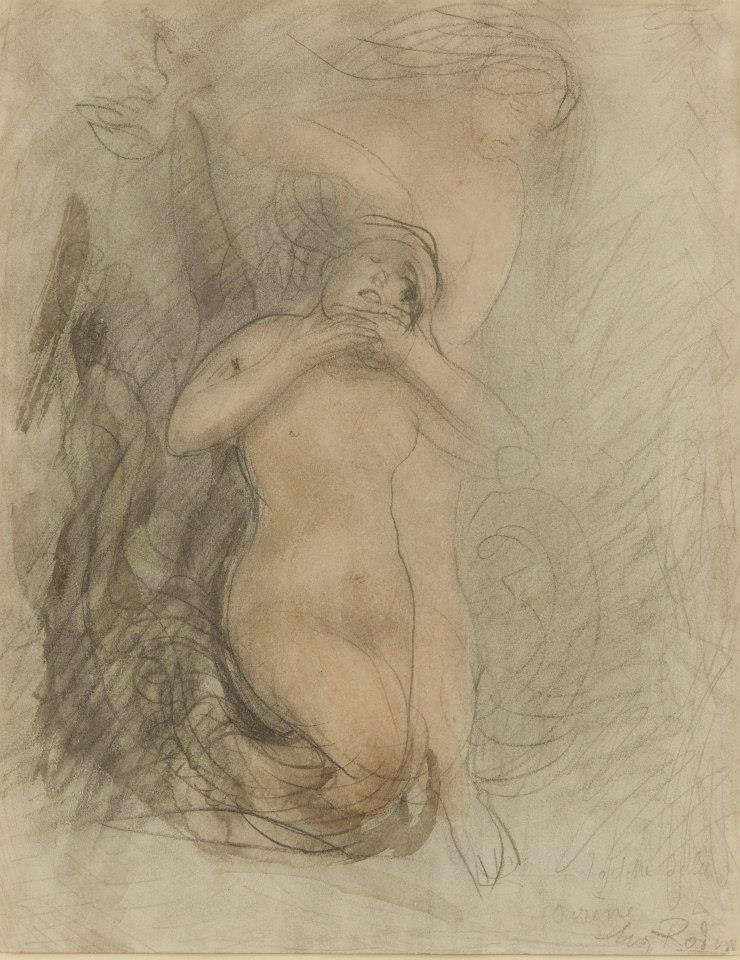
Le Bain de la Sirène (vers 1900), dessin, Buenos Aires, musée national des beaux-arts d'Argentine.

Rodin produisit environ 10 000 dessins, dont 7 000 sont conservés à Paris au musée Rodin.
- Vers 1856, Squelette et crâne, crayon noir sur papier, plume et encre noire sur papiers découpés, collés en plein sur un support (25,3 × 11 cm), Paris, musée Rodin (no inv. : D.100, D.102).
- 1875-1876, Feuilles d'études, crayon, plume et encre brune, lavis brun et gouache, sur cinq papiers découpés et collés sur une page d'un album désassemblé par la suite (26,4 × 3 cm), Paris, musée Rodin (no inv. : D.274 à D.279, au verso).
- 1879-1882, Vase aux putti. Fusain sur papier (38,4 × 33,1 cm), Paris, musée Rodin (no inv. : D.7676).
- Vers 1880, Ugolin entouré de trois enfants, crayon, plume et lavis, encre et gouache sur papier, signé en bas à droite, (17,3 × 13,7 cm), Paris, musée Rodin (no inv. : D.7627).
- Vers 1880, La Force et la Ruse, plume, encre, lavis et gouache sur papier collé sur un support contrecollé sur carton (15,5 × 19,2 cm), Paris, musée Rodin (no inv. : D.5087).
- Vers 1880, Dans la m…, crayon, plume et encre, lavis d'encre et gouache sur papier collé, sur un papier réglé de registre (18,2 × 13,6 cm), Paris, musée Rodin (no inv. : D.7616). Ancienne collection Maurice Fenaille, acquis en 1929.
- 1881-1884, Portail de l'église de l'abbaye Saint-Pierre d'Auxerre, plume et encre, lavis d'encre brune sur papier quadrillé (18,2 × 14,4 cm), Paris, musée Rodin (no inv. : D.5916-5918).
- Vers 1884, Ève, plume et encre noire, lavis d'encre brune sur papier (25,4 × 18,7 cm), legs Marcel Guérin, Paris, musée Rodin (no inv. : D.7142).
- 1900, Naissance de Vénus, crayon graphite, encre et aquarelle sur papier, signé en bas à gauche (000 × 000 cm), Paris, musée Rodin (no inv. : D.4093).

#### Peinture

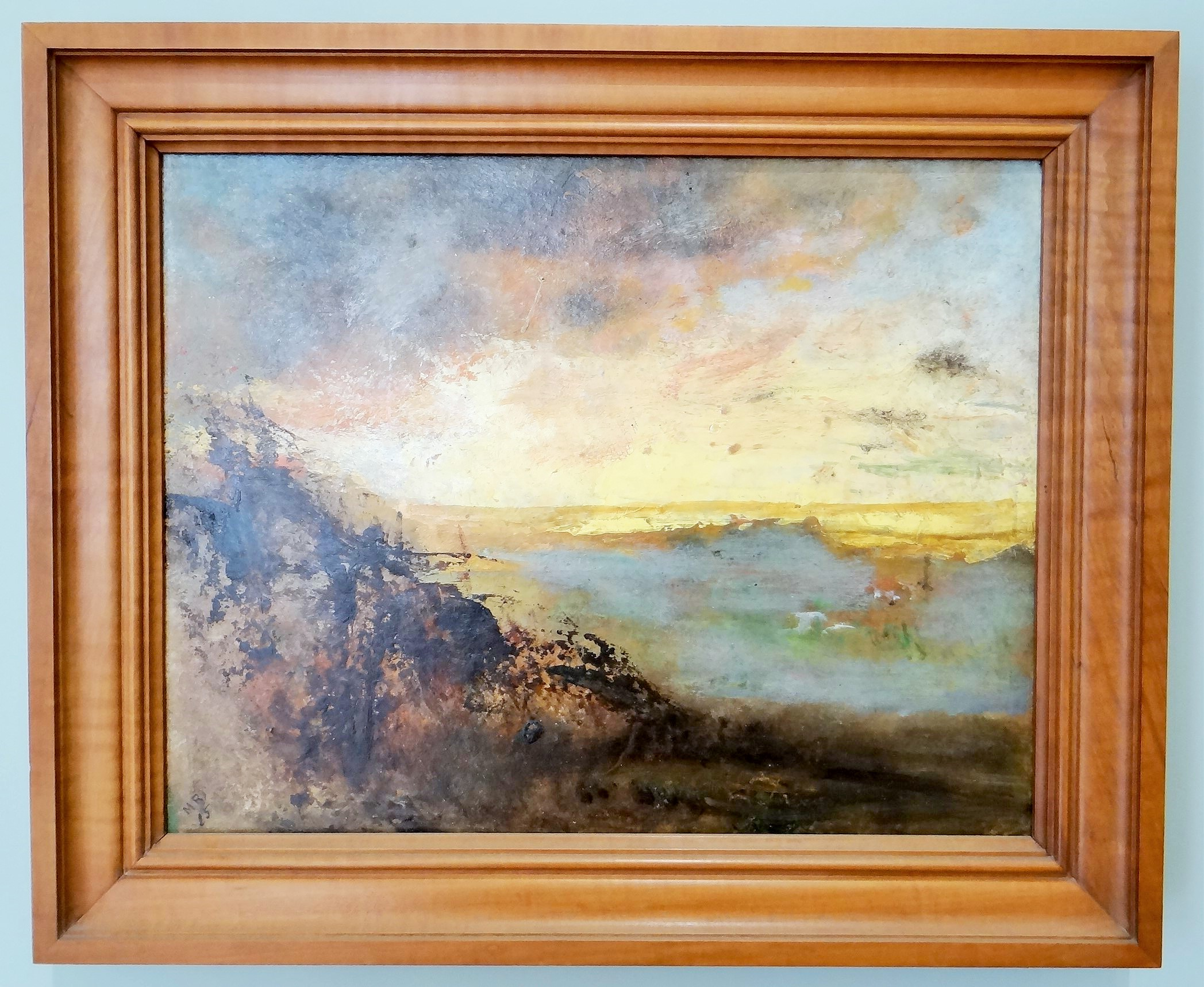
Crépuscule d'or sur les dunes en forêt de Soignes, Paris, musée Rodin.

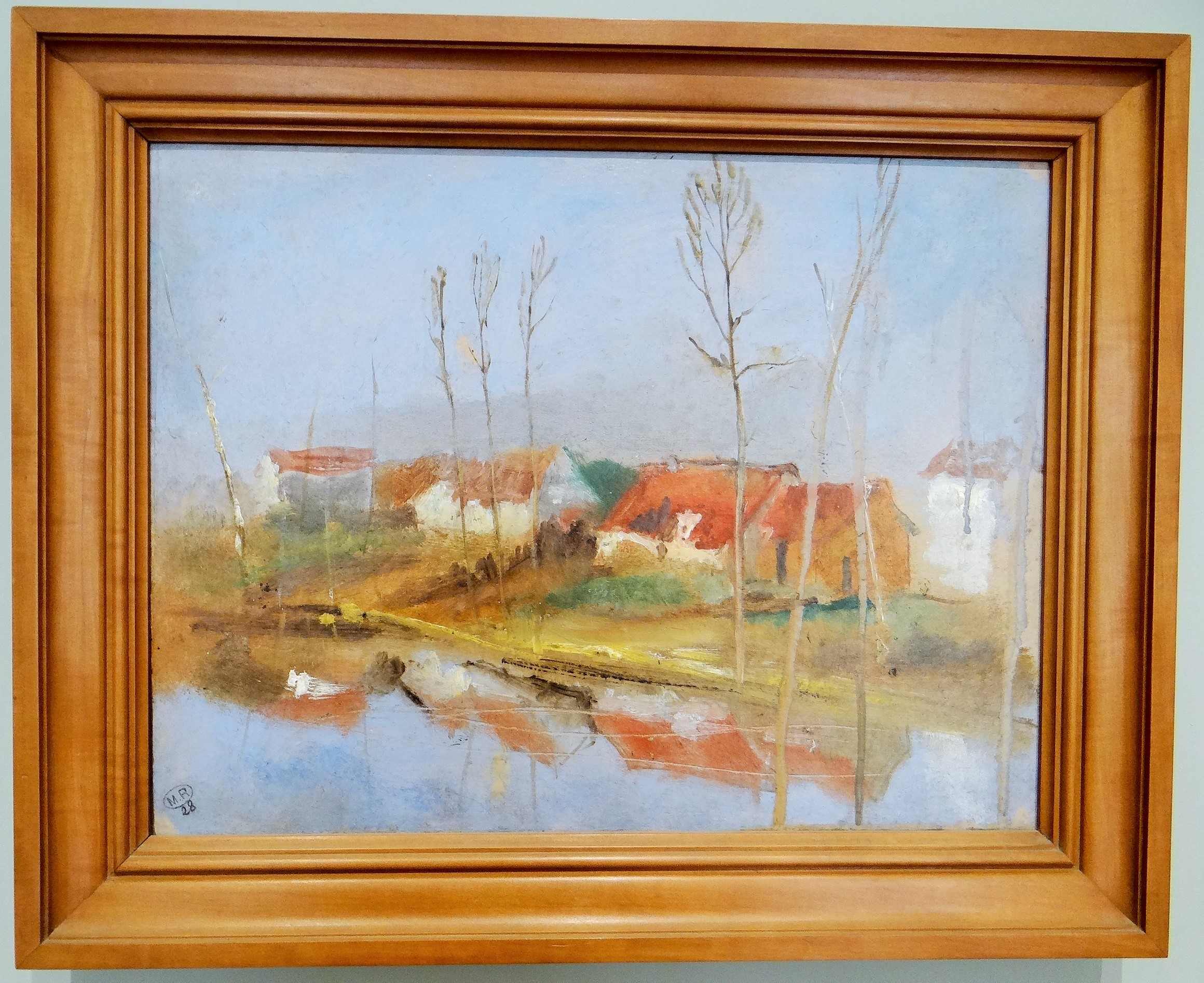
Maisons rouges, Paris, musée Rodin.

- 1871-1877, Chemin de terre à Watermael en forêt de Soignes, huile sur papier collé sur carton (36,5 × 27 cm), Paris, musée Rodin (p. 7240).
- 1871-1877, Crépuscule d'or sur les dunes en forêt de Soignes, huile sur papier collé sur carton (27 × 34 cm), Paris, musée Rodin (p. 7225).

#### Gravure
- 1884, Victor Hugo de trois-quarts, gravure à la pointe sèche, 4e état sur 10, partie gravée (22,2 × 15 cm), acquis en 1991, Paris, musée Rodin (no inv. : G.7750).
- 1885, Henry Becque, gravure à la pointe sèche (22,5 × 16 cm), Paris, musée Rodin (no inv. : G.9343).

#### Illustration
- Charles Baudelaire, Les Fleurs du Mal, illustrations d'Auguste Rodin, 1887-1888.
- Octave Mirbeau, Le Jardin des Supplices, illustrations d'Auguste Rodin, Paris, Ambroise Vollard, 1902.
- Les Cathédrales de France, cent dessins de Rodin reproduits en fac-similé par Auguste Clot, Éditions Armand Colin, 1914[120],[121].
- Aleister Crowley, Rodin in Rime (Londres : S.P.R.T., 1907), recueil de poèmes consacrés à l'art d'Auguste Rodin, illustré de 7 lithographies effectuées par Clot à partir d'aquarelles érotiques du maître. Traduction française de Philippe Pissier sous le titre Le Dit de Rodin, ouvrage complet des 10 lithographies que Rodin offrit à son ami Crowley (Le Vigan : L'arachnoïde, 2018)  (ISBN 978-2-919030-23-1).
- Germain Nouveau. Les poèmes d'Humilis , édition de 1910.

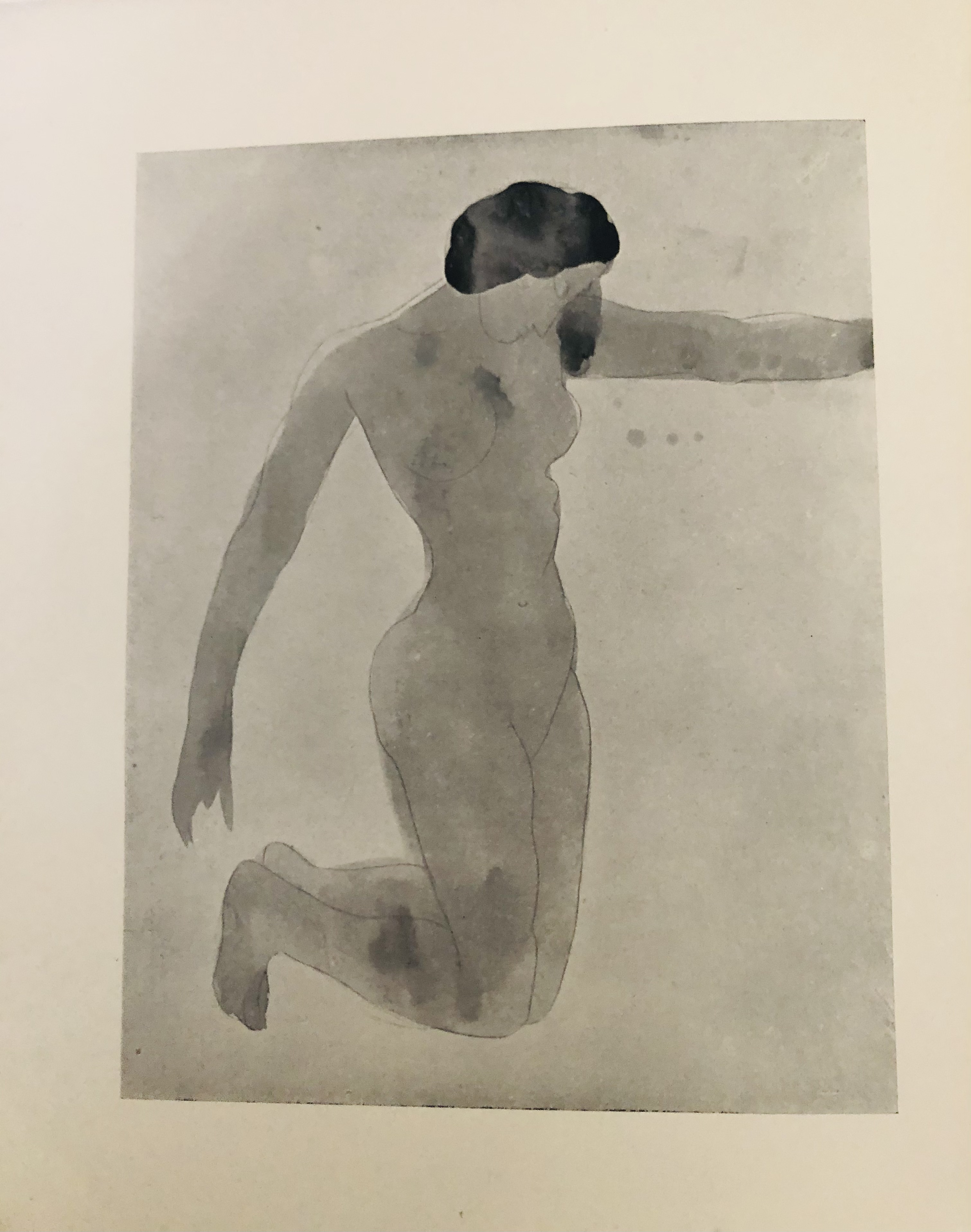
Illustration d'un chapitre des "Poèmes d'Humilis" de Germain Nouveau.

#### Écrits
- L'Art, entretiens réunis par Paul Gsell, Paris, Grasset, 1911 ; réédition Gallimard, 1987 ; Paris, Grasset, 1999.
- Les Cathédrales de France, Paris, Albin Michel, 1914 ; réédition 1921; Paris, Denoël, 1983.
- Éclairs de pensée. Écrits et entretiens, édition établie par Augustin de Butler, Éditions du Sandre, 2008.
- Rodin-Bourdelle. Correspondance (1893-1912), édité par Colin Lemoine et Véronique Mattiussi, Gallimard, coll. « Arts et artistes », 2013, 416 p.  (ISBN 978-2-07-014009-1).
- Pour l'amour de... Les cathédrales de France, Éditions Magellan & Cie, 2021.  (ISBN 978-2-35074-606-7)

## Collections publiques conservant des œuvres de Rodin
Algérie

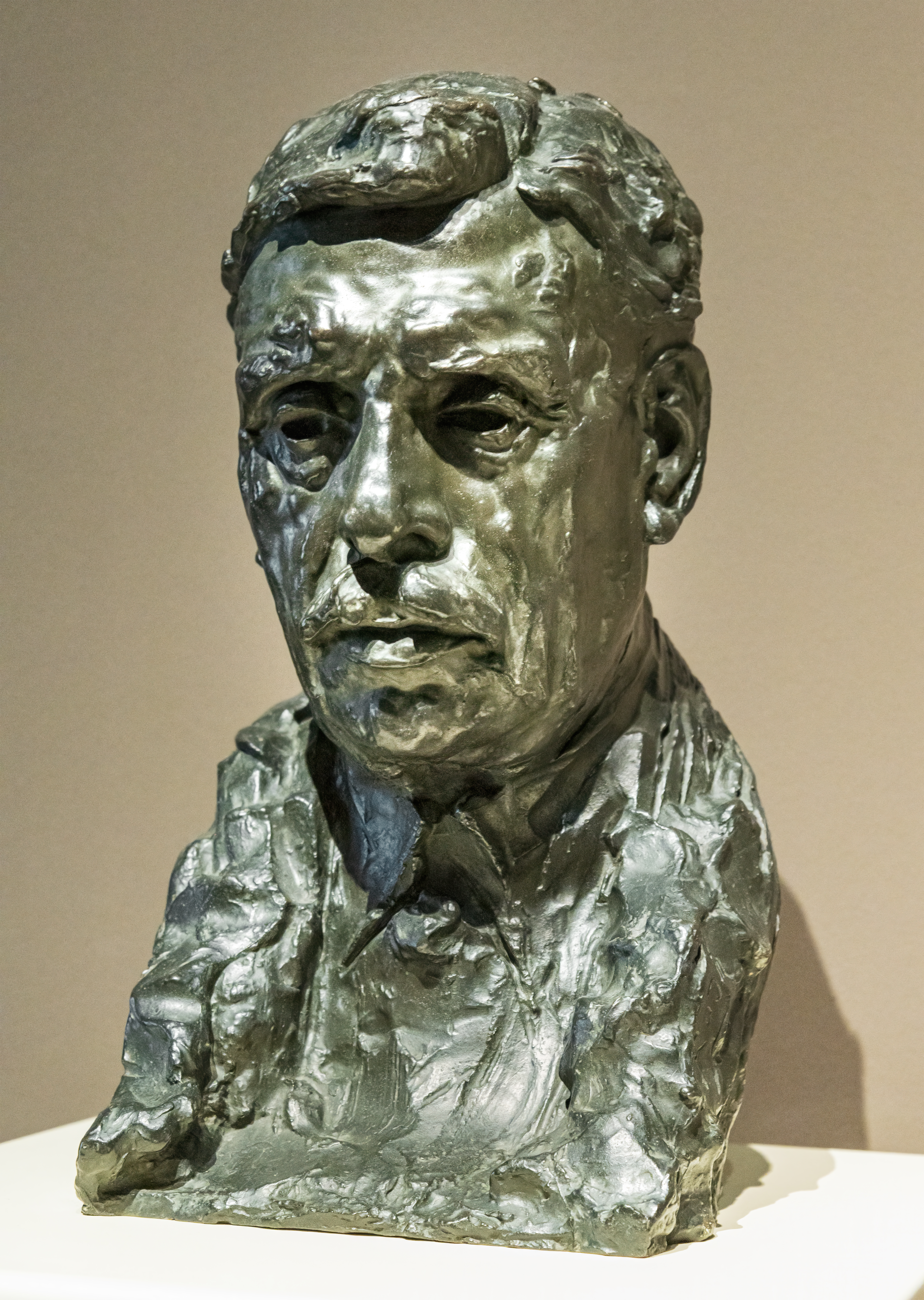
Buste d'Alexandre Falguière, 1897, MNAC

- Alger, musée national des beaux-arts.
- Oran, Musée national Zabana d'Oran

Corée du Sud
- Séoul, Plateau (en) (anciennement Rodin Gallery).

Espagne
- Barcelone :
  - Musée national d'Art de Catalogne : Buste d'Alexandre Falguière, 1897 [122]

États-Unis
- Philadelphie :
  - Philadelphia Museum of Art : Napoléon Ier, vers 1907 et 1908, buste en marbre, dépôt du Hartley Dodge Memorial (en)[123],[124].
  - Rodin Museum.
- Portland, Portland Art Museum : Femme accroupie
- Stanford (Californie), Iris & B. Gerald Cantor Center for Visual Arts, musée d'art de l'Université Stanford.

France
- Aix-les-Bains, musée Faure : il conserve la deuxième collection en France d'œuvres de Rodin : 34 sculptures, 13 aquarelles, 12 lithographies[Note 54]
- Dijon, musée des beaux-arts.
- Libourne, musée des beaux-arts, Aesculapius, 1903.
- Lyon, musée des beaux-arts : 23 sculptures, 13 dessins[125].
- Meudon, musée Rodin à la villa des Brillants.
- Nancy, musée des beaux-arts.
- Nantes, musée des beaux-arts : sept œuvres en dépôt dont Les Trois Ombres, Gustave Geffroy, Jules Dalou.
- Paris :
  - musée des arts décoratifs.
  - musée d'Orsay.
  - musée Rodin à l'hôtel Biron.
  - Petit Palais.
- Toulon, musée d'art.
- Roanne, musée des Beaux-Arts et d'Archéologie Joseph-Déchelette, Portrait du sculpteur Eugène Guillaume, vers 1903-1904

## Expositions
- 1877 : Bruxelles, « L'Âge d'airain[Note 55] ».
- 1889 : Paris, galerie Georges Petit, « Monet-Rodin ».
- 1900 : pavillon de l’Alma, en marge de l'Exposition universelle à Paris.
- 1902, du 10 mai au 15 juillet : Prague.
- 1907 : première grande exposition consacrée à ses dessins à la galerie Bernheim-Jeune à Paris.
- 1913 : exposition à la faculté de médecine de Paris. Il y montre pour la première fois sa collection d'antiques.
- 2001 : « Rodin en 1900. Le Pavillon de l’Alma », Paris, musée du Luxembourg. Reconstitution de l'exposition organisée par Rodin en 1900[Note 56].
- 2006, de janvier à février : exposition d'une soixantaine de sculptures, bronzes, moulages et dessins originaux de l'artiste à la galerie Brame & Lorenceau à Paris[126].
- 2007, d'avril à juin : exposition de sculptures, bronzes, moulages et dessins originaux de l’artiste, château de Waroux près de Liège, en Belgique[127].
- 2009 à 2012, d'octobre à octobre : exposition de 62 sculptures originales de l'artiste au Palais des Arts, dans le quartier de Graça, à Salvador/Bahia (Brésil).
- 2011 : « Rodin. Le plaisir infini du dessin », musée départemental Matisse, Le Cateau-Cambrésis.
- 2013 : « Rodin. La lumière de l'antique », Arles.
- 2014 : « Carrier-Belleuse, le maître de Rodin », musée national du palais, Compiègne.
- 2015, du 30 mai au 18 octobre : « Rodin-Métamorphoses », musée des beaux-arts de Montréal, la plus grande exposition de Rodin au Canada.
- 2016, 20 octobre au 22 janvier 2017 : « Rodin & dance: The essence of movement », The Courtaul Gallery (UK)
- 2017, du 22 mars au 31 juillet : « Rodin. L'exposition du centenaire », Paris, Grand Palais.
- 2017, du 15 septembre au 22 décembre : « Rodin, une passion pour Meudon (1893-1917) », musée d'art et d'histoire de Meudon.
- 2018, du 7 avril au 22 juillet : « Rodin et la danse », Paris, Musée Rodin.
- 2019, du 22 juin au 3 novembre : « Rodin-Maillol Face à face », Musée Hyacinthe-Rigaud, Perpignan.
- 2024, du 13 avril au 18 août : « Rodin. Une Renaissance moderne », Mons, Musée des Beaux-Arts.

## Iconographie
Albert Besnard fit de lui un portrait gravé à l'eau-forte en 1900.

Choix iconographique
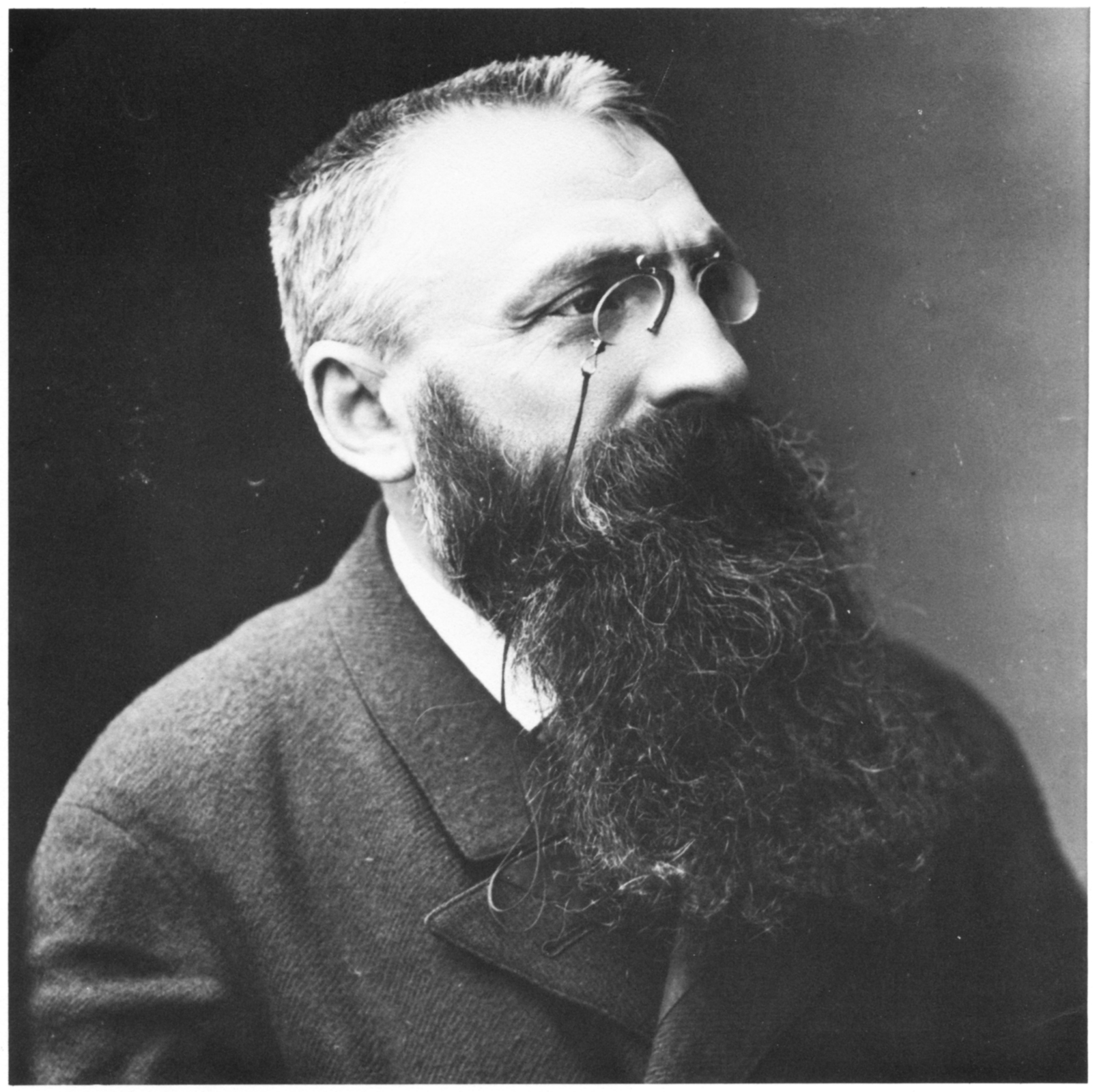
Rodin, par Nadar (1893).
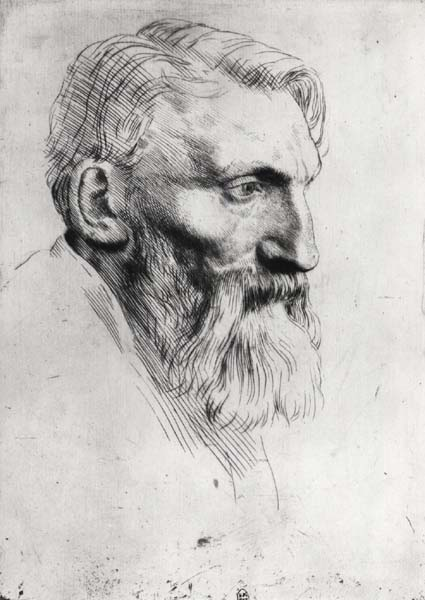
Rodin, par Alphonse Legros.
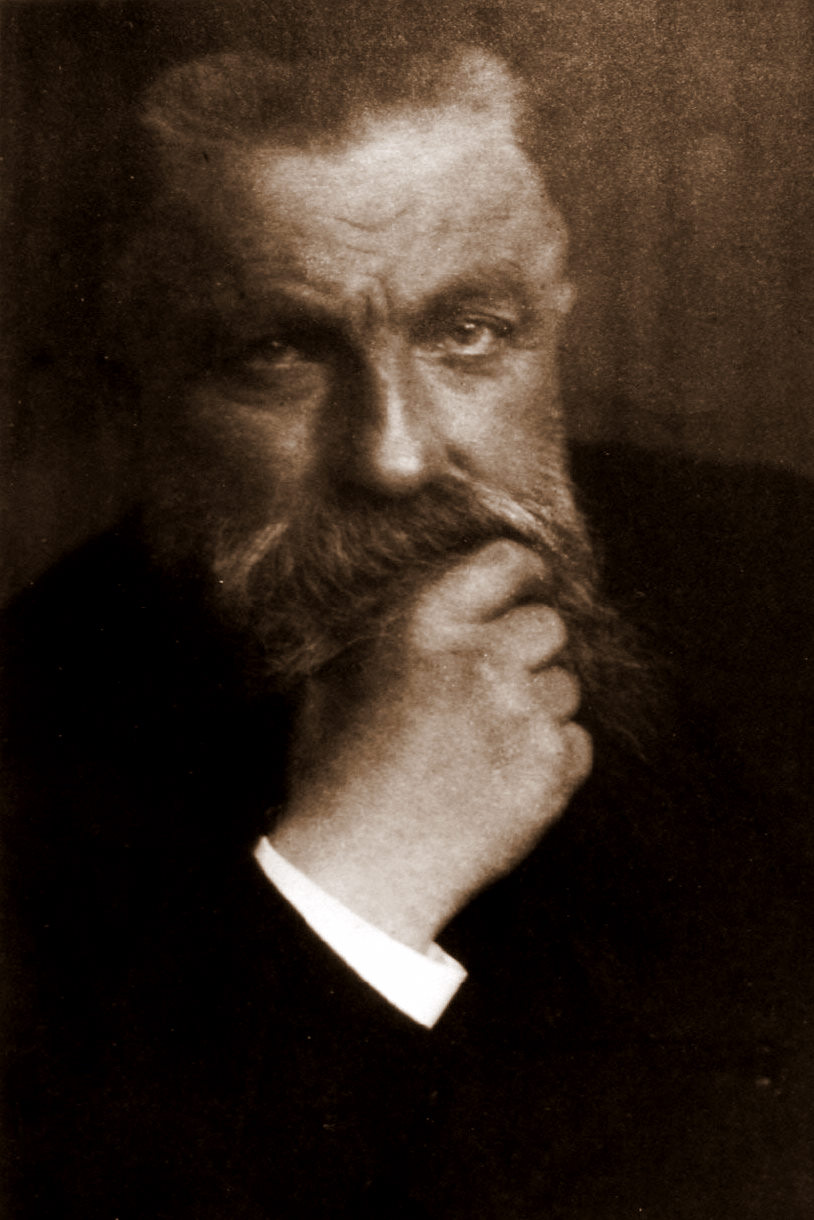
Rodin, par Edward Steichen (1902).
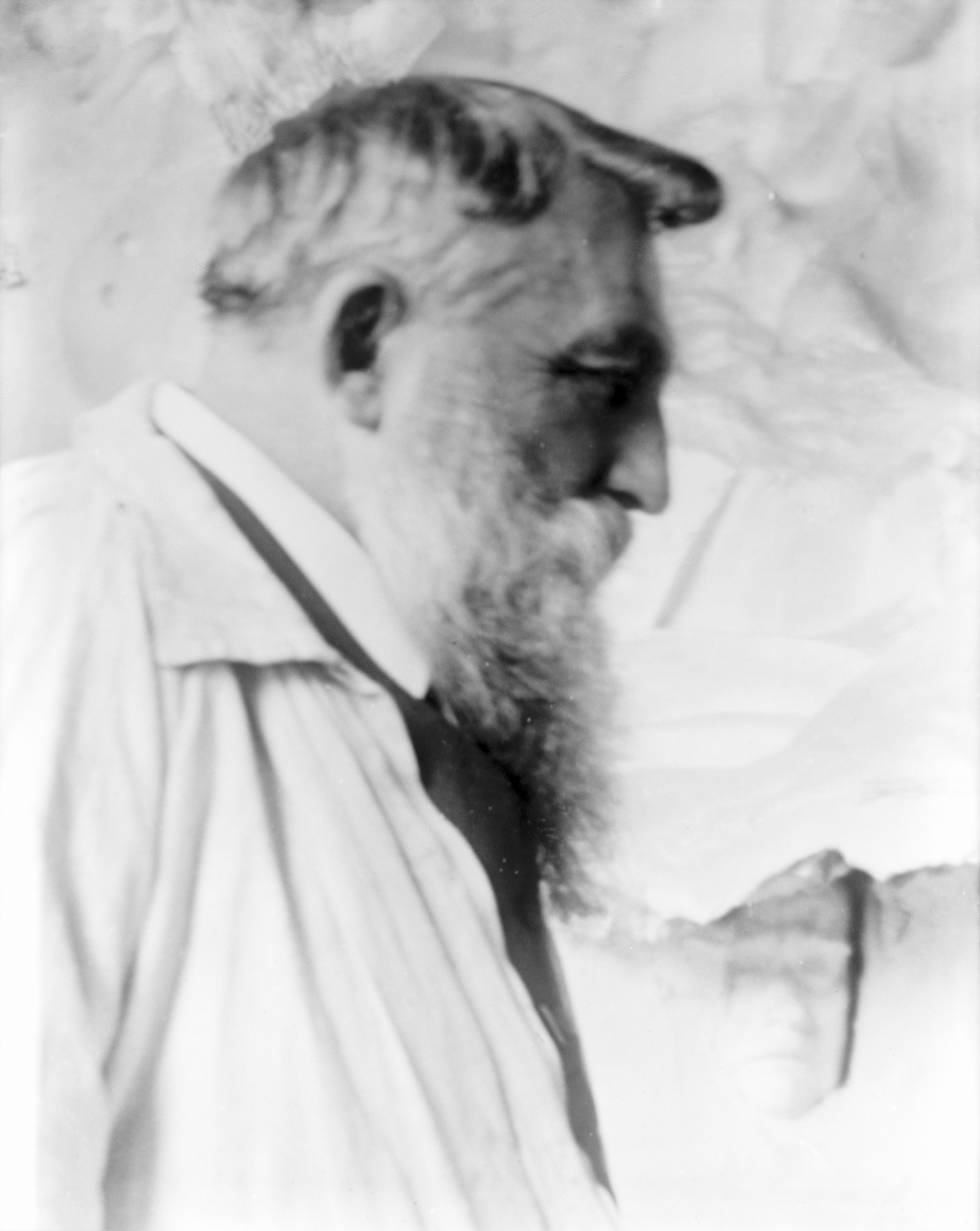
Auguste Rodin, par Gertrude Käsebier (1905).
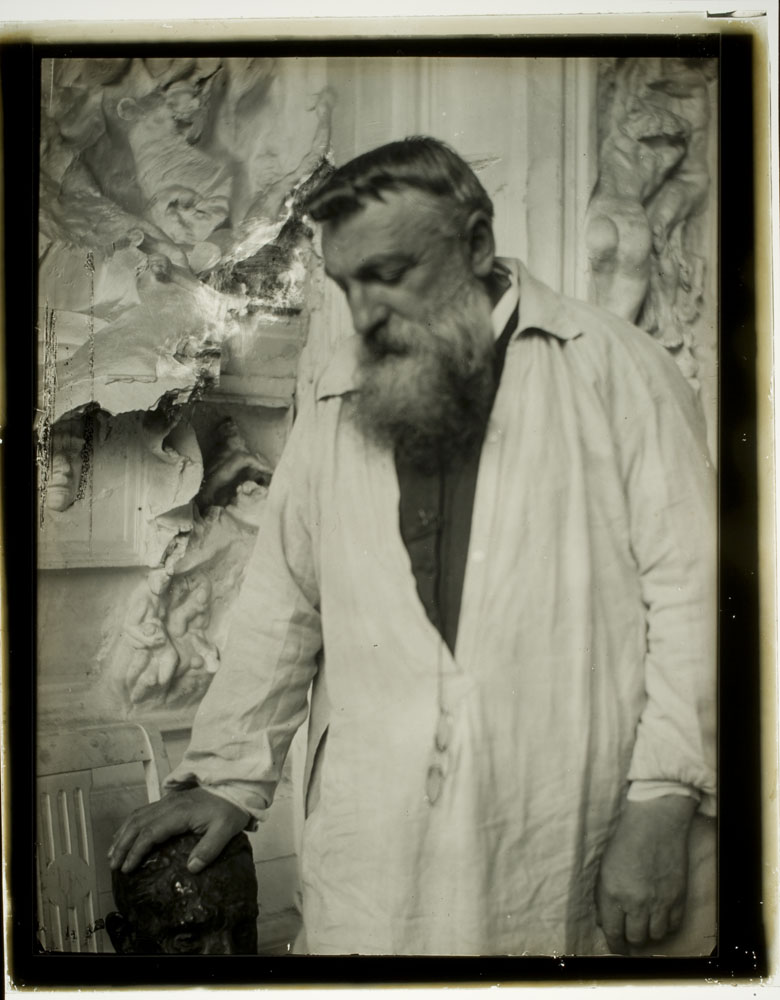
Auguste Rodin, par Gertrude Käsebier (1905).
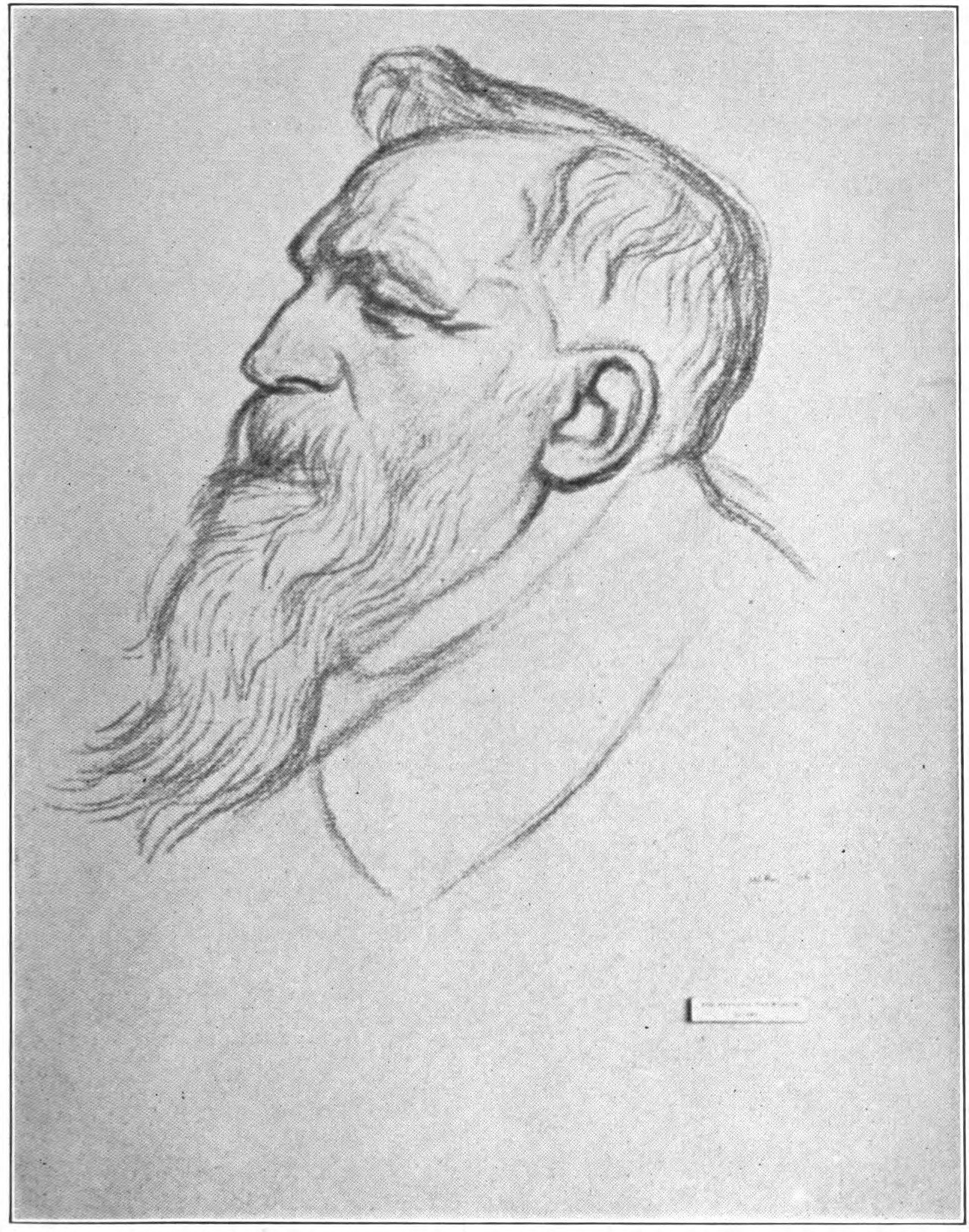
Rodin, par William Rothenstein.
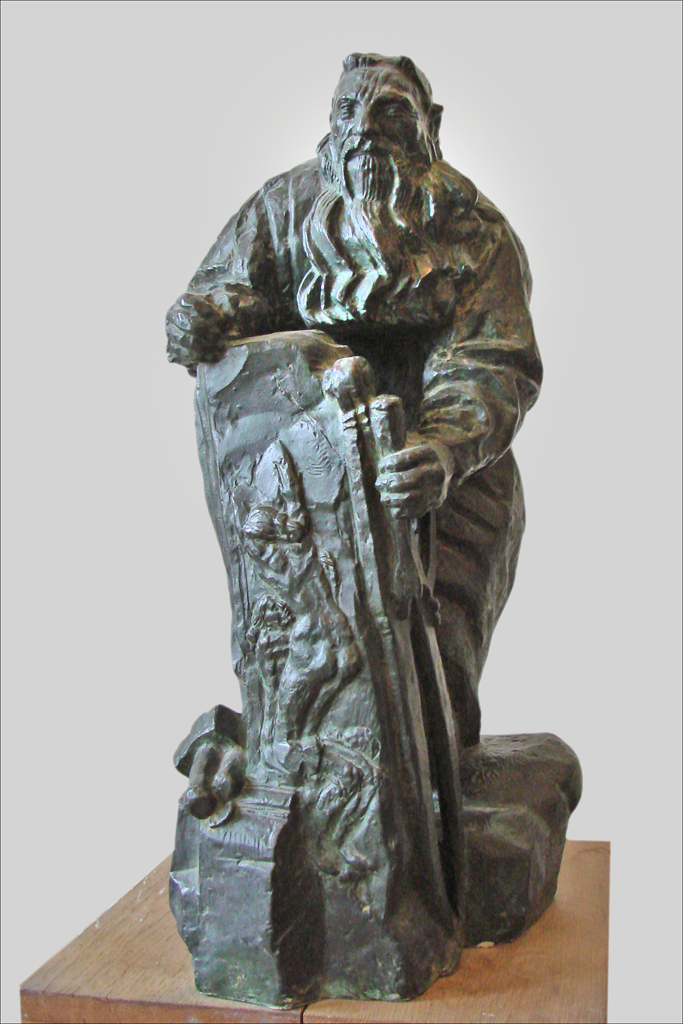
Rodin, par Antoine Bourdelle.
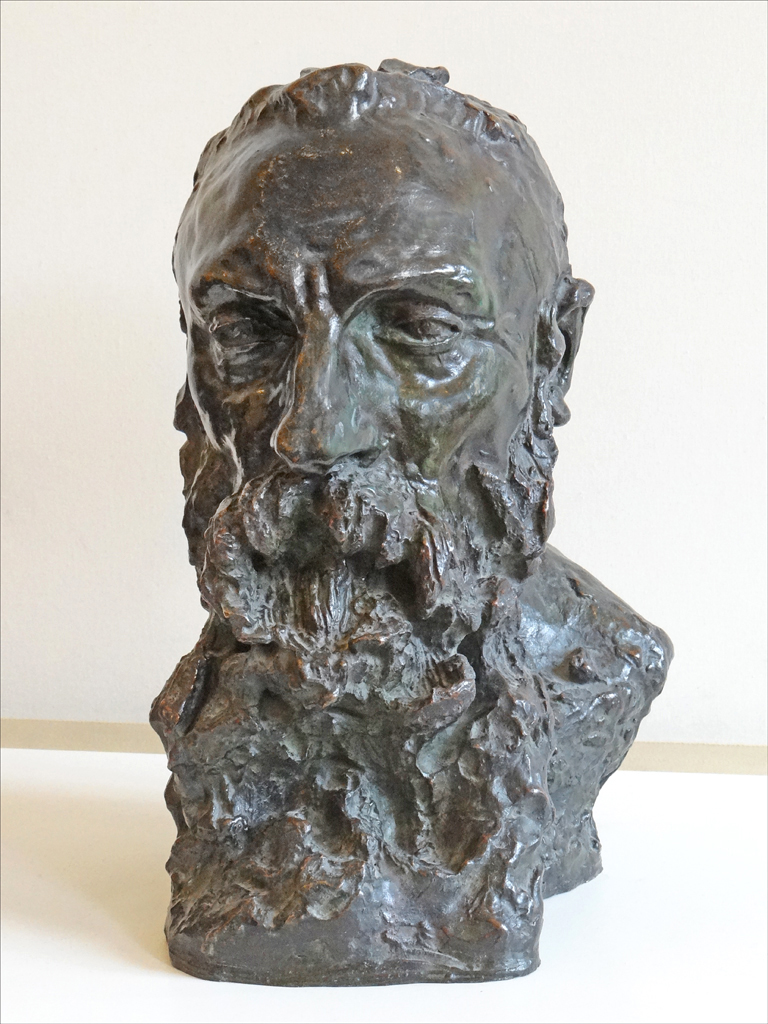
Rodin, par Camille Claudel.

## Distinctions
- Grand officier de la Légion d'honneur (16 mai 1910)[129]

 Commandeur de la Légion d'honneur (20 mai 1903)
 Officier de la Légion d'honneur (19 juillet 1892)
 Chevalier de la Légion d'honneur (31 décembre 1889)

## Postérité

### Hommages
- Plusieurs villes de France ont donné son nom à une rue de leur commune.
- Une avenue porte son nom à Bruxelles.
- Plusieurs lieux et bâtiments portent le nom du sculpteur à Paris, dont la place Rodin, dans le 16e arrondissement de Paris et le lycée Rodin, dans le 13e arrondissement de Paris, rue Corvisart, ainsi que le musée Rodin, situé aussi à Paris.
- L'astéroïde (6258) Rodin porte également son nom.

- En 1937, vingt ans après la mort de Rodin, la Poste française émet un timbre-poste[130].
- En 2001, un ferry de la compagnie française MyFerryLink (anciennement SeaFrance), est baptisé à son nom.
- En 2017, une pièce de 2 € à son effigie est émise par la Monnaie de Paris.

### Prix Auguste-Rodin
Le prix Auguste-Rodin est un prix décerné par la Société nationale des beaux-arts récompensant des sculpteurs. Il ne faut le confondre ni avec le Grand prix Rodin de sculpture monumentale, ni avec le prix Rodin de l'Académie française.

#### Lauréats
- 1962 : Gerasimos Sklavos
- 1963 : Nino Cassani[133]
- 1965 : Michel Pigeon[134] (1000 francs) pour l’œuvre Femme assise[135] ; Theodoros Papadimitriou[136]
- 1970 : Nissim Merkado (médaille d'or) ; Françoise Naudet (médaille d'argent)[137],[138] ; Jean-Pierre Malausséna (médaille de bronze)[139]
- 1972 : Jean Roulland[140],[141]
- 1987 : Hubert Yencesse[142]

Il y eut d'autres lauréats comme : Léopold Kretz